# Brynów-Osiedle Zgrzebnioka
Brynów-Osiedle Zgrzebnioka (pełna nazwa: Brynów część wschodnia-Osiedle Zgrzebnioka) – dzielnica Katowic, położona w środkowej części miasta, w zespole dzielnic zachodnich. Graniczy ona z czterema innymi dzielnicami: Śródmieściem, Osiedlem Paderewskiego-Muchowcem, Piotrowicami-Ochojcem i Załęską Hałdą-Brynowem cz. zachodnią. Dzielnica ta obejmuje głównie wschodnią część historycznej gminy Brynów wraz z powstałymi na jej terenie osiedlami: Brynów A, Ptasim i A. Zgrzebnioka, a także nowymi zespołami zabudowy powstałymi w rejonie ulic Ceglanej i Meteorologów.
Pierwsze wzmianki o Brynowie sięgają 1474 roku i do XIX wieku była to osada typowo rolnicza. W 1801 roku powstała kopalnia węgla kamiennego „Beate”, zaś w 1823 roku założono hutę cynku „Henriette”. Wraz z powstaniem kopalni „Oheim” („Wujek”) w 1899 roku intensywnie zaczęła się rozwijać północna część obecnej dzielnicy – Katowicka Hałda. W 1888 roku na terenach dawnej kopalni „Beate”, w lasku podmiejskim zaczęto tworzyć nowe założenie parkowe, a w latach 1894–1895 powstał Süd Park (niem. Park Południowy), przemianowany w 1925 roku na park im. Tadeusza Kościuszki. W 1912 roku na teren współczesnej dzielnicy dotarł pierwszy tramwaj z centrum Katowic, a w 1938 roku został przeniesiony do parku T. Kościuszki drewniany kościół pw. św. Michała Archanioła. W czasach Polski Ludowej powstały nowe tutaj osiedla mieszkaniowe: Brynów A, Brynów B (osiedle Ptasie) i A. Zgrzebnioka. Dnia 5 lutego 1990 roku otwarto w dzielnicy szpital okulistyczny, a rejon ulicy Ceglanej po 1989 roku stał się miejscem koncentracji nowych inwestycji mieszkaniowych.
Brynów część wschodnia-Osiedle Zgrzebnioka to dzielnica z dominacją funkcji mieszkaniowej i rekreacyjnej oraz rozwiniętymi funkcjami opieki zdrowotnej i administracyjno-biurowymi. Dzielnica ta jest siedzibą m.in. jednej z dwóch placówek Uniwersyteckiego Centrum Klinicznego im. prof. Kornela Gibińskiego Śląskiego Uniwersytetu Medycznego w Katowicach. Ważnym punktem kulturalnym w dzielnicy jest Hala Parkowa – w niej organizowanych się szereg koncertów i imprez różnego typu, a także sam park T. Kościuszki, który poza funkcją rekreacyjną stanowi miejsce organizacji wydarzeń kulturalnych.
Północną granicę dzielnicy wyznacza autostrada A4, będąca częścią drogi międzynarodowej E40, a do ważniejszych dróg wewnątrz dzielnicy należą ulice: Mikołowska, Brynowska i T. Kościuszki – wzdłuż tej ostatniej biegnie także linia tramwajowa łącząca dzielnicę ze Śródmieściem Katowic. Powierzchnia dzielnicy wynosi 4,08 km², co stanowi 2,48% powierzchni miasta, a pod koniec 2020 roku zamieszkiwało ją łącznie 6 384 osób (2,34% mieszkańców Katowic).

## Geografia

### Położenie

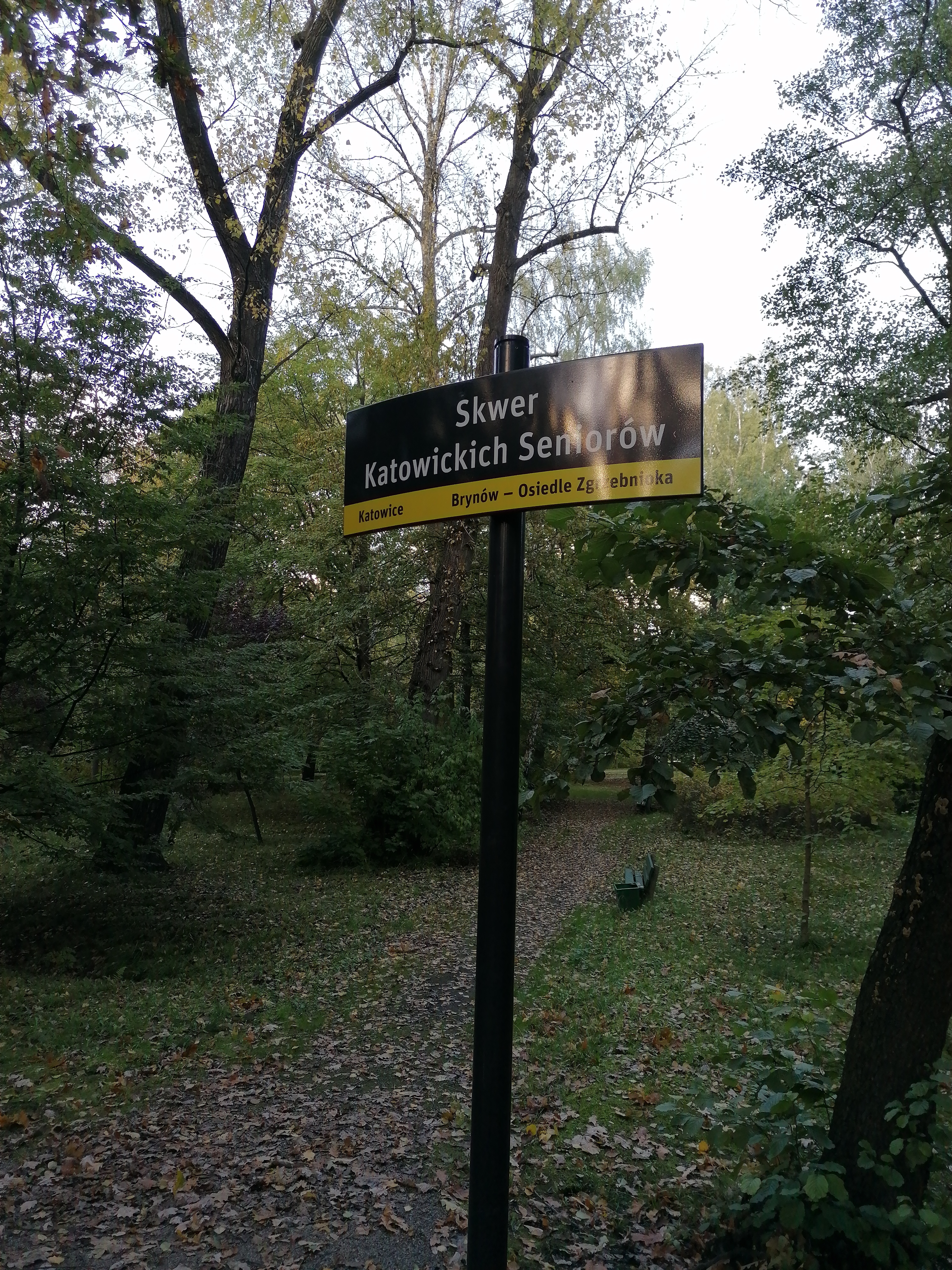
Tablica Systemu Informacji Miejskiej na skwerze Katowickich Seniorów ze skróconą nazwą dzielnicy

Brynów część wschodnia-Osiedle Zgrzebnioka jest jedną z 22 dzielnic Katowic o numerze 5, będącą jednostką pomocniczą gminy. Jest ona położona w środkowej części Katowic i znajduje się ona wraz z Ligotą-Panewnikami i Załęską Hałdą-Brynowem częścią zachodnią w zespole dzielnic zachodnich. Powierzchnia dzielnicy wynosi 4,08 km², co stanowi 2,48% powierzchni miasta. Dzielnica ta jest oddalona o około 5,5 km od centrum Katowic.
Brynów część wschodnia-Osiedle Zgrzebnioka graniczy od północy ze Śródmieściem, od wschodu z Osiedlem Paderewskiego-Muchowcem, od południa z Piotrowicami-Ochojcem, a od zachodu z Załęską Hałdą-Brynowem częścią zachodnią. Granice dzielnicy przebiegają następująco:
- Od północy – wzdłuż alei Górnośląskiej (autostrady A4) pomiędzy ulicami Mikołowską a Francuską[7][6],
- Od wschodu – biegnie od skrzyżowania alei Górnośląskiej i ulicy Francuskiej zachodnią stroną ulicy Francuskiej, kierując się na południe w stronę drogi prowadzącej do Katowickiego Parku Leśnego; dalej granica biegnie na zachód i na wysokości ulicy Gawronów skręca na południe, biegnąc wzdłuż wschodniej krawędzi ulicy A. Zgrzebnioka i jej przedłużeniem do torów d. stacji Katowice Muchowiec[7][6],
- Od południa – biegnie wzdłuż torów kolejowych d. stacji Katowice Muchowiec na zachód do skrzyżowania z d. torami kolei piaskowej, a następnie wzdłuż śladu dawnej linii do wiaduktu kolejowego nad ulicą T. Kościuszki[7][6],
- Od zachodu – biegnie od wiaduktu kolejowego nad ul. T. Kościuszki zachodnią krawędzią tej ulicy w kierunku północnym do skrzyżowania ulic Brynowskiej, Rolnej i T. Kościuszki; następnie granica biegnie zachodnią częścią ulicy Brynowskiej, okalając od zachodu budynki położone przy niej do ulicy Mikołowskiej, biegnąc osią tej ulicy do węzła autostradowego[7][6].

Według podziału fizycznogeograficznego Jerzego Kondrackiego obszar Brynowa części wschodniej-Osiedla Zgrzebnioka położony jest w mezoregionie Wyżyna Katowicka (341.13), stanowiącym południową część makroregionu Wyżyna Śląska. Sama zaś Wyżyna Śląska jest fragmentem podprowincji Wyżyna Śląsko-Krakowska.
Pod względem krain historycznym dzielnica ta znajduje się we wschodniej części Górnego Śląska.

### Geologia
Tereny Brynowa części wschodniej-Osiedla Zgrzebnioka położone są w niecce górnośląskiej, a obszar ten ma budowę zrębową. Na przełomie dewonu i karbonu zostało zaburzone paleozoiczne podłoże Wyżyny Śląskiej poprzez utworzenie zapadliska, które w okresie karbonu zostało wypełnione osadami, obecnie przekształconymi w zlepieńce, piaskowce i łupki ilaste zawierające pokłady węgla kamiennego. Pod utworami czwartorzędowymi podłoża wykształcone z tego okresu budują część dzielnicy położonej na północ od ulicy Drozdów. Podobnie to też wygląda w przypadku utworów powierzchniowych, wyłączając obszar Katowickiego Parku Leśnego i rejon ulicy Muchowiec. Występują tam wychodnie warstw orzeskich (westfal B) i tworzą je potężne serie przeważnie łupków z wkładkami piaskowców, syderytów i węgla kamiennego, a miąższość tej serii przekracza 900 m. Cechą charakterystyczną tych warstw są także występujące w niej ławice iłołupków o miąższości do kilkudziesięciu metrów, które nadają się do produkcji ceramiki budowlanej.
W okresie trzeciorzędu utworzyły się główne rysy rzeźby terenu Brynowa części wschodniej-Osiedla Zgrzebnioka. Wówczas to dochodziło intensywnych procesów wietrzenia chemicznego i denudacji. Zasadnicze znaczenie dla rozwoju rzeźby miała w miocenie faza ruchów tektonicznych związanych z orogenezą alpejską. Spękaniu uległa wtedy płyta antyklinorium śląsko-krakowskiego, tworząc m.in. rów Kłodnicy. Rowy, zapadliska i niskie zręby zostały pokryte osadami morza mioceńskiego: iłami marglistymi i piaszczystymi oraz piaskami (w tym z otoczakami skał karbońskich – także węgla kamiennego). Utwory z tego okresu pod warstwą czwartorzędową pokrywają tereny dzielnicy na południe od ulicy Drozdów, a utwory karbońskie i mioceńskie rozdziela w tym rejonie uskok tektoniczny. Powierzchniowo osady mioceńskie nie występują.
W czwartorzędzie obszar dzielnicy został prawdopodobnie pokryty przez lądolód skandynawski dwukrotnie: podczas najstarszego zlodowacenia Sanu (krakowskiego) oraz w okresie zlodowacenia Odry (środkowopolskiego). Osady po pierwszym zlodowaceniu zostały w większości usunięte w okresie interglacjału, zaś lądolód zlodowacenia Odry pozostawił po sobie gliny zwałowe występujące wzdłuż obniżeń dolinnych. Utwory te powierzchniowo pokrywają tereny dzielnicy na południe od ulic Dworskiej i Drozdów, a także rejony Katowickiego Parku Leśnego i ulicy Muchowiec. W trwającym współcześnie holocenie następują zjawiska niszczenia i wyprzątania pokryw osadów plejstoceńskich. Holoceńskie osady rzeczne ciągną się równolegle do ulicy Szpaków, a także wzdłuż cieku wodnego płynącego na południe od ogródków działkowych w rejonie stawu Grünfeld.

### Gleby
W Katowicach, w tym na terenie Brynowa części wschodniej-Osiedla Zgrzebnioka dominują gleby brunatne, głównie w odmianie wyługowanej, charakterystyczne dla glin zwałowych lub zwietrzelin utworów karbońskich. Pod względem ich bonitacji, w dzielnicy dominują gleby IV klasy bonitacyjnej. Ponadto znajdują się w postaci niewielkich enklaw także użytki III klasy bonitacyjnej, które są nieużytkowane rolniczo.
Gleby na obszarze dzielnicy podlegają silnej antropopresji i w wielu przypadkach straciły swoją wartość użytkową w wyniku ich mechanicznego przekształcenia. Występują tutaj procesy niwelacji terenu, zwłaszcza w dolinach rzecznych pod przyszłe inwestycje, w wyniku których niszczone są profile glebowe oraz warstwa próchniczna gleby.

### Rzeźba terenu
Dzielnica Brynów część wschodnia-Osiedle Zgrzebnioka położona jest na Wyżynie Śląskiej, na Płaskowyżu Bytomsko-Katowickim, będącym częścią mezoregionu Wyżyna Katowicka (341.13). Pod względem jednostek morfologicznych dzielnica ta znajduje się w na Wzgórzach Kochłowickich. Jest to równoleżnikowy wał podzielony dolinami na cztery izolowane wzgórza, z których jedno z nich znajduje się na terenie dzielnicy. Powierzchnie tych wzgórz charakteryzują się kopulastymi, miejscami spłaszczonymi wzgórzami. Są one zbudowane na podłożu warstw karbońskich.
Najwyższym wzniesieniem dzielnicy jest Wzgórze Beaty, którego wysokość według mapy topograficznej w 1992 roku sięga ponad 323,0 m n.p.m. Położone jest ono na skraju parku T. Kościuszki, przy skrzyżowaniu ulic T. Kościuszki i A. Zgrzebnioka. Drugim większym wzgórzem w dzielnicy jest wzniesienie z obszarem szczytowym w rejonie stacji elektroenergetycznej „Brynów” przy ulicy Brynowskiej, gdzie wysokość wznosi się ponad 305 m n.p.m.. Najniżej położonym obszarem dzielnicy są rejony na pograniczu Brynowa części wschodniej-Osiedle Zgrzebnioka i Osiedla Paderewskiego-Muchowca w rejonie ulicy Muchowiec, na którym wysokość obniża się poniżej poziomu 280 m n.p.m. Różnica wysokości pomiędzy skrajnymi punktami dzielnicy wynosi około 40 m.
Ulica Meteorologów przy cmentarzu garnizonowym wznosi się na wysokości 300,1 m n.p.m., skrzyżowanie ulic Parkowej i Mikołowskiej w rejonie kolonii urzędniczej kopalni „Wujek” położone jest na wysokości 305 m n.p.m., skrzyżowanie ulic T. Kościuszki i Słowików w rejonie centralnej części Brynowa jest na wysokości 289,0 m n.p.m., a skrzyżowanie ulic Drozdów i A. Zgrzebnioka na skraju osiedla Ptasiego jest na wysokości 295,2 m n.p.m.
Na współczesną rzeźbę terenu Brynowa części wschodniej-Osiedla Zgrzebnioka główny wpływ miało zlodowacenie południowopolskie (Sanu) oraz maksymalny stadiał zlodowacenia środkowopolskiego (Odry), zaś w ostatnim okresie zasadniczy wpływ wywarła także morfogenetyczna działalność człowieka związana z osadnictwem oraz górnictwem. Doprowadziło to do zniszczenia naturalnego podłoża oraz do tworzenia nowych form degradacji rzeźby. Znaczna część obszaru dzielnicy stanowi także antropogeniczną powierzchnię zrównania.

### Wody

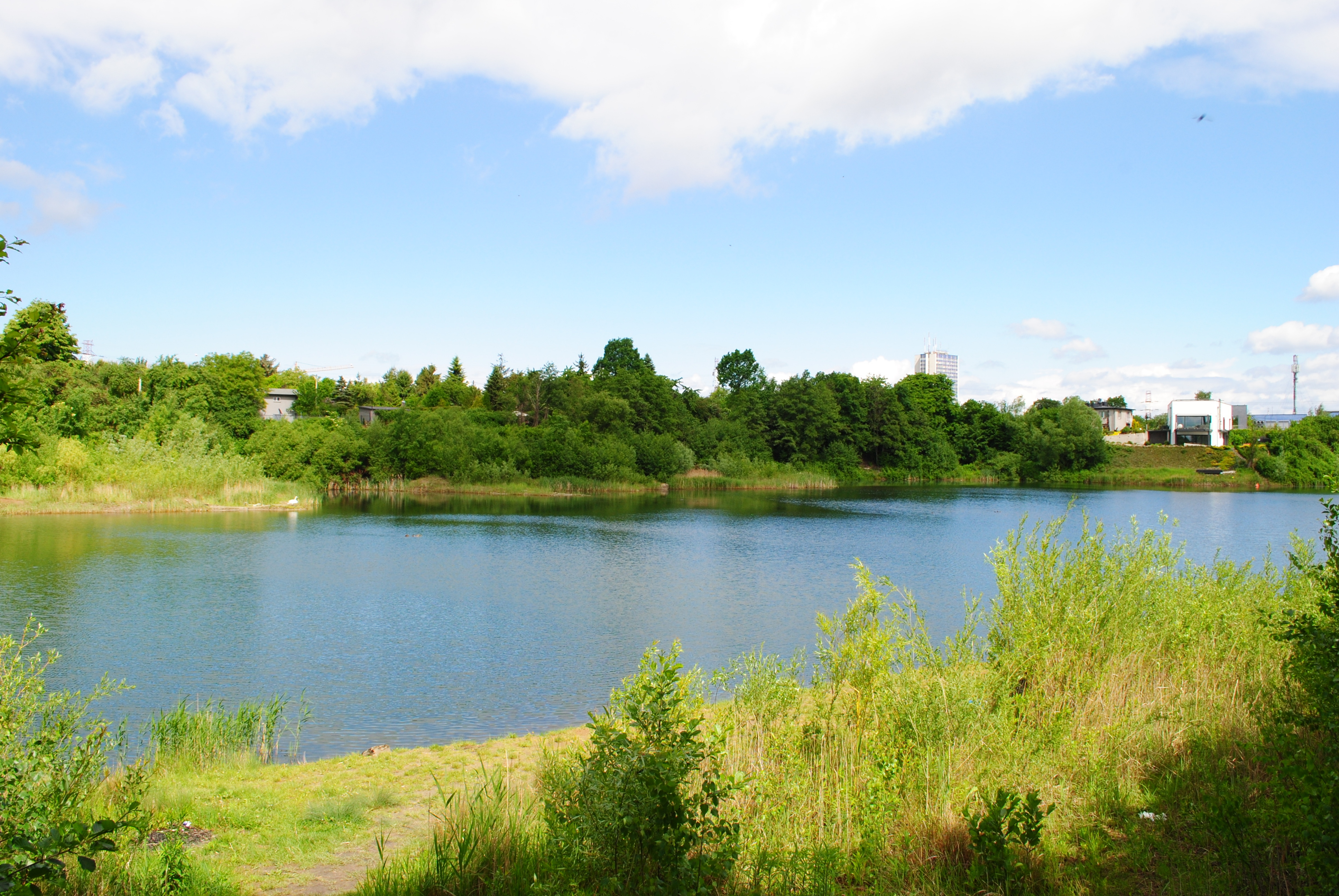
Fragment stawu Grünfeld (widok od strony południowo-wschodniej)

Obszar Brynowa części wschodniej-Osiedla Zgrzebnioka położony jest w dorzeczu Wisły i Odry, a rozdzielający te dorzecza dział wodny I stopnia od strony zachodniej wchodzi na tereny dzielnicy na wysokości skrzyżowania ulic Mikołowskiej i Parkowej. Dalej dział ten kieruje się na wschód przez park T. Kościuszki, przecina Wzgórze Beaty i od tego wzniesienia ciągnie się w kierunku południowo-wschodnim, w stronę dawnej stacji rozrządowej Katowice Muchowiec.
W dorzeczu Wisły znajduje się północno-wschodnia część dzielnicy, w tym rejony Katowickiej Hałdy, północnej części parku T. Kościuszki, osiedle A. Zgrzebnioka i rejony ulicy Ceglanej. Dwa pierwsze z tych obszarów znajdują się w zlewni Rawy, a pozostałe w zlewni jej dopływu – Potoku Leśnego. Obie zlewnie rozdziela dział wodny V rzędu, lecz żadna z tych rzek nie przepływa przez dzielnicę. Wewnątrz zlewni Potoku Leśnego znajdują się dwa większe zbiorniki wodne. Jeden z nich, położony na obszarze bezodpływowym, to staw położony przy ulicy Ceglanej, w sąsiedztwie osiedla Ceglana Park. Drugi to położony nieopodal na południowy wschód od niego staw Grünfeld. Zajmuje on powierzchnię ponad 4 ha, a jego głębokość dochodzi do 20 metrów. Zasilają go naturalne wody podziemnie wypływające z przecięcia warstw wodonośnych w trakcie wydobywania gliny. Jest on własnością prywatną.
Pozostały obszar dzielnicy położony jest w dorzeczu Odry, w zlewni Kłodnicy. Rzeka ta nie przepływa bezpośrednio przez dzielnicę. Do większych akwenów w tej zlewni należy staw przy ROD „Wyzwolenie” (ul. Brynowska) oraz staw przy skrzyżowaniu ulic Wróbli i Kawek.

### Klimat i topoklimat

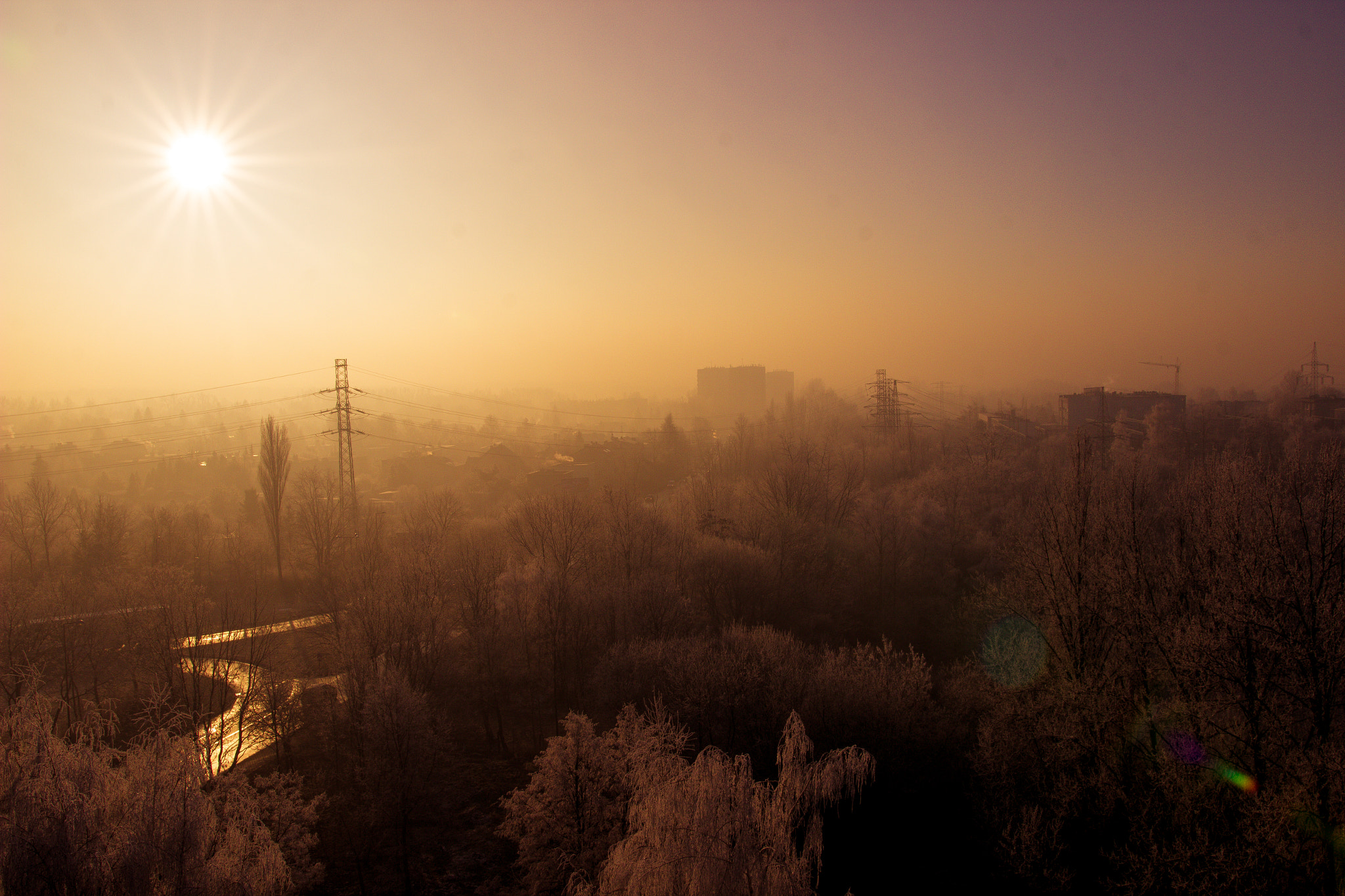
Fragment dzielnicy w rejonie ulicy Brynowskiej (widok na południe)

Warunki klimatyczne Brynowa części wschodniej-Osiedla Zgrzebnioka są zbliżone do klimatu dla całych Katowic. Jest on modyfikowany zarówno przez czynniki klimatotwórcze, jak i lokalne. Na klimat dzielnicy w większym znaczeniu mają wpływy oceaniczne aniżeli wpływy kontynentalne, zaś sporadycznie klimat modyfikowany jest przez docierające tu od południowego zachodu przez Bramę Morawską masy powietrza zwrotnikowego.
Średnia roczna temperatura w wieloleciu 1961–2005 dla stacji w sąsiednim Muchowcu wynosiła 8,1 °C. Najcieplejszym miesiącem w badanym okresie był lipiec (17,8 °C), a najchłodniejszym styczeń (–2,2 °C). Średnie roczne usłonecznienie w latach 1966–2005 wynosiło 1474 godziny, a średnie zachmurzenie w tym samym okresie wynosiło 5,3. Średnia roczna suma opadów w skali roku w okresie lat 1951–2005 wynosiła 713,8 mm. Średni czas zalegania pokrywy śnieżnej wynosi 60–70 dni, a okres wegetacyjny trwa średnio 200–220 dni. W ciągu roku przeważają wiatry zachodnie i południowo-zachodnie (odpowiednio 20,7% i 20,4% wszystkich wiatrów), a najrzadziej wieje z północy (5,7%). Średnia prędkość wiatru wynosił 2,4 m/s.
Klimat Brynowa części wschodniej-Osiedla Zgrzebnioka jest modyfikowany przez czynniki lokalne (topoklimat), zależny od pokrycia terenu, a także od położenia względem dolin rzecznych. W pasie terenu ciągnącym się w przybliżeniu wzdłuż ulicy Szpaków w kierunku Kłodnicy panuje niekorzystny topoklimat zabudowanych den dolinnych. W czasie pogodnych nocy tworzą się zastoiska zimnego powietrza i możliwe są także lokalne przymrozki typu radiacyjno-adwekcyjnego. Na wyżej położonych terenach dzielnicy panują warunki średnio korzystne. W obszarach zabudowy zwartej na lokalny klimat wpływ ma czynnik podgrzewania atmosfery na skutek działalności człowieka. Zwarte powierzchnie zabudowy, dróg i placów powodują podniesienie temperatury powietrza w przyziemnej warstwie atmosfery. Obszary te szybciej też tracą ciepło na skutek wypromieniowania w nocy, a brak wilgoci w powietrzu nie sprzyja dłuższemu zatrzymaniu ciepła. Lasy charakteryzują się tym, że nocne spadki temperatury są znacznie mniejsze niż na powierzchniach sąsiednich.

### Przyroda i ochrona środowiska

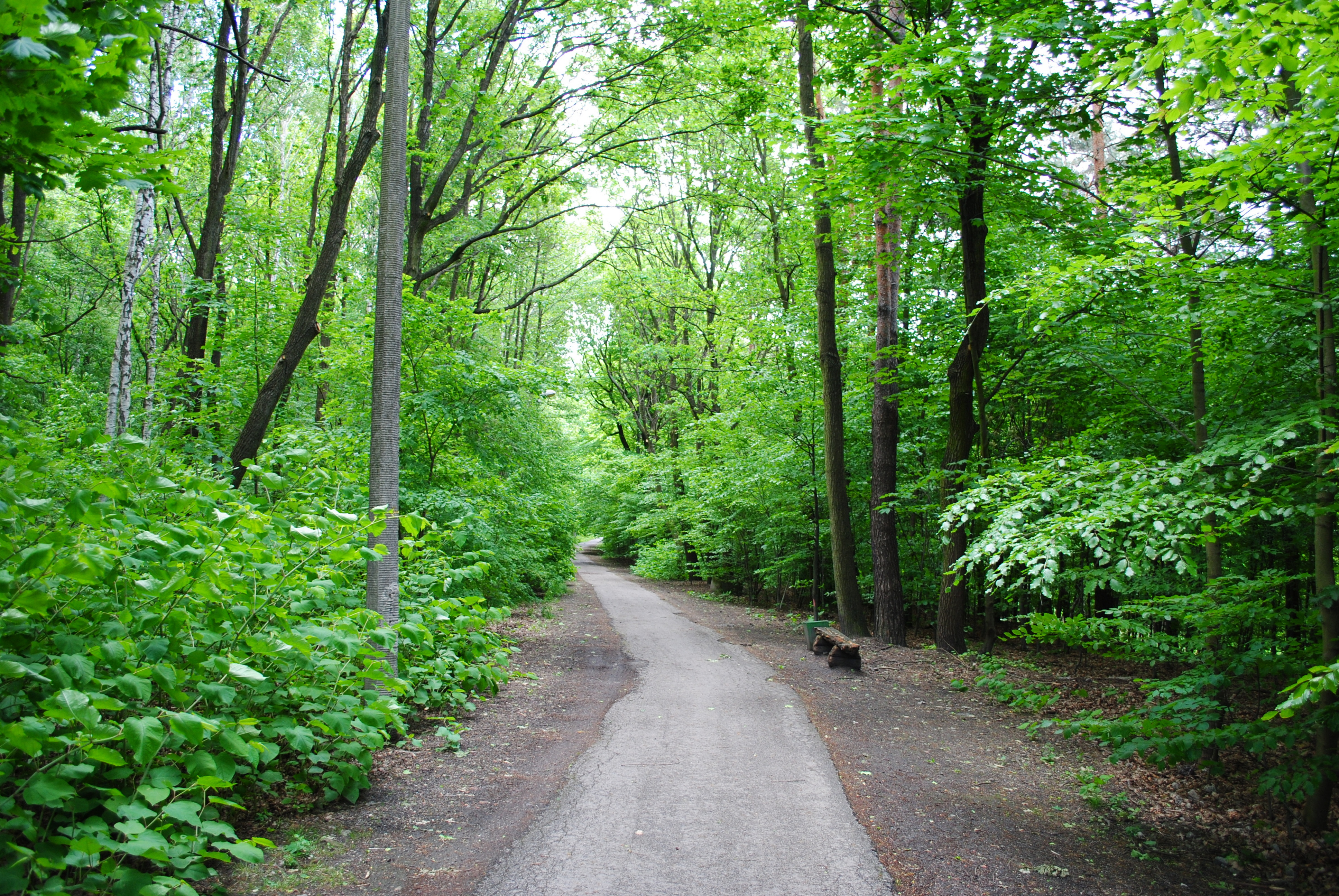
Fragment ciągu pieszego w Katowickim Parku Leśnym, w okolicach osiedla Ptasiego

Naturalna szata roślinna na terenie Brynowa część wschodniej-Osiedla Zgrzebnioka kształtowała się od czasu ostatnich zlodowaceń trwających 12–16 tys. lat temu, a w przeciągu 200 ostatnich lat została ona poddana silnej antropopresji. Jeszcze w połowie XII wieku obszar dzisiejszych Katowic był prawie bezludny, pokryty lasami stanowiącymi część dawnej Puszczy Śląskiej – pierwotnie tereny dzielnicy porastały buczyny oraz grądy. Efektem rozwoju górnictwa rud i hutnictwa metali było wyniszczenie, zwłaszcza w XVIII i XIX wieku znacznych powierzchni leśnych, a rozwojowi przemysłu i osadnictwa towarzyszyła postępująca degradacja środowiska przyrodniczego. Przeobrażeniom uległy wszystkie komponenty środowiska naturalnego. Na niewielkich obszarach pozostały ślady dawnej świetności przyrody Puszczy Śląskiej – m.in. fragment Lasu Katowickiego, który w XIX wieku przekształcono w Park Południowy (późniejszy park im. T. Kościuszki). W II połowie XX wieku został utworzony na Muchowcu Katowicki Park Leśny. Pomimo postępującego zubożenia flory miasta, różnorodność istniejących zbiorowisk roślinnych nadal jest tutaj duża.

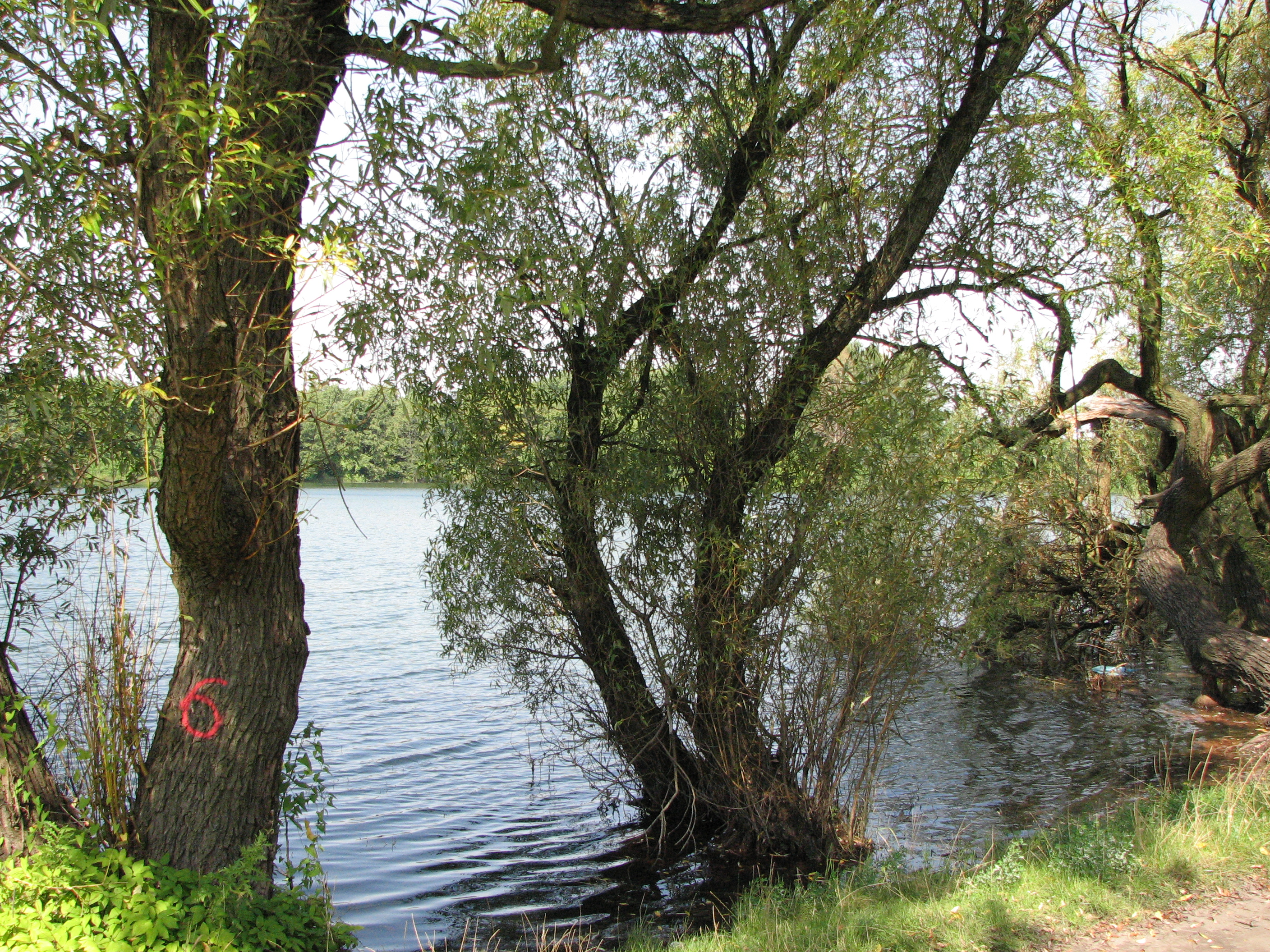
Fragment zarośli rosnących przy brzegu stawu Grünfeld

Na terenie dzielnicy według stanu z początku 2023 roku brak jest wyznaczonych powierzchniowych form ochrony przyrody. W latach 1996–2003 na terenie dzielnicy znajdował się natomiast użytek ekologiczny „Staw Grünfeld”. Został on ustanowiony użytkiem ekologicznym na mocy uchwały Rady Miejskiej Katowic z 11 marca 1996 roku, a jego uchylenie nastąpiło 22 grudnia 2003 roku. Położony był on w rejonie ulic Bazaltowej i Krzemiennej. Staw Grünfeld to dawna glinianka, która została zalana wodą i otoczona jest ona otoczona przez ogródki działkowe i ogrodzenia prywatnych posesji. Brzegi stawu częściowo porastają zarośla wierzbowe i płaty roślinności nadwodnej. Część brzegu zajmuje trzcinowisko z trzciną pospolitą i pałką szerokolistną. Miejsce to jest dogodne do rozmnażania płazów oraz odbywania lęgów przez ptaki wodnobłotne.
Brynów część wschodnia-Osiedle Zgrzebnioka wraz z sąsiednim Osiedlem Paderewskiego-Muchowcem są dzielnicami o największym odsetku obszarów zieleni urządzonej.
W rejonie Muchowca, na pograniczu dzielnic Brynów część wschodnia-Osiedla Zgrzebnioka i Osiedle Paderewskiego-Muchowiec zlokalizowany jest Katowicki Park Leśny. Jest to rozległy obszar stawowo-parkowo-leśny i jedno z bardziej atrakcyjnych przyrodniczo miejsc w Katowicach z obecnością odmiennych siedlisk, dzięki czemu występuje tutaj duża różnorodność gatunkowa flory i fauny. Najczęściej spotykane są tutaj mieszane drzewostany dębowo-brzozowe z domieszką sosny. W podroście obok młodych drzew rosną także: jarzębina, kruszyna, bez czarny i koralowy. Runo leśne jest bujne i bogate florystycznie – m.in. w skrzyp leśny, zawilec gajowy i kokoryczkę. Doliny niewielkich cieków i wilgotne zagłębienia terenu porastają płaty lasy łęgowego. Tereny Katowickiego Parku Leśnego będące obszarami zadrzewionymi graniczącymi bezpośrednio z terenami cieków i akwenów stanowią bardzo dobre miejsca dla rozwoju płazów i wielu gatunków ptaków. Na przelotach stwierdzono tutaj m.in.: zimorodka, sieweczkę rzeczną czy czaplę siwą. Występują tutaj takie gatunki płazów, jak: ropuchy szare, żaby trawne i traszki zwyczajne, zaś z ptaków takie pospolite gatunki leśne jak: sójki, kosy, drozdy, zięby, sikorki, kowaliki czy dzięcioły duże. W lasach występują też wiewiórki, rzadziej zające oraz sarny. Liczne są myszy, nornice, a także gatunki owadożerne, a zimą spotyka się tutaj dziki.

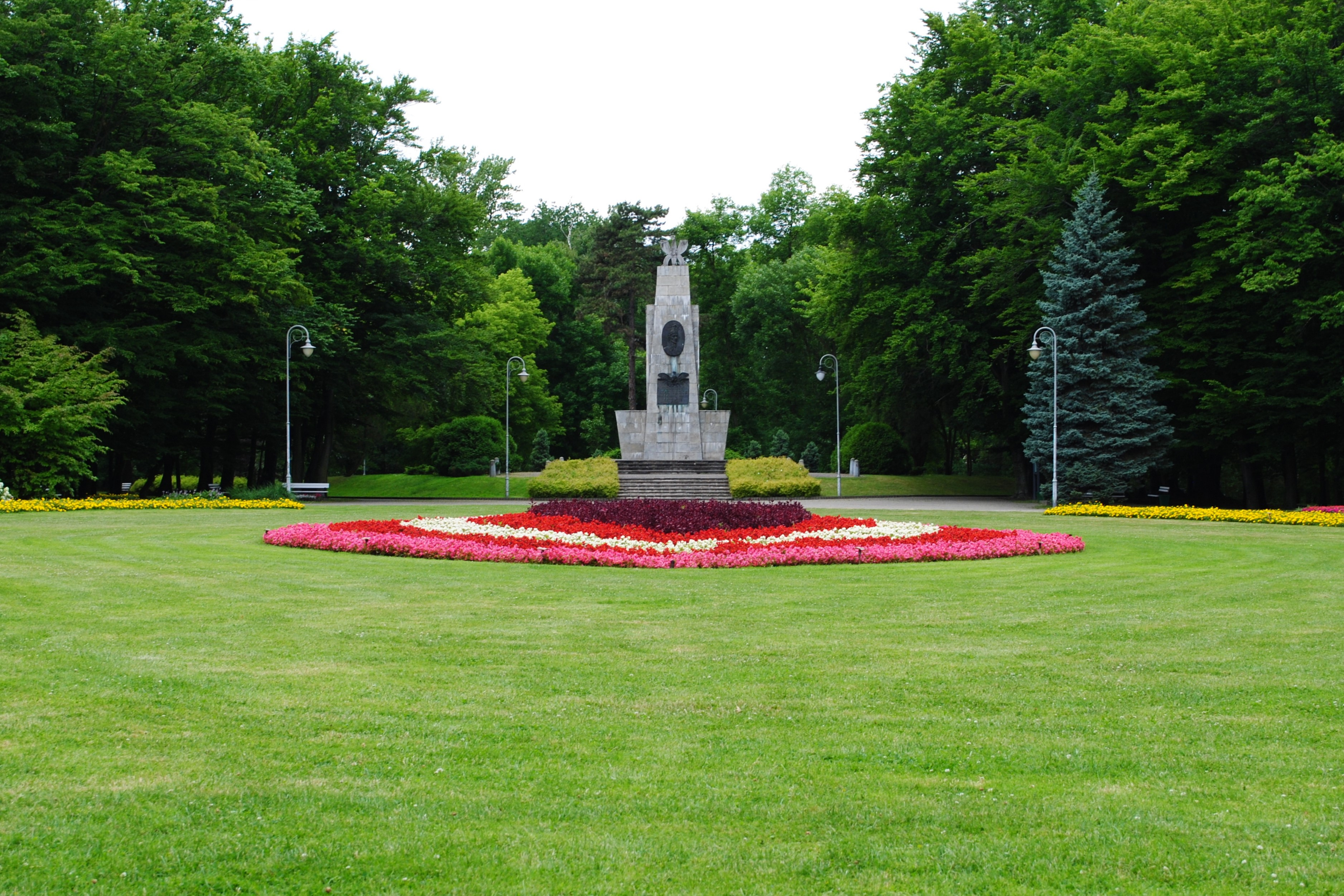
Fragment parku im. Tadeusza Kościuszki; w tle pomnik Tadeusza Kościuszki

Położony w całości w granicach dzielnicy park im. Tadeusza Kościuszki jest największym obszarowo parkiem na terenie Katowic. Położony jest on na zboczach Wzgórza Beaty i zamykają go ulice: T. Kościuszki, Piękna i aleja Górnośląska. Park T. Kościuszki zajmuje powierzchnię 72 ha, co stanowi 17,6% powierzchni dzielnicy. Jest on w zarządzie Zakładu Zieleni Miejskiej w Katowicach.
Początki parku sięgają roku 1888, kiedy to na obszarze 6 ha podmiejskiego lasu uporządkowano teren tworząc zalążek parku. W latach 1894–1895 rozpoczęto tworzenie Süd Parku (niem. Park Południowy), jednocześnie powiększając jego powierzchnię. W 1910 roku Magistrat Miasta Katowice udzielił pomocy materialnej na zadrzewienie alei wzdłuż ulicy T. Kościuszki, nasadzając tutaj różne gatunki drzew. W 1925 roku park zyskał imię T. Kościuszki.

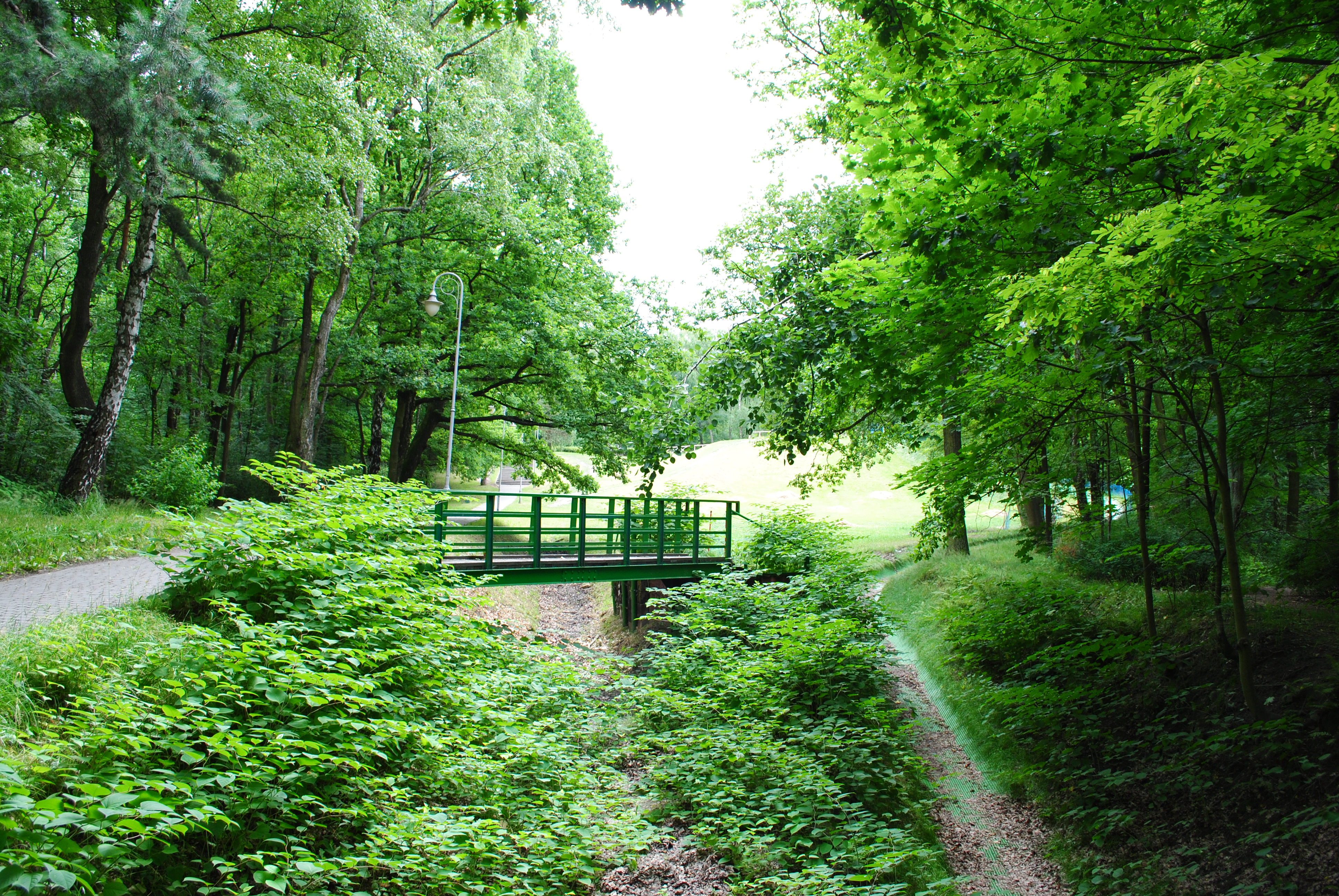
Fragment parku T. Kościuszki

Układ założenia parku im. T. Kościuszki nawiązuje do parków angielskich z wpływami ogrodów klasycystycznych pod względem rozplanowania poszczególnych rabat oraz klombów kwiatowych. Dzięki temu, że park powstał na terenie dawnego lasu, na wielu jego fragmentach zachował się zarówno naturalny drzewostan, jak i warstwa runa. Występuje tu ponad 90 różnych gatunków i odmian drzew i krzewów, a dominują rodzime gatunki drzew liściastych: graby, buki, lipy drobnolistne i klony. Do cenniejszych drzew w parku należą buki o srebrzystych pniach oraz wiśnie piłkowane. W parku T. Kościuszki występują takie osobliwości dendrologiczne, jak m.in.: choina kanadyjska czy daglezja zielona. Park jest ostoją dla niektórych gatunków zwierząt, zwłaszcza ptaków, z których wiele z nich tutaj gniazduje. Ogółem występują tutaj takie gatunki zwierząt, jak: grzywacze, kosy, kwiczoły, sójki, świstunki, szpaki, kowaliki, sikory, wiewiórki, jeże, krety, żaby trawne czy ropuchy szare.

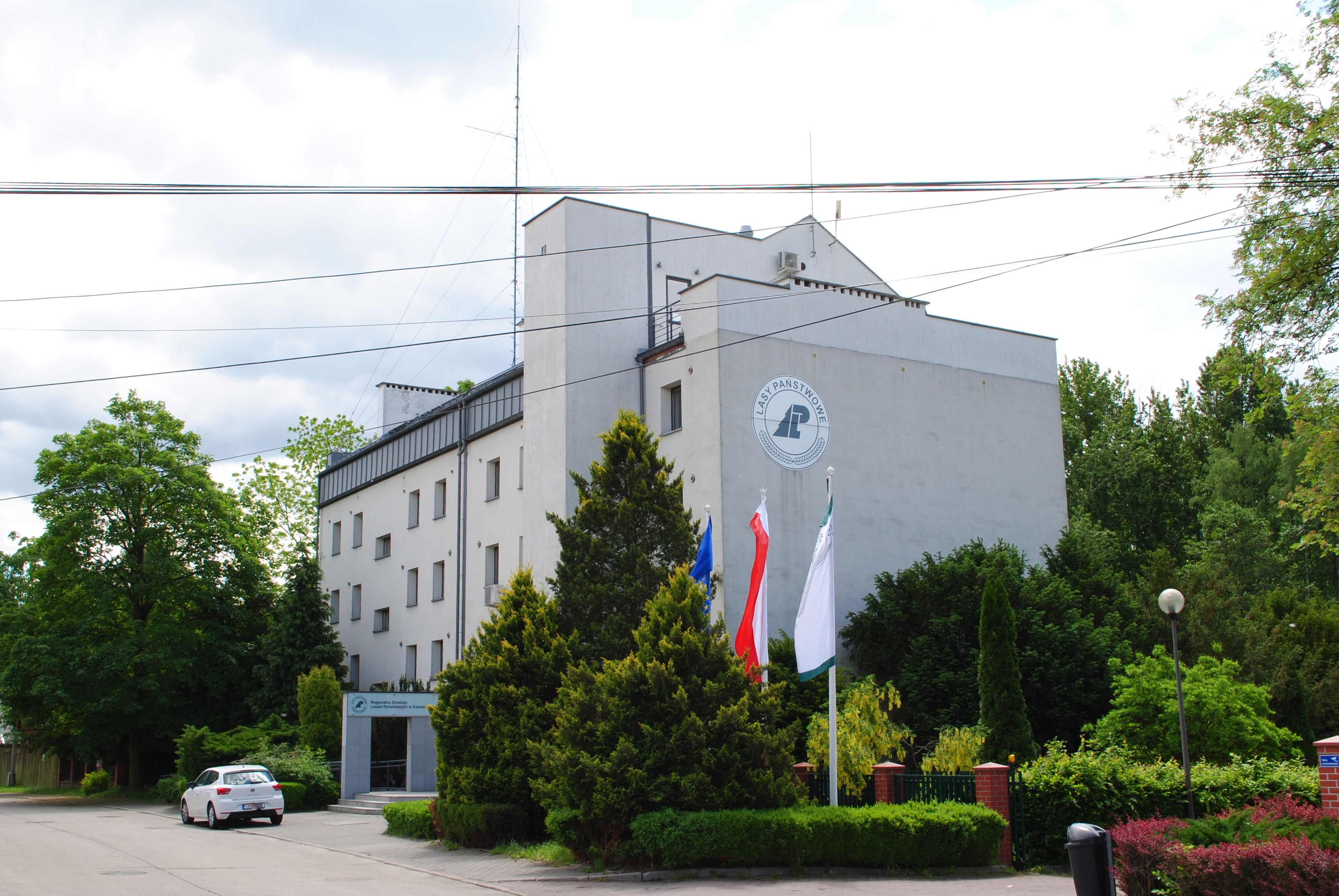
Siedziba Regionalnej Dyrekcji Lasów Państwowych w Katowicach

Tereny dzielnicy uzupełniają liczne kompleksy ogródków działkowych – „Ligonia”, „Rymera”, „Kombatant” i „Wyzwolenia”. Ogrody te stanowią lokalny rezerwuar flory krajowej i egzotycznej.
W granicach dzielnicy Brynów część wschodnia-Osiedle Zgrzebnioka siedzibę ma kilka instytucji publicznych związanych z przyrodą. Przy ulicy św. Huberta 43/45 siedzibę ma Regionalna Dyrekcja Lasów Państwowych w Katowicach. Jest to jedna z największych z 17 dyrekcji Lasów Państwowych w Polsce, a realizowanych jest w niej 10% ogółu zadań krajowej gospodarki leśnej. W skład RDLP wchodzi 38 nadleśnictw oraz 2 gospodarstwa rybackie Niemodlinie i Krogulnej. Początki Regionalnej Dyrekcji Lasów Państwowych w Katowicach sięgają lutego 1945 roku, kiedy to powołano Dyrekcję Lasów Państwowych Okręgu Śląskiego z siedzibą w Katowicach. Rok później powołano Okręg Lasów Państwowych w Katowicach zarządzający 44 nadleśnictwami.
Przy ulicy T. Kościuszki 138 siedzibę ma Zakład Zieleni Miejskiej w Katowicach, a spółka ta zajmuje się utrzymaniem oraz pielęgnacją terenów zielonych znajdujących się na terenie miasta, a przy ulicy Kormoranów 1 siedzibę ma także Okręgowy Zarząd Śląski Polskiego Związku Działkowców.

## Historia

### Do XIX wieku

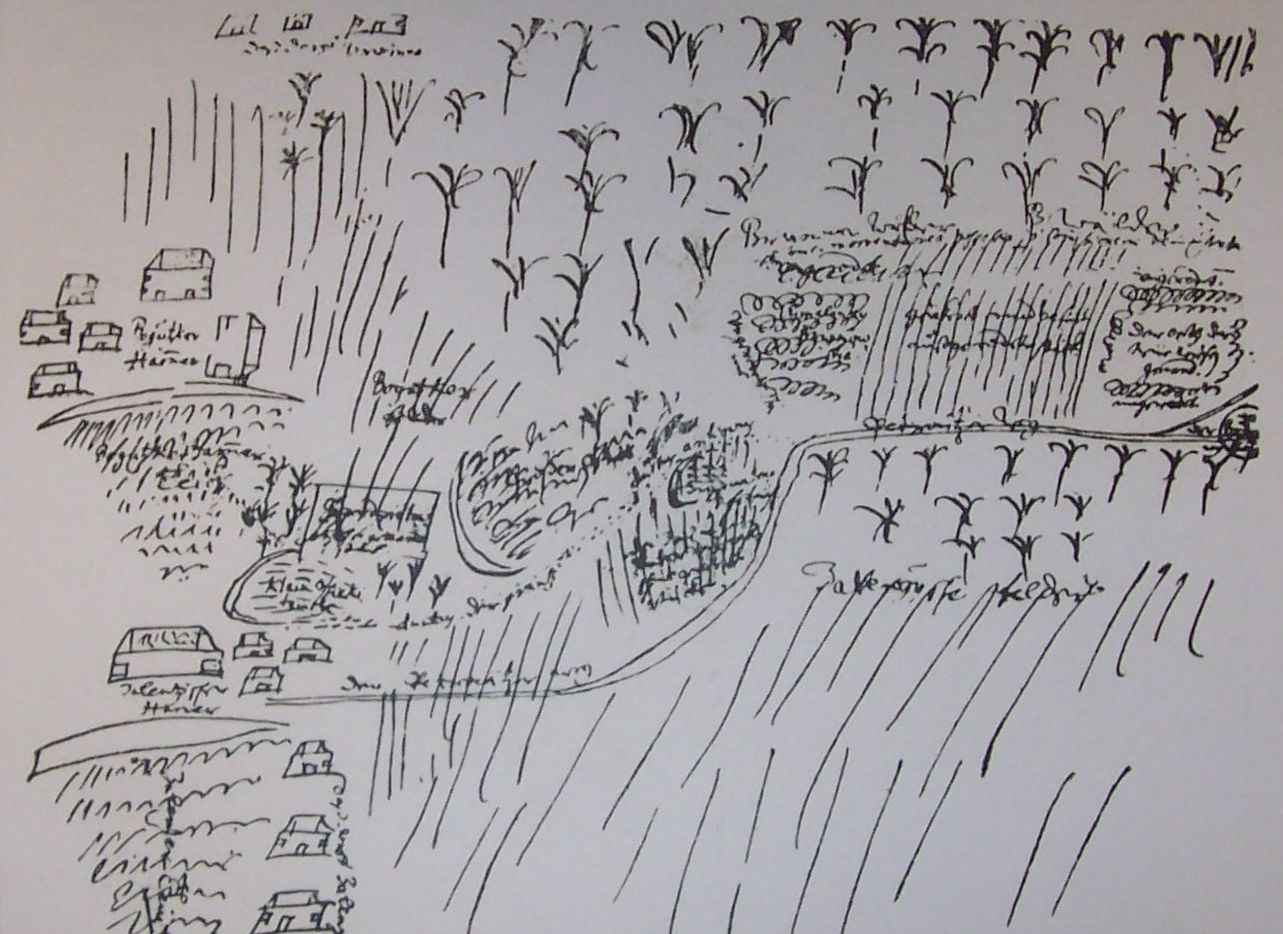
Najdawniejszy plan sytuacyjny obszarów dzisiejszych Katowic z 1686 roku (mapa w orientacji wschodniej); Brynów znajduje się na górze mapy, oznaczony jako das Dorf Brwinow, zaś po prawej stronie zaznaczono m.in. lasy brynowskie (Brwinowe Wälder) i chmielniki brynowskie (Chmielniky Brwinowskie)

Pierwsze wzmianki o znajdującej się na terenach współczesnej dzielnicy Brynów część wschodnia-Osiedle Zgrzebnioka wsi Brynów (wówczas pod nazwą Brwinów) pochodzą z dokumentu 1474 roku, w którym mowa jest o oddaniu w zastaw dóbr mysłowickich do których należała m.in. ta wieś przez księcia rybnickiego Wacława na rzecz wojewody sandomierskiego Jakuba z Dębna. Wieś ta później przez wieki przechodziła w różne władania, a pod koniec I połowy XIX wieku stała się początkowo własnością Wincklerów i Tiele-Wincklerów, a potem księcia Hohenlohego
Na przełomie XIV i XV wieku nastąpiło załamanie gospodarcze terenów Górnego Śląska spowodowane m.in. najazdami husyckimi. Uwidocznił się on licznymi pustkami – Brynów jako pusta wieś występowała po raz pierwszy w 1486 roku. Wieś ta nie zanikła całkowicie, a istniejące przy niej pola uprawne były użytkowane przez mieszkańców okolicznych zasiedlonych wsi. Proces ponownego zasiedlania rozpoczął się pod koniec XV wieku. Brynów jeszcze w 1609 roku pozostawał pusty, a dopiero dokumenty z XVII wieku odnotowywały pierwsze nazwiska osadników. Brynów został zaznaczony na jednym z najstarszych planów dzisiejszych Katowic, pochodzącym z około 1686 roku. Jest to odręczny plan wykonany w związku ze sporem sądowym o prawo do wyrębu drzewa w lasach należących do Kuźnicy Boguckiej.
Muchowiec powstał w XVII wieku również jako przysiółek Katowic. Na przełomie XIX i XX wieku w rejonie ulicy Ceglanej na Muchowcu powstały domy dla robotników zatrudnionych m.in. w funkcjonujących w tym rejonie cegielniach. Katowicka Hałda powstała natomiast w połowie XVIII wieku; do 1865 roku była przysiółkiem Katowic, po czym włączono ją w granicę nowo powstałej gminy Brynów.
Na obszarze obecnych Katowic do końca XVIII wieku głównym źródłem utrzymania ludności była gospodarka rolna oraz leśna. W Katastrze Karolińskim z lat 1723–1725 wykazano, że w Brynowie było 9 gospodarstw zagrodniczych, a w połowie XVIII wieku liczba ta zmalała do pięciu i były to gospodarstwa chałupnicze.
Zwarta zabudowa wsi Brynów ukształtowała się w XVIII i XIX wieku wzdłuż m.in. położonych w dzielnicy ulic Dworskiej i Brynowskiej. W tym też czasie, najprawdopodobniej już w XVIII wieku, powstała droga łącząca ówczesną wieś Katowice z Brynowem, w śladzie której biegnie ulica T. Kościuszki. Szlak ten w XIX wieku pełnił już funkcję ważnego szlaku komunikacyjnego, wytyczonego w sposób planowy i nie posiadał żadnego zakrętu z centrum Katowic do dzisiejszego skrzyżowania z ulicą Dworską, w rejonie której istniał brynowski folwark.

### XIX wiek
W XIX wieku Brynów przekształcił się ze wsi rolniczej w osadę przemysłową za sprawą rozwoju górnictwa węgla kamiennego i cegielni. W 1801 roku w Brynowie została założona kopalnia węgla kamiennego „Beate” („Beata”), a na mocy nadania z 29 kwietnia 1823 roku powstała na terenie obecnej dzielnicy huta cynku „Henriette” („Henrietta”). W pierwszych latach XIX wieku w rejonie Brynowa zaczęły także powstawać liczne cegielnie.

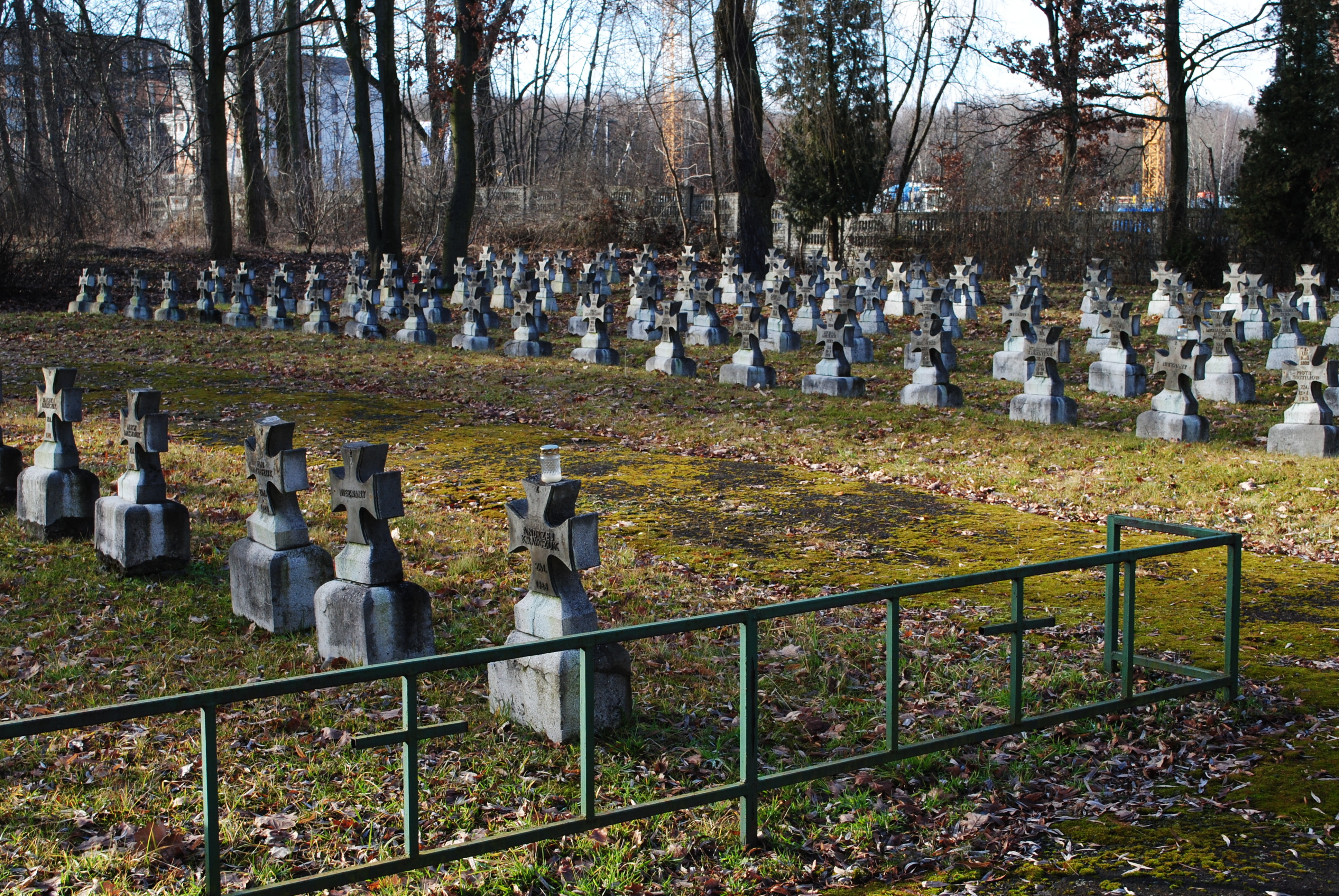
Fragment cmentarza garnizonowego założonego w latach 20. XX wieku przy ulicy Meteorologów

W XIX wieku została założona brynowska kolonia – Kamionka, która według Lecha Szarańca znajdowała się w rejonie dzisiejszych ulic Parkowej, Mikołowskiej i Pięknej, zaś według Michała Bulsy kolonia ta powstała w połowie XIX wieku i istniała na terenie obecnego katowickiego Śródmieścia, wzdłuż ulicy Mikołowskiej na odcinku pomiędzy ulicą J. Poniatowskiego a węzłem autostradowym – składała się ona z ośmiu domów. W rejonie Kamionki przed I wojną światową wbudowano wille dla dozoru górniczego kopalni „Oheim” („Wujek”).
Przed otrzymaniem przez Katowice praw miejskich 11 września 1865 roku z obszaru nowego miasta wyłączono Brynów, który utworzył samodzielną gminę oraz obszar dworski Brynów, który był zarządzany z folwarku przy obecnej ulicy T. Kościuszki (obecnie tereny Zakładu Zieleni Miejskiej w Katowicach). Brynów wówczas przynależał do utworzonego 27 marca 1873 roku powiatu katowickiego.
Przy obecnej ulicy Dworskiej 3 oddano do użytku w 1865 roku budynek szkoły ludowej dla dzieci z Brynowa. Na terenach dawnej kopalni „Beate”, w 1888 roku w lasku podmiejskim zaczęto tworzyć zalążki nowego parku, a w latach 1894–1895 utworzono w nim Süd Park (niem. Park Pułudniowy). W 1925 roku nadano mu imię Tadeusza Kościuszki.
W 1899 roku została uruchomiona kopalnia „Oheim” („Wujek”), a wraz z rozbudową zakładu powstały nowe domy mieszkalne, głównie w rejonie Katowickiej Hałdy, a dalszą rozbudowę centralnej części Brynowa uniemożliwiał istniejący dwór.

### Lata międzywojenne i II wojna światowa

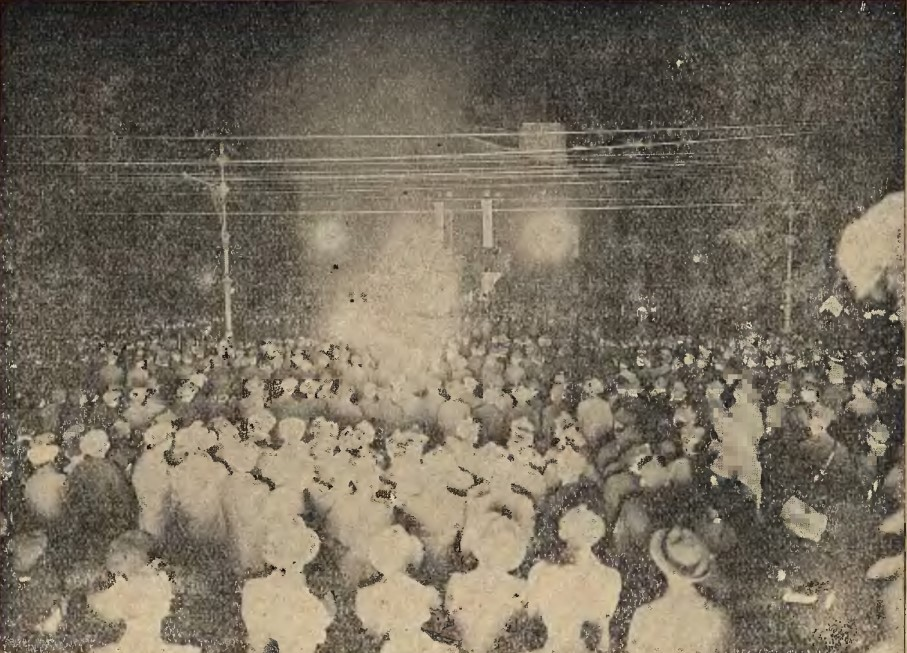
Ognisko w parku T. Kościuszki w Katowicach, zorganizowane 2 maja 1934 roku w rocznicę wybuchu III powstania śląskiego

Okresie powstań śląskich i plebiscytu mieszkańcy Brynowa brali czynny udział, zwłaszcza w III powstaniu śląskim, a powstańcy z Brynowa i Karbowej weszli m.in. w skład 1 kompanii 3 pułku powstańczego pod dowództwem Rudolfa Niemczyka. W plebiscycie na Górnym Śląsku z 20 marca 1921 roku na 12 389 osób uprawnionych do głosowania 6 783 mieszkańców gminy Brynów opowiedziało się za włączenie obszaru do Polski, zaś 5 189 do Niemiec. W 1922 roku tereny dzisiejszych Katowic przyłączono do Polski, a niedługo po powstaniu województwa śląskiego przystąpiono do likwidacji obszarów dworskich. Obszar dworski Brynów w 1924 roku włączono do gminy Brynów.

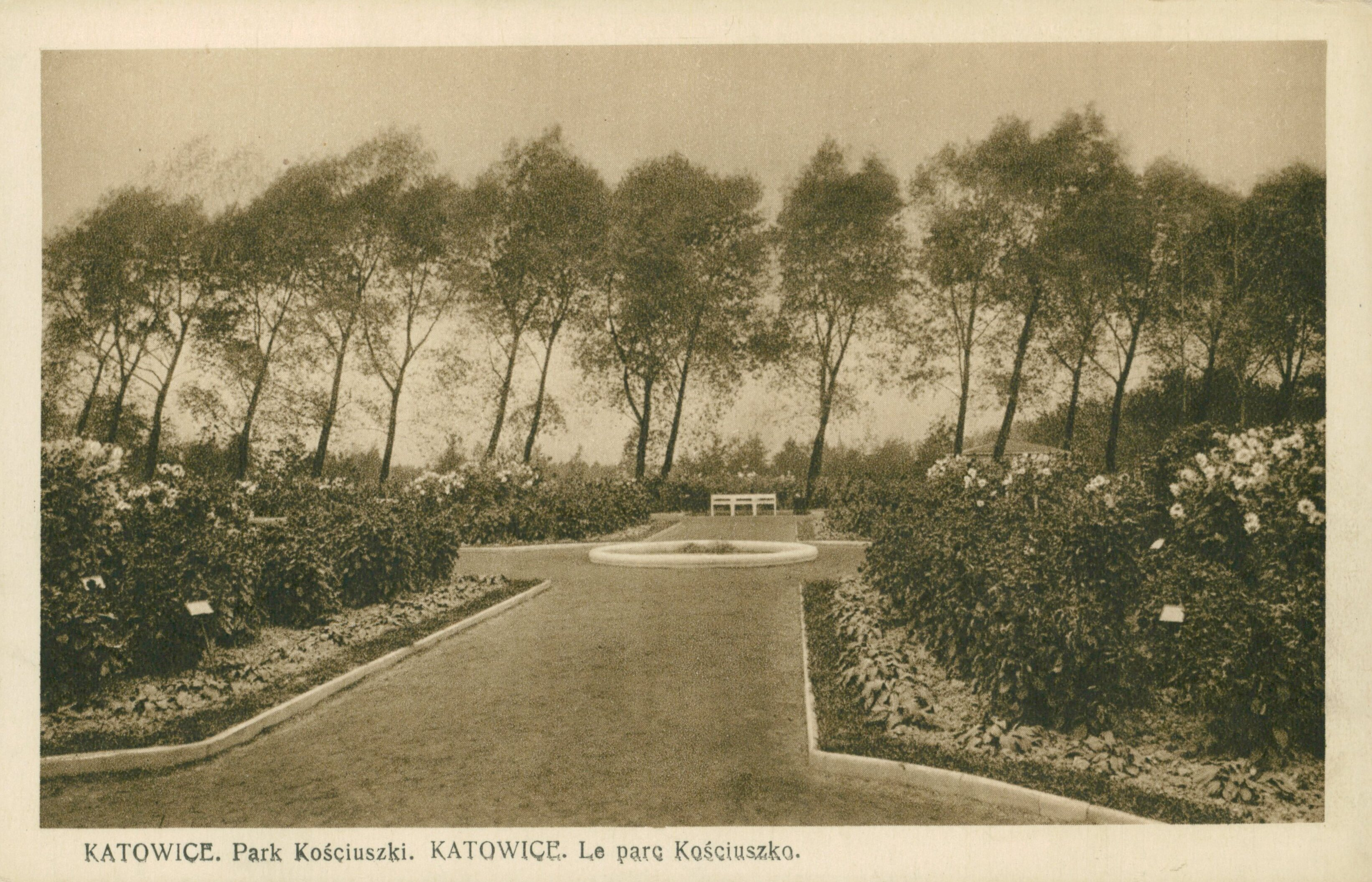
Fragment parku T. Kościuszki w na pocztówce wydanej pomiędzy 1927 a 1939 rokiem

W latach 20. XX wieku na nekropolii jeńców wojennych z 1917 roku założono katowicki cmentarz garnizonowy.
W dniu 15 października 1924 roku tereny obecnej dzielnic Brynów Część Wschodnia-Osiedle Zgrzebnioka włączono w granice Katowic. W 1925 roku z uwagi na wzrost liczby mieszkańców po poszerzeniu miasta Rada Miejska Katowic podzieliła Katowice na dzielnice. Jedną z nich była jednostka Ligota-Brynów.
W 1930 roku przy ulicy T. Kościuszki, na terenach położonych naprzeciwko Parku im. T. Kościuszki, odbyły się I Targi Katowickie. W 1938 roku do parku tego (do jego południowej części) został przeniesiony z Syryni drewniany kościół pw. św. Michała Archanioła.
Działania II wojny światowej na terenie Katowic rozpoczęły się już 1 września 1939 roku. W dniach 2-3 września miasto zostało opuszczone przez polskie wojsko i administrację. Na teren Brynowa wkroczyła 4 września kolumna z 239 Dywizji Piechoty pod dowództwem Ericha Höckera. Podążając wzdłuż ulicy T. Kościuszki kolumna dotarła do parku T. Kościuszki, gdzie zostali ostrzelani z wieży spadochronowej.
W październiku tego samego roku teren Górnego Śląska włączono do III Rzeszy Niemieckiej, a nowe władze okupacyjne przywróciły nazewnictwa miejscowości według stanu z 1922 roku pozostawiając nieruszone wszelkie zmiany administracyjne, które nastąpiły do tej pory. Dnia 3 lutego 1942 roku rozporządzeniem nadprezydenta prowincji górnośląskiej zmieniono nazwy dzielnic Katowic – powstała wówczas m.in. dzielnica Kattowitz-Süd, obejmująca tereny Karbowej, Brynowa, Załęskiej Hałdy i część centrum Katowic na południe od torów kolejowych.

### Okres powojenny
Po objęciu przez polskie władze m.in. terenów Górnego Śląska w 1945 roku przywrócono na terenie współczesnych Katowic stan prawny z 1 września 1939 roku, nie uznając przekształceń dokonanych przez niemieckie władze okupacyjne. Na mocy uchwały Wojewódzkiej Rady Narodowej w Stalinogrodzie z 5 października 1954 roku Katowice podzielono na trzy dzielnice, a współczesna dzielnica Brynów część wschodnia-Osiedle Zgrzebnioka była częściowo na terenach wszystkich ówczesnych trzech dzielnic z trójstykiem przy skrzyżowaniu ulic L. Różyckiego, T. Kościuszki i Gawronów. W 1973 roku podział Katowic na dzielnice został zniesiony.

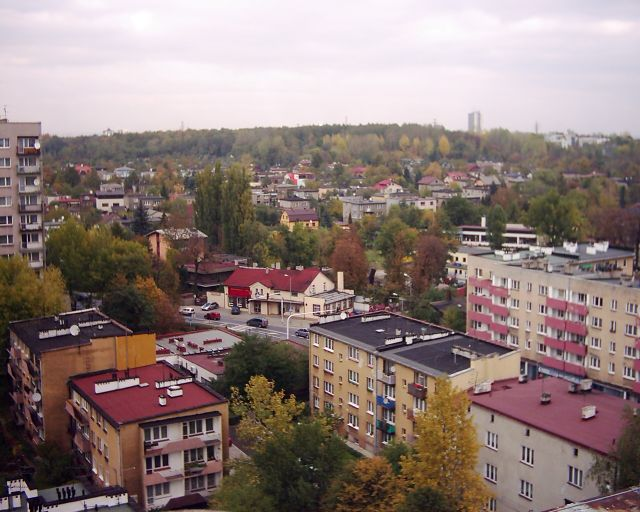
Fragment osiedla Brynów A (2003)

W czasach Polski Ludowej, w latach 60. doszło do wzniesienia dwóch osiedli mieszkaniowych na terenie obecnej dzielnicy. Powstało tzw. osiedle „Brynów A”, obejmujące zabudowę jednorodzinną pomiędzy ulicami Brynowską a T. Kościuszki, a także osiedle „Brynów B”, obejmujące tereny na wschód od ulicy T. Kościuszki i na północ od ulicy św. Huberta – to drugie zaczęto nazywać osiedlem Ptasim. W latach 70. XX wieku zmodernizowano ciąg alei Górnośląskiej, która uzyskała po dwa pasy ruchu w każdą stronę. W latach 1978–1982 rondo mikołowskie na skrzyżowaniu ulicy Mikołowskiej i alei Górnośląskiej przebudowano na duży węzeł drogowy. W 1978 roku na terenie brynowskiego folwarku rozpoczęto budowę osiedla im. Alfonsa Zgrzebnioka przeznaczonego na 3,5 tys. mieszkańców
Po rozpoczęciu okresu transformacji ustrojowej w Polsce, dnia 16 września 1991 roku Rada Miejska w Katowicach przyjęła uchwałę, na mocy której 1 stycznia 1992 roku podzielono Katowice na 22 pomocnicze jednostki samorządowe i 22 obszary ich działania. W tym czasie powołano także jednostkę samorządową nr 5 „Brynów” w granicach obecnej dzielnicy Brynów część wschodnia-Osiedle Zgrzebnioka. Obecną nazwę dzielnica otrzymała na mocy uchwały Rady Miejskiej Katowic z dnia 29 września 1997 roku.
Dnia 5 lutego 1990 roku na terenie dzielnicy przy ulicy Ceglanej 35 dokonano oficjalnego otwarcia szpitala okulistycznego ówczesnej Śląskiej Akademii Medycznej w Katowicach, a funkcję dyrektora szpitala objęła prof. Ariadna Gierek-Łapińska. W 2016 roku połączono Uniwersyteckie Centrum Okulistyki i Onkologii z Centralnym Szpitalem Klinicznym w Uniwersyteckie Centrum Kliniczne im. prof. K. Gibińskiego Śląskiego Uniwersytetu Medycznego w Katowicach.
Dnia 14 grudnia 1991 roku odbyło się uroczyste poświęcenie kościoła pw. Podwyższenia Krzyża Świętego przez bp. Damiana Zimonia. W uroczystości tej wzięli także udział m.in. premier Polski Jan Krzysztof Bielecki, wojewoda katowicki Wojciech Czech, prezydent Katowic Jerzy Śmiałek oraz inni przedstawiciele. Nazajutrz odbyły się uroczystości ku czci poległych w czasie pacyfikacji kopalni „Wujek” górników, a uroczystej mszy św. przewodniczył nuncjusz apostolski abp Józef Kowalczyk. Na to wydarzenie przybył także prezydent Polski Lech Wałęsa.
Tereny Brynowa części wschodniej-Osiedle Zgrzebnioka po 1989 roku, a zwłaszcza rejon ulicy Ceglanej, stały się miejscem rozwoju urbanistycznego dzielnicy. W dniu 30 października 1996 roku oddano do użytku odcinek autostrady A4 pomiędzy ulicą Murckowską a Mysłowicami. W latach 2013–2017 powstał zespół budynków szpitalnych firmy Geo Medical, a w 2019 roku rozpoczęto budowę osiedli mieszkaniowych Ceglana Park i Zdrowe Stylove.

## Demografia
| Okres/ l. ludności   | przedprodukcyjny (0–18 lat) | produkcyjny (18–60/65 lat) | poprodukcyjny (pow. 60/65 lat) | Razem |
| -------------------- | --------------------------- | -------------------------- | ------------------------------ | ----- |
| Ogółem               | 929                         | 3 556                      | 2 161                          | 6 646 |
| kobiety              | 458                         | 1 762                      | 1 403                          | 3 623 |
| mężczyźni            | 471                         | 1 794                      | 758                            | 3 023 |
| Wskaźnik feminizacji | 97                          | 98                         | 185                            | 120   |

Liczba mieszkańców dzielnicy Brynów część wschodnia-Osiedle Zgrzebnioka wykazuje trend spadkowy. W 1997 roku mieszkało tutaj 7,4 tys. osób, w 2005 roku w dzielnicy mieszkało 7 206 osób, a w 2010 roku 6 951 osób (2,3% ludności Katowic). W tym czasie 12,7% mieszkańców dzielnicy było w wieku przedprodukcyjnym, 58,1 w wieku produkcyjnym, a 29,2% w wieku poprodukcyjnym.
Według badań sondażowych przeprowadzonych na grupie 78 mieszkańców dzielnicy w 2011 roku, 88,5% osób zadeklarowało się jako Polacy (największy odsetek spośród wszystkich katowickich dzielnic), 5,1% jako Ślązacy (najmniejszy odsetek spośród wszystkich dzielnic Katowic), zaś 6,4% zarówno jako Polacy, jak i Ślązacy (również najniższy odsetek spośród wszystkich katowickich dzielnic).
W 2013 roku w dzielnicy mieszkało 6 719 osób, w tym 714 osób w wieku do 14 lat i 952 osoby w wieku powyżej 75 lat.
Szczegółowe dane dotyczące liczby ludności w poszczególnych latach na terenie Brynowa części wschodniej-Osiedla Zgrzebnioka przedstawia poniższy wykres:
Źródła danych: 1997; 2005; 2010; 2015; 2020

## Polityka i administracja
Dzielnica nr 5 Brynów część wschodnia-Osiedle Zgrzebnioka jest jedną z 22 dzielnic Katowic, będącą jednostką pomocniczą gminy. Została ona powołana na mocy uchwały Rady Miejskiej w Katowicach jako jednostka samorządowa (dzielnica) nr 5 w dniu 1 stycznia 1992 roku. Według Uchwały nr XLVI/449/97 Rady Miejskiej Katowic z dnia 29 września 1997 roku Brynów część wschodnia-Osiedle Zgrzebnioka jest statutową dzielnicą w zespole dzielnic zachodnich.
Obowiązujący statut dzielnicy został ustanowiony na mocy Uchwały Nr XLI/895/21 Rady Miasta Katowice z 25 listopada 2021 roku. Zgodnie z przepisami statutu, organami dzielnicy jest Rada Dzielnicy oraz Zarząd Dzielnicy. Rada Dzielnicy składa się z 15 radnych wybieranych na pięcioletnią kadencję. Jest ona organem stanowiącym dzielnicy, a do zadań Rady Dzielnicy należy m.in. występowania do organów miasta Katowice w sprawie wniosków mieszkańców dzielnicy w zakresie jej działania, inicjowanie i organizowanie obchodów okolicznościowych, imprez kulturalnych, sportowych czy rekreacyjnych, opiniowanie inicjatyw lokalnych czy też wnioskowanie w sprawach miasta dotyczących obszaru Brynowa części wschodniej-Osiedla Zgrzebnioka. Zarząd Dzielnicy jest organem wykonawczym dzielnicy. Przewodniczący Zarządu reprezentuje dzielnicę na zewnątrz, a do zadań Zarządu należy m.in. przyjmowanie wniosków mieszkańców dzielnicy, organizowanie i koordynowanie inicjatyw społecznych, informowanie mieszkańców o sprawach dzielnicy bądź też przygotowywanie projektów uchwał Rady Dzielnicy.
Na początku 2023 roku Rada Dzielnicy, a także Zarząd Dzielnicy nie funkcjonowały.
Samo zaś osiedle A. Zgrzebnioka zarządzane jest przez Katowicką Spółdzielnię Mieszkaniową. Administracja osiedla położona jest przy ulicy Łabędziej 19. Zarządza ona 52 budynkami mieszkalnymi, w których znajduje się 615 lokali mieszkalnych i 15 lokali użytkowych. Administracja zarządza obszarem osiedla o powierzchni 112 422 m².
Przy ulicy L. Różyckiego 14c działa Dom Miasta Saint-Étienne w Katowicach oraz Stowarzyszenie ASEMKA (fr. Association Saint-Étienne Métropole Katowice). Są to partnerskie organizacje zajmujące się wspieraniem i rozwojem współpracy dwóch miast partnerskich – Katowic i Saint-Étienne, a także ich regionów w wymiarze ekonomicznym oraz społeczno-kulturowym. W dzielnicy funkcjonuje także Agencja Konsularna Francji w Katowicach z siedzibą przy ulicy Szpaków 56. Do działań agencji należy m.in.: ochrona interesów Francji, wspieranie francuskich przedsiębiorstw, udzielanie pomocy francuskim obywatelom przebywającym na terenie województwa śląskiego, wspieranie współpracy naukowo-kulturalnej oraz promocja francuskiego dziedzictwa i języka.

## Gospodarka

### Charakterystyka

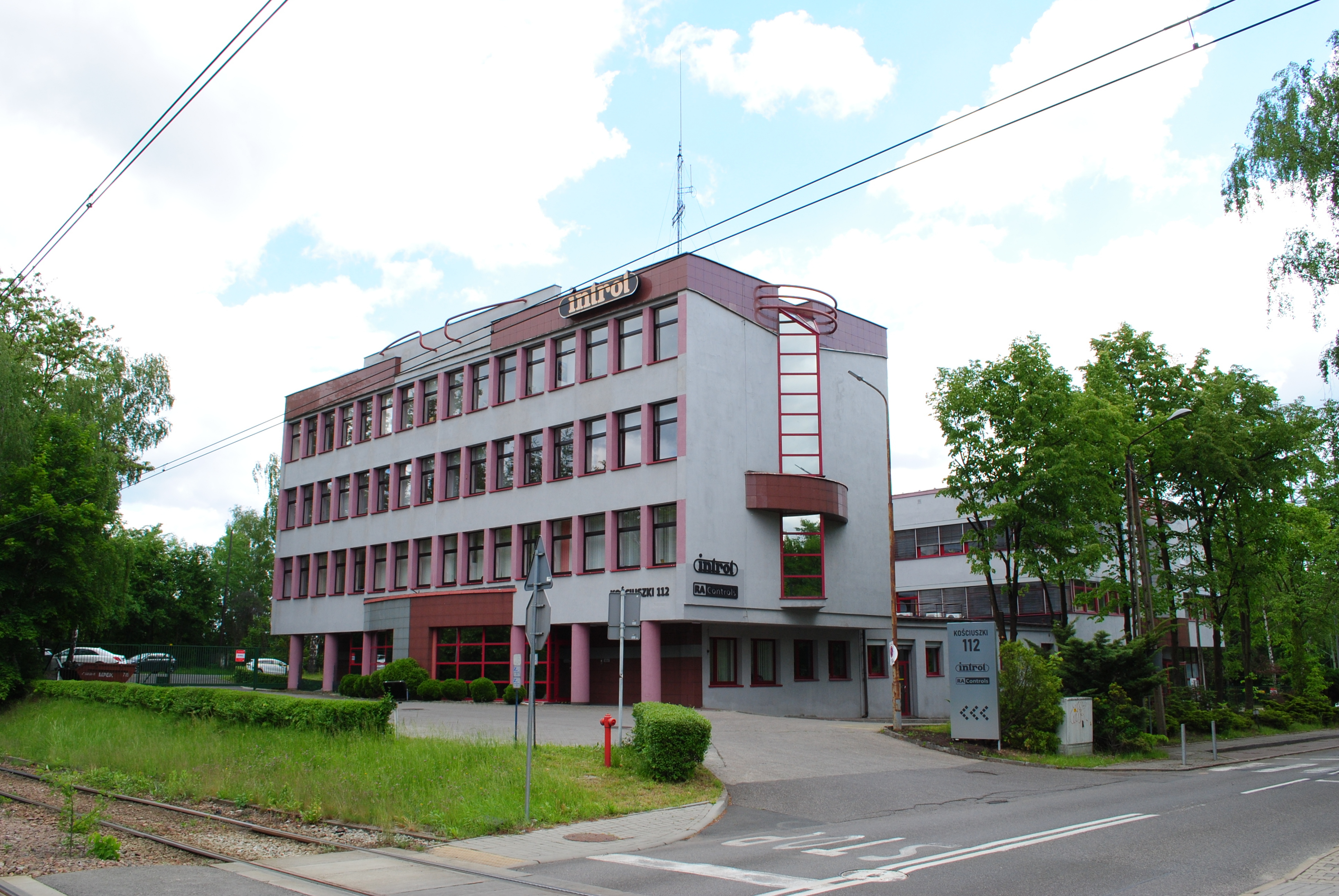
Siedziba spółki Introl (ul. T. Kościuszki 112)

Dzielnica Brynów część wschodnia-Osiedle Zgrzebnioka nie ma charakteru przemysłowego – jest to dzielnica z dominacją funkcji mieszkaniowej oraz rekreacyjnej z istotnym znaczeniem funkcji opieki zdrowotnej i funkcji administracyjno-biurowej. Działalność gospodarcza koncentruje się zwłaszcza w północnej części dzielnicy.

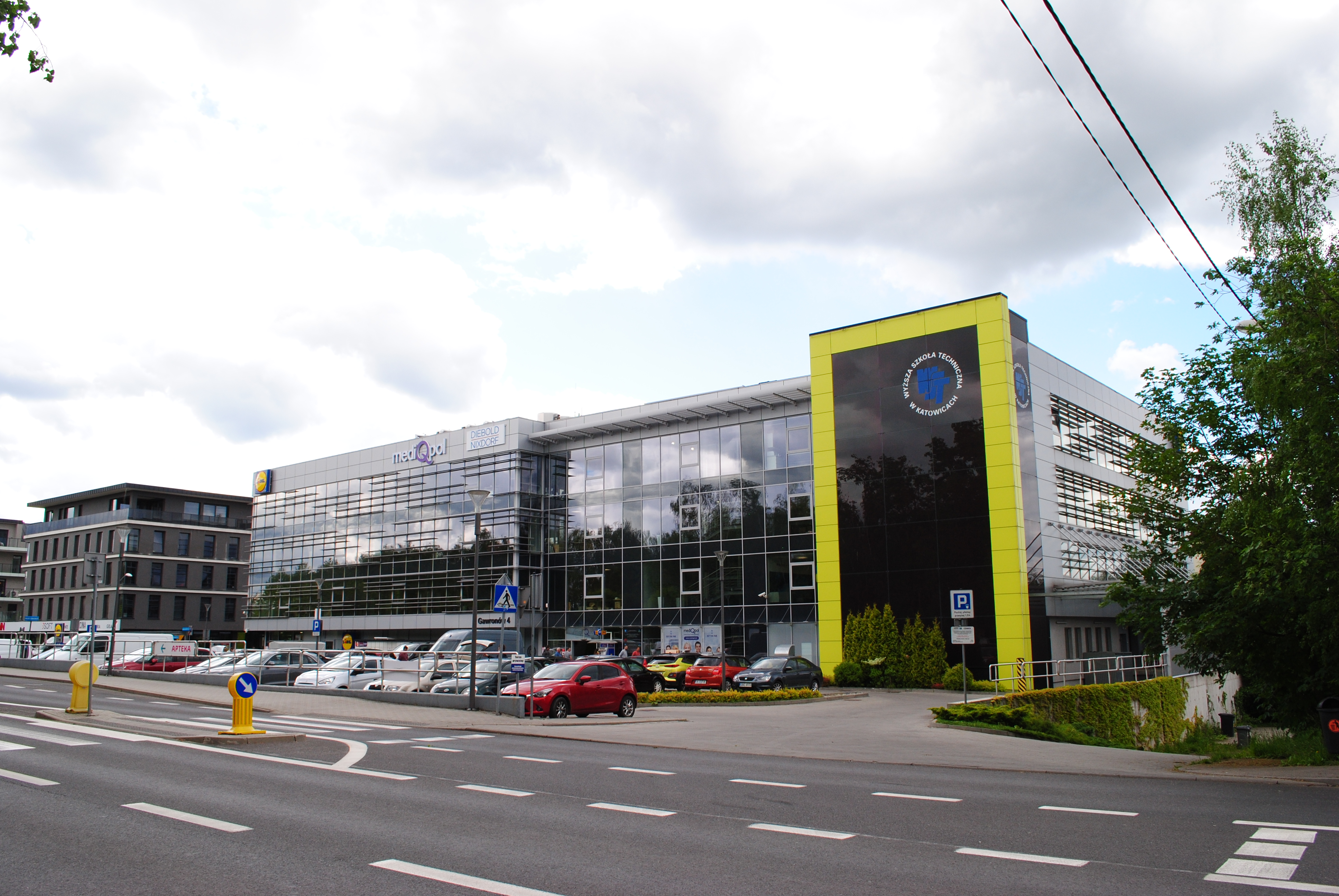
Budynek biurowy Brynów Center (ul. Gawronów 4)

W dzielnicy mają swoją siedzibę m.in. dwa przedsiębiorstwa notowane na GPW w Warszawie. Pierwsze z nich to spółka Introl z siedzibą przy ulicy T. Kościuszki 112, prowadząca od 1990 roku działalność w obszarze modernizacji, automatyzacji i kontroli zróżnicowanych procesów technologicznych. Firma ta jest dostawcą aparatury kontrolno-pomiarowej i systemów automatyzacji procesów przemysłowych. Drugie przedsiębiorstwo to firma faktoringowa PragmaGO z siedzibą przy ulicy Brynowskiej 72, specjalizująca się w finansowaniu mikro i małych przedsiębiorstw.
W dzielnicy wykształciły się lokalne ośrodki usługowo-handlowe o znaczeniu podstawowym z dominacją handlu (w tym sklepów spożywczych) i usług podstawowych. Są tutaj dwa takie ośrodki: Brynów (ul. Brynowska od ul. Dworskiej o ul. T. Kościuszki) i os. A. Zgrzebnicka (ul. Gawronów od ul. Kormoranów do ul. Lelków). Poza tym, w różnych częściach dzielnicy działa tutaj dużo małych osiedlowych sklepów z podstawowymi artykułami. Na terenie dzielnicy nie ma za to żadnych centrów handlowych – najbliższe z nich to Libero położone w sąsiedniej dzielnicy Ligota-Panewniki.

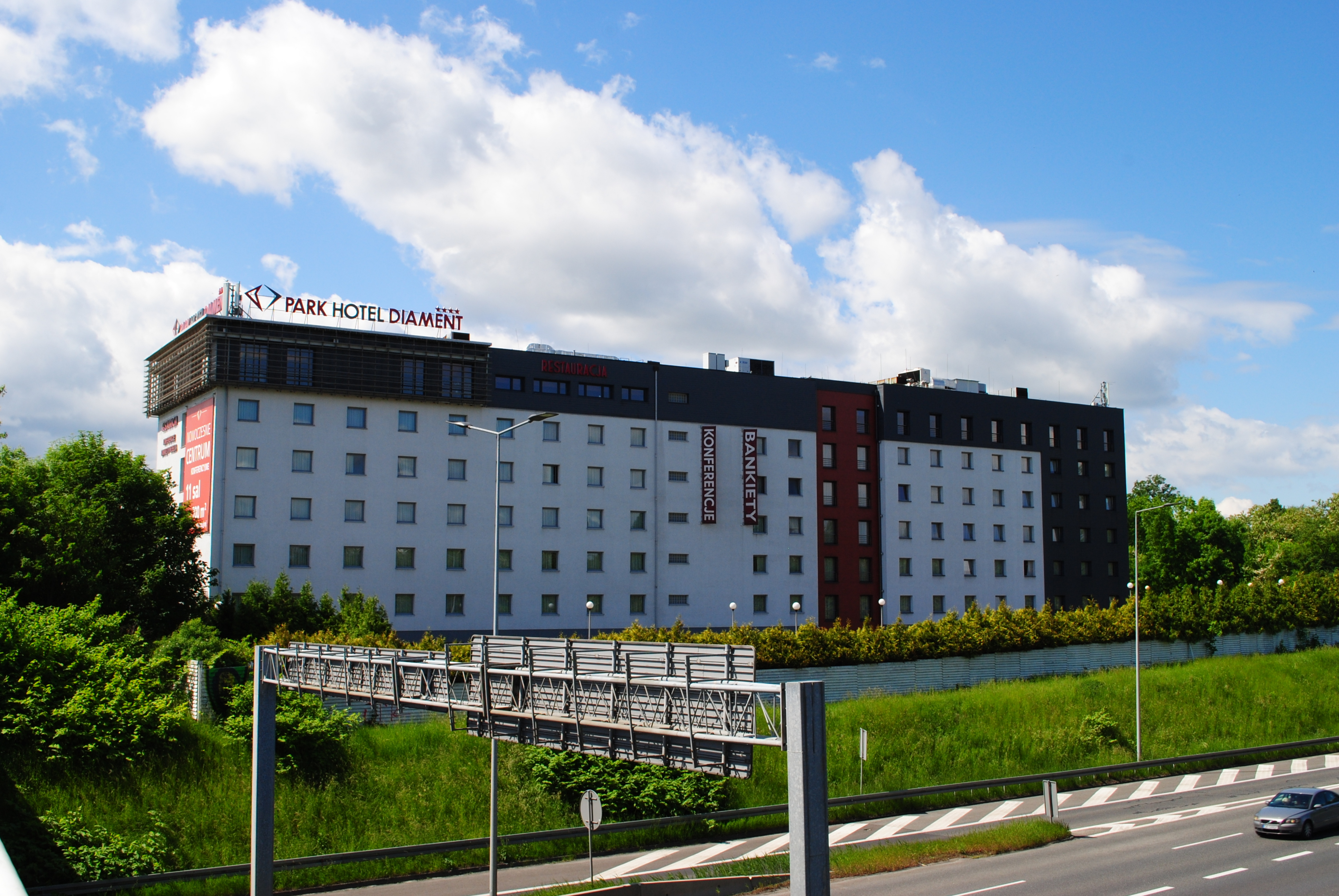
Park Hotel Diament Katowice (ul. W. Stwosza 37)

W dniu 31 grudnia 2013 roku w systemie REGON zarejestrowanych było 1 307 podmiotów gospodarczych z siedzibą w Brynowie części wschodniej-Osiedlu Zgrzebnioka, z czego 1 221 z nich to mikrofirmy. Pod koniec 2013 roku było zarejestrowanych 82 bezrobotnych zamieszkujących dzielnicę Brynów część wschodnią-Osiedle Zgrzebnioka, co stanowiło 1,22% mieszkańców dzielnicy (najmniejszy wówczas odsetek spośród wszystkich katowickich dzielnic).

### Historia
Na obszarze obecnych Katowic do końca XVIII wieku głównym źródłem utrzymania ludności była gospodarka rolna oraz leśna. Tutejsze gleby były niskiej wydajności, dlatego też uprawiano tutaj zboża niewymagające dobrej gleby – żyto, owies i jęczmień. Dodatkowo w rejonie Brynowa i Załęża uprawiano chmiel do produkcji piwa. W samym zaś Brynowie, Katowicach i Kuźnicy Boguckiej w tym okresie żyła też grupa ludzi związana z tutejszą kuźnicą żelaza.
W XIX wieku na znacznej części brynowskich gruntów ukształtowała się wielka własność ziemska – w rejonie dzisiejszych ulic Dworskiej i A. Zgrzebnioka powstał dwór. Majątek ten wraz z nadaniami górniczymi pod koniec XIX wieku kupił książę Hohenlohe-Öhringen. W 1905 roku objęła go spółka Hohenlohe-Werke (niem. Zakłady Hohenlohego). Po II wojnie światowej w budynkach dawnego brynowskiego folwarku ulokowało się Państwowe Gospodarstwo Rolne Brynów.

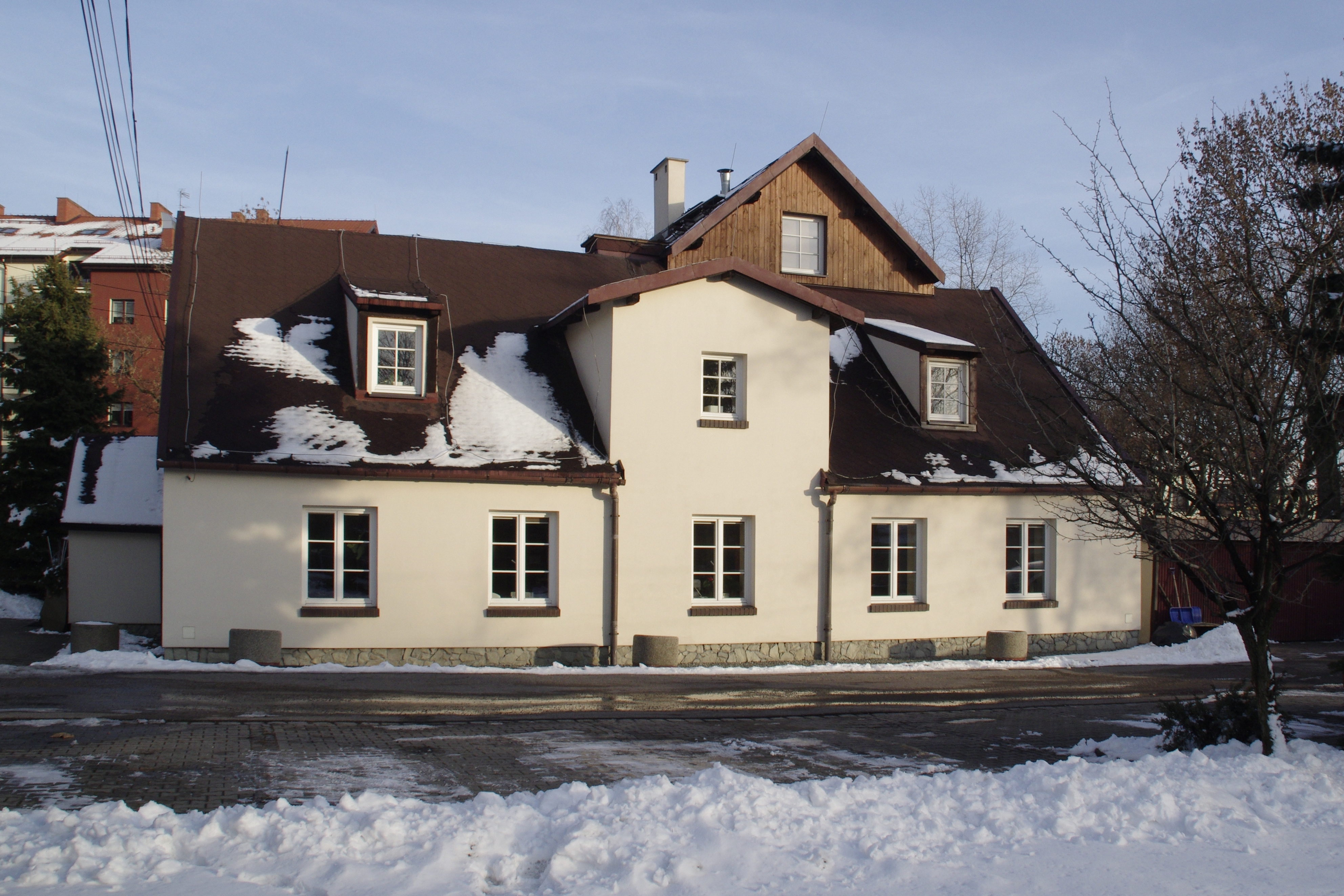
Zespół zabudowy dawnego folwarku brynowskiego przy ul. T. Kościuszki 138, pochodzący z połowy XIX wieku

Nowoczesny przemysł na terenie całych Katowic prowadził przedsiębiorca Johann Ferdinand Koulhaas. Postanowił on realizować, w oparciu o własne doświadczenia, plany wytopu żelaza za pomocą węgla kamiennego, a eksploatację surowca rozpoczął w Brynowie, otwierając w 1801 roku kopalnię węgla kamiennego „Beate” („Beata”) w rejonie dzisiejszego parku T. Kościuszki. Pole górnicze dla kopalni zostało nadane 2 marca 1801 roku, a zakład ten działał do 1806 roku. W 1835 roku kopalnię od Karla Friedricha Lehmanna kupił Albert von Salawa, a rok później w zakładzie wznowiono działalność. Funkcjonowała ona do 1880 roku. Głównym szybem wydobywczym kopalni był szyb „Kremski” o głębokości 76 m i znajdował się w rejonie dawnej hali zajezdni tramwajowej przy ulicy T. Kościuszki (obecnie salon Škody). Nieopodal znajdowały się inne budynki kopalniane z budynkiem dyrekcji i prawdopodobnie cechownią. W latach 50. XIX wieku z kopalni wydobywano średnio 19 tys. ton węgla kamiennego rocznie przy zatrudnieniu na poziomie 140 pracowników.
Na mocy nadania z 29 kwietnia 1823 roku powstała na terenie współczesnej dzielnicy Brynów część wschodnia-Osiedle Zgrzebnioka huta cynku „Henriette” („Henrietta”). W hucie działały cztery hale pieców mających łącznie 96 mufli. Hutę tę Gustaw Treudleri w 1832 roku sprzedał właścicielowi dóbr katowickich Lehmanowi, a ten 11 lutego 1839 roku sprzedał zakład za 1000 talarów Franzowi von Wincklerowi. Huta cynku Henriette była mała hutą założoną na polu górniczym kopalni „Beate” przez Friedricha Weddinga i znajdowała się na skraju zachodniej części obecnego parku T. Kościuszki. Zakład ten mieścił się w pojedynczym murowanym budynku, w którym ulokowano 20-muflowe piece destylacyjne. Na początku lat 30. XIX wieku spadek zapotrzebowania na cynk spowodował wstrzymanie produkcji w zakładzie. Dnia 11 lutego 1832 roku huta została sprzedana, a w latach 40. XIX wieku zakład osiągnął przedkryzysowy poziom produkcji. W 1869 roku w hucie wytopiono 569 ton cynku, zaś pod koniec 1870 roku wygaszono piece technologiczne w przestarzałej wówczas hucie. Budynek cechowni huty przetrwał do końca lat 60. XX wieku.
W XIX wieku w rejonie Brynowa zaczęły także powstawać liczne cegielnie. W II połowie XIX wieku na pograniczu Brynowa i Muchowca odkryto bogate złoża gliny. Pierwszą cegielnię w Katowicach postawił budowniczy Katowic – Ignatz Grünfeld, który w 1860 roku założył przedsiębiorstwo pn. Ignatz Grünfeld Baugeschäft, które było przedsiębiorstwem budowlanym, deweloperskim i projektowo-architektonicznym. W 1895 roku w rejonie Karbowej powstała nowa wielka, nowoczesna cegielnia, uruchomiona przez Hugo Grünfelda – syna Ignatzego. W zakładzie tym produkowano przede wszystkim glazurowane cegły. W 1934 roku cegielnie Grünfeldów strawił pożar, a Grünfeldowie zaczęli stopniowo wyprzedawać majątek. Śladem po historii dawnej działalności cegielni w tym rejonie jest nazwa ulicy w tamtym rejonie – ulica Ceglana, a także staw Grünfeld, będącym pozostałością po dawnym miejscu wydobywania gliny.

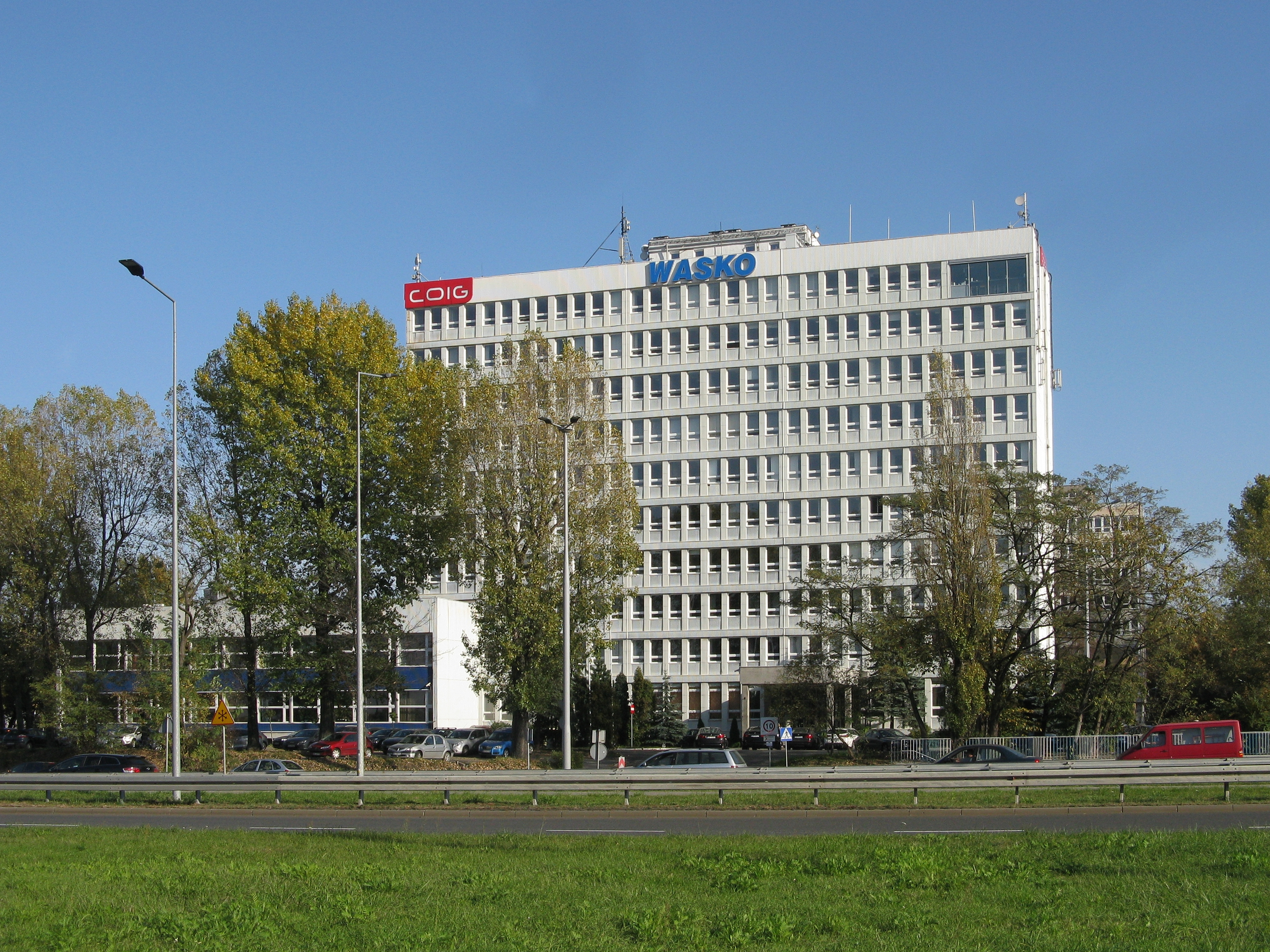
Siedziba dawnego Centralnego Ośrodka Informatyki Górnictwa (późniejszy COIG; ul. Mikołowska 100)

W rejonie ulic Brynowskiej i Mikołowskiej funkcjonowała także cegielnia „Badura”, a pierwszym właścicielem zakładu był Johann Badura. Została ona w czasie II światowej przejęta przez Niemcy, a w 1950 roku znacjonalizowana – został ustanowiony przymusowy zarząd państwowy przez Śląską Dyrekcję Ogólnobranżową Przemysłu Miejscowego w Gliwicach. Na terenie po niej, w listopadzie 2019 roku rozpoczęto budowę pierwszego na terenie Katowic sklepu sieci Kaufland, otwartego pod koniec października 2010 roku.
W latach 1929–1930 na terenie dawnego boiska przy ulicy T. Kościuszki 90 powstała drewniana hala targowa, w której wiosną 1930 roku zorganizowano I Targi Katowickie. Z czasem obiekt ten stał się miejscem organizacji różnego rodzaju wystawi i targów. Stan budynku stale się pogarszał, dlatego też zdecydowano się o jego wyburzeniu w latach 50. XX wieku.
W latach 70. XX wieku w miejscu dawnej huty „Henriette” przy ulicy Mikołowskiej 100 Przedsiębiorstwo Budowlane Przemysłu Węglowego wzniosło gmach Centralnego Ośrodka Informatyki Górnictwa (późniejszy COIG). Centralny Ośrodek Informatyki Górnictwa został powołany w 1976 roku, w 1994 przedsiębiorstwo przekształcono w jednoosobową spółkę Skarbu Państwa, a w 2012 roku włączono go do Grupy Kapitałowej WASKO. Spółka COIG to firma specjalizująca się w dostarczaniu kompleksowych, dedykowanych rozwiązań informatycznych, wspomagających procesy zarządzania.

## Infrastruktura techniczna
Zaopatrzenie terenów Brynowa części wschodniej-Osiedla Zgrzebnioka w bieżącą wodę odbywa się przez zbiorniki sieciowe Mikołów i Murcki. Są one zasilane ze stacji uzdatniania wody w Dziećkowicach, Goczałkowicach-Zdroju i Kobiernicach. Wody te są tłoczone do wspólnego systemu rozrządu Górnośląskiego Przedsiębiorstwa Wodociągowego, skąd za pomocą systemu magistral wodociągowych i przyporządkowanej do nich sieci rozdzielczej Katowickich Wodociągów zaopatrywana jest m.in. dzielnica Brynów część wschodnia-Osiedle Zgrzebnioka w wodę. W dzielnicy wzdłuż autostrady A4 oraz ulic Meteorologów i A. Zgrzebnioka ciągnie się jedna z nitek wodociągów tranzytowych GPW.
Eksploatacją sieci kanalizacji sanitarnej i ogólnospławnej w dzielnicy zajmuje się należący do Katowickich Wodociągów Oddział Eksploatacji Sieci Kanalizacyjnej – Południe, zaś kanalizacją deszczową zarządza Miejski Zarząd Ulic i Mostów w Katowicach. Północna część dzielnicy w rejonie Katowickiej Hałdy podłączona jest do Oczyszczalni Ścieków Centrum, a pozostała (w tym historyczne centrum Brynowa, osiedla Brynów A, Ptasie i A. Zgrzebnioka) do oczyszczalni ścieków Panewniki. Oczyszczalnia Centrum obejmuje obszary miasta na terenie zlewni Rawy, a oczyszczalnia Panewniki w zlewni Kłodnicy. Kanalizacja ogólnospławna występuje w częściach ze starą zabudową, w tym w rejonie ulicy Brynowskiej. Osiedle A. Zgrzebnioka posiada sieć kanalizacji rozdzielczej (sanitarnej i deszczowej). Wzdłuż ulic T. Kościuszki i Kukułek ciągną się główne kolektory sanitarne, zaś wzdłuż ulic T. Kościuszki, Mikołowskiej i Gawronów także główne kolektory deszczowe.
Zaopatrzenie dzielnicy w energię elektryczną odbywa się poprzez sieć wysokich napięć 110 kV. Sieć ta przez teren dzielnicy ciągnie się wzdłuż ulic Ceglanej, Meteorologów i A. Zgrzebnioka, łącząc się z położoną przy ulicy Brynowskiej stacją elektroenergetyczną „Brynów” 110/20/6 kV. Napowietrzna sieć elektroenergetyczna zarządzana jest przez spółkę Polskie Sieci Elektroenergetyczne.
Dzielnica zaopatrywana jest w gaz ziemny wysokometanowy GZ-50, a system zaopatrzenia Katowic w gaz nie posiada własnych źródeł zasilania i jest dostarczany układów o charakterze ogólnopolskim. Równolegle na południe od autostrady A4 ciągnie się gazociąg podwyższonego ciśnienia, na którym w granicach dzielnicy znajdują się dwie stacje redukcyjno-pomiarowe I stopnia.

## Transport

### Transport drogowy

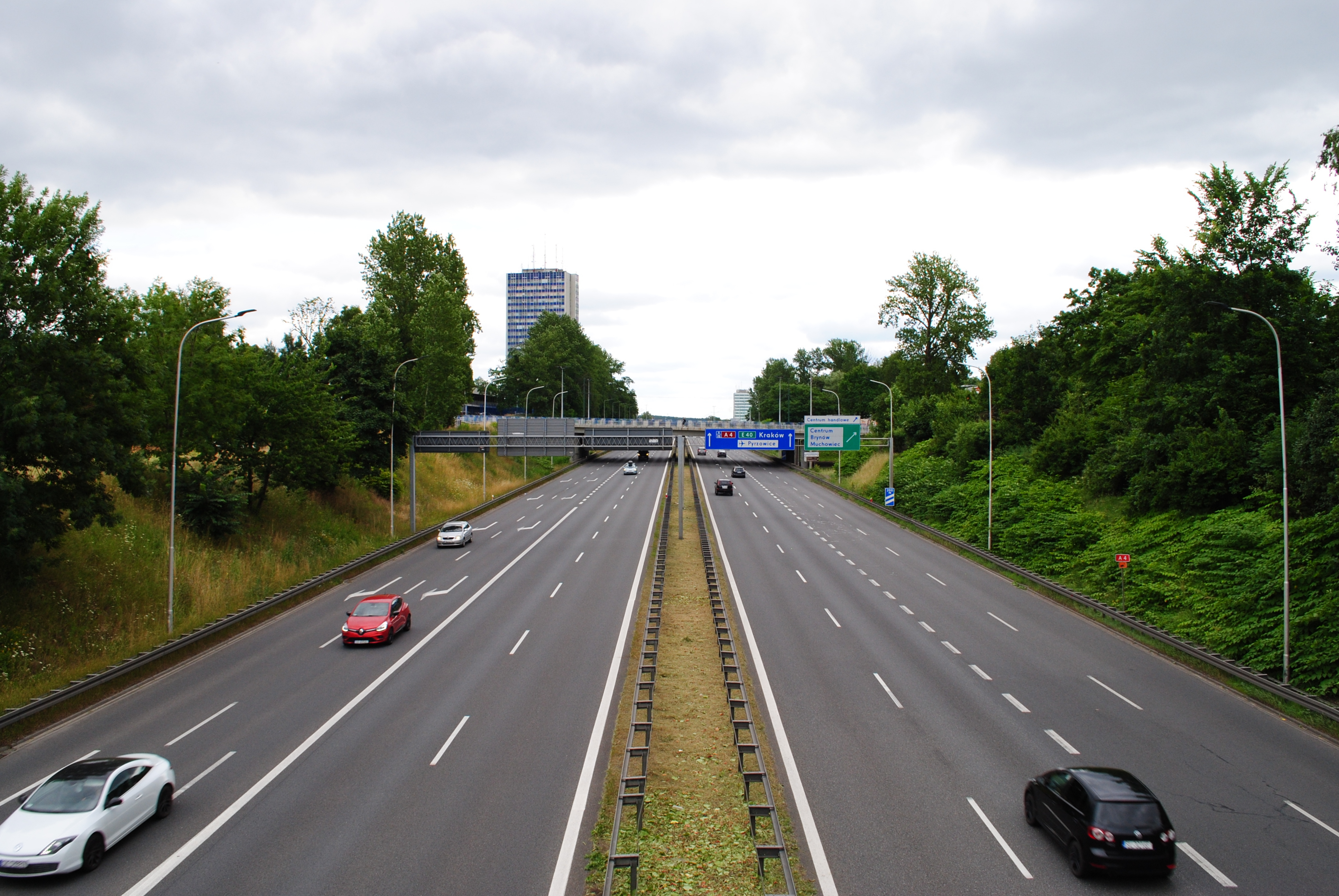
Fragment autostrady A4 (alei Górnośląskiej) na wysokości Brynowa części wschodniej-Osiedla Zgrzebnioka (widok w kier. Krakowa)

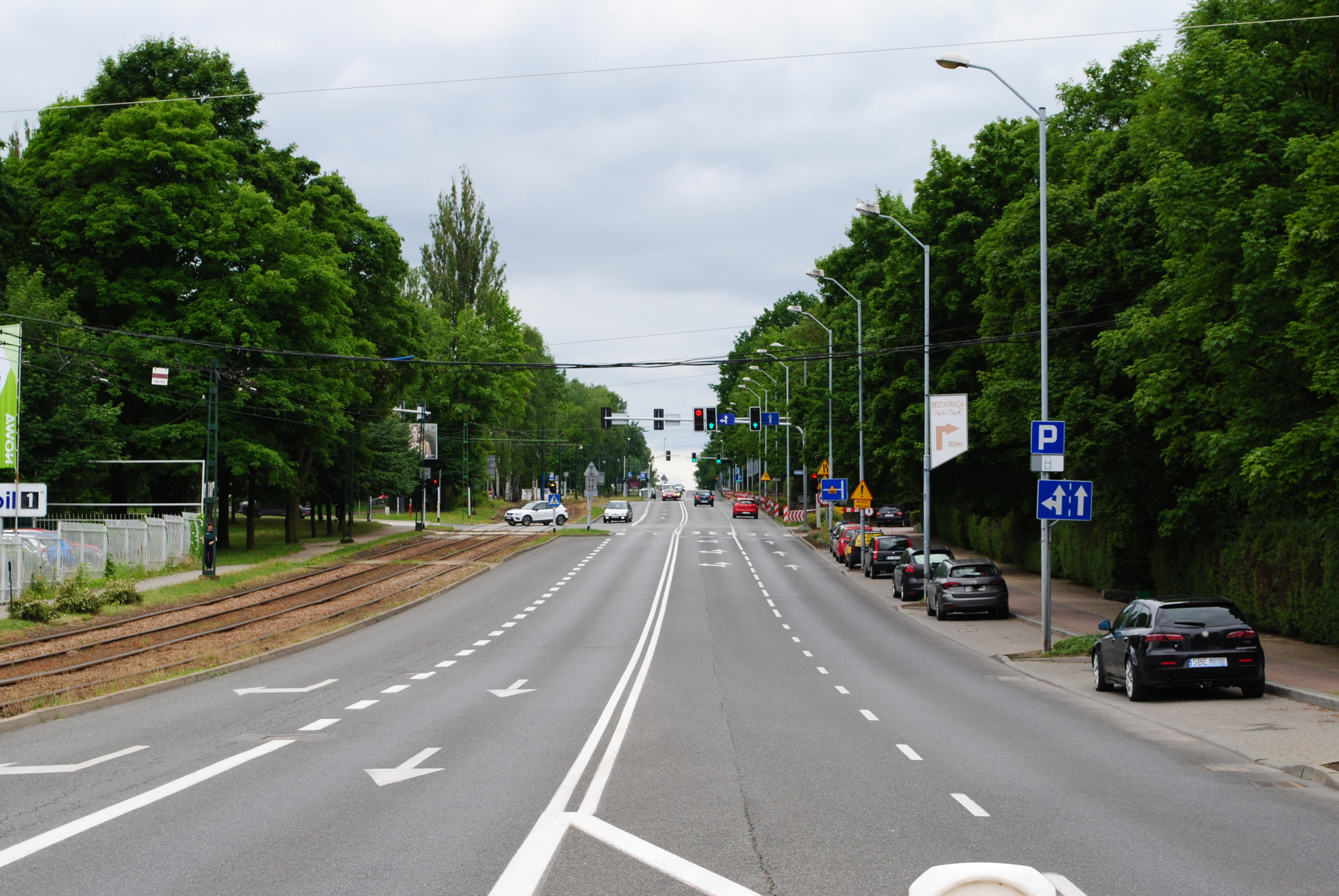
Fragment ulicy T. Kościuszki na wysokości parku T. Kościuszki

Przez teren Brynowa części wschodniej-Osiedla Zgrzebnioka przechodzą następujące drogi krajowe i trasy szybkiego ruchu:
- Autostrada A4 (aleja Górnośląska) – jedna z najważniejszych katowickich dróg, będąca częścią trasy europejskiej E40[156]; biegnie równoleżnikowo północną granicą dzielnicy, a jej podstawową funkcją jest przenoszenie ruchu dalekiego zasięgu, zarówno o charakterze międzyregionalnym, jak i międzynarodowym; w kierunku zachodnim biegnie ona w stronę Wrocławia i dalej do Niemiec, a na wschód w kierunku Krakowa, Rzeszowa i dalej na Ukrainę[157].

Do ważniejszych ulic w ruchu wewnątrz dzielnicy należą następujące drogi:
- Ulica Brynowska – jedna z głównych ulic w Brynowie[158], biegnąca południkowo w zachodniej części dzielnicy, łącząca na północy ulicę Mikołowską z ulicą T. Kościuszki na południu[5]; jest to droga powiatowa klasy drogi zbiorczej (Z)[159],
- Ulica Ceglana – ulica we wschodniej części dzielnicy, łącząca ją ze Śródmieściem oraz Osiedlem Paderewskiego-Muchowcem[160]; jest to droga powiatowa klasy drogi zbiorczej (Z)[159],
- Ulica św. Huberta – lokalna droga w południowej części dzielnicy, łącząca ulicę T. Kościuszki z kolonią św. Huberta[5]; jest to droga gminna o klasie drogi lokalnej (L)[159],
- Ulica Tadeusza Kościuszki – najdłuższa ulica Katowic, łącząca centrum miasta z Brynowem, Ochojcem, Piotrowicami i Zarzeczem; odgrywa ona bardzo ważną rolę w komunikacji samochodowej będąc trasą dojazdową do Śródmieścia z południowych dzielnic Katowic[68]; na odcinku biegnącym przez dzielnicę jest to droga powiatowa klasy drogi zbiorczej (Z)[159],
- Ulica Łabędzia – lokalna droga na osiedlu A. Zgrzebnioka, biegnąca równolegle do ulicy T. Kościuszki[5]; jest to droga gminna o klasie drogi dojazdowej (D)[159],
- Ulica Mikołowska – droga o łącznej długości około 2,3 km, będąca drogą wylotową ze Śródmieścia Katowic w kierunku południowym[160]; na terenie dzielnicy biegnie ona przez tereny Katowickiej Hałdy[5]; jest to droga powiatowa klasy drogi zbiorczej (Z)[159],
- Ulica Wita Stwosza – droga w północnej części dzielnicy, biegnąca w przybliżeniu południkowo, łącząca dzielnicę ze Śródmieściem Katowic; jest to droga powiatowa klasy drogi zbiorczej (Z)[159].

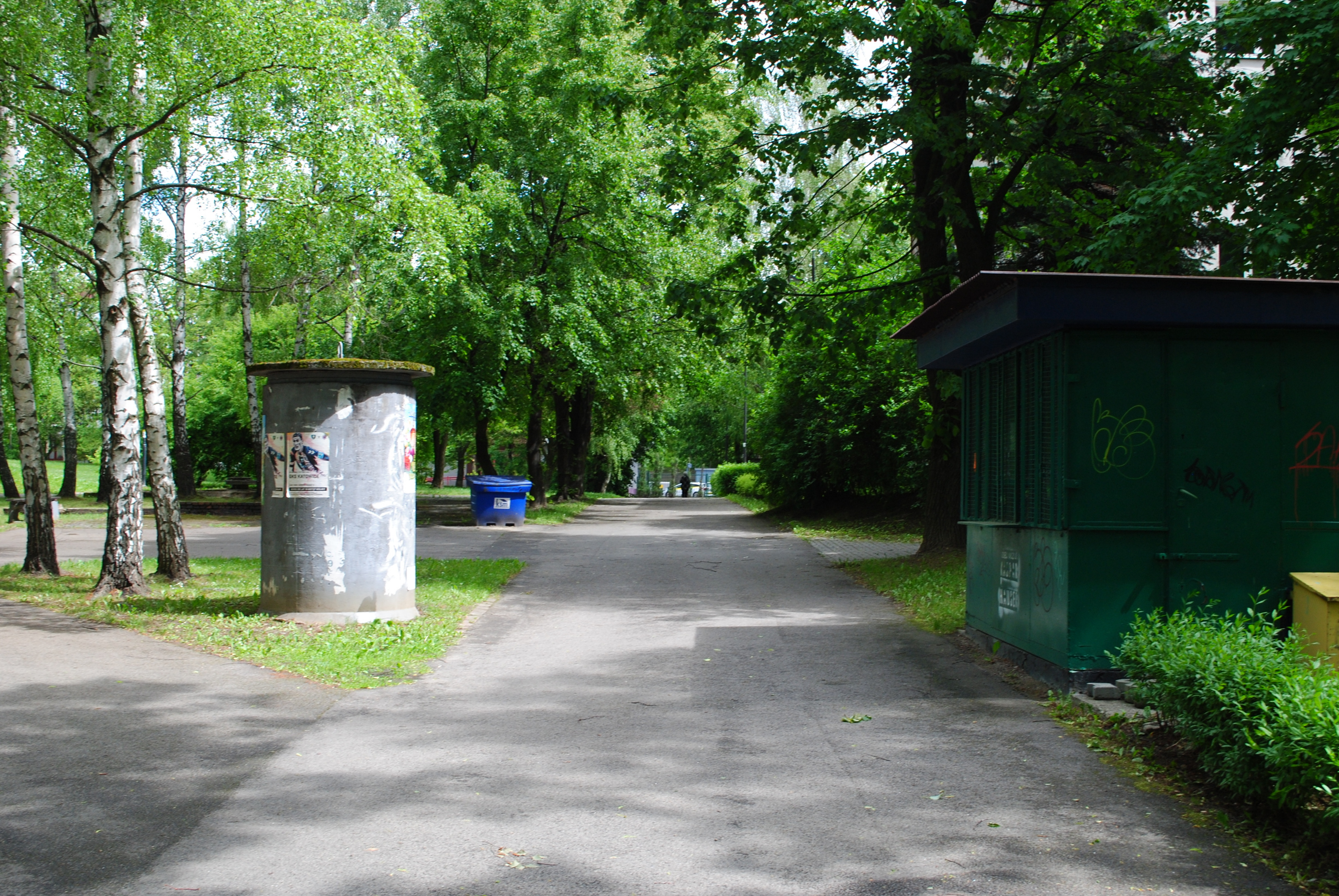
Fragment ulicy Łabędziej

Przebiegająca częściowo przez dzielnicę Brynów część wschodnia-Osiedle Zgrzebnioka autostrada A4 stanowi główny element układu komunikacyjnego Katowic, a droga ta przenosi ruch dalekiego zasięgu (relacje międzynarodowe i międzyregionalne), a drugorzędnie ruch wewnątrzregionalny. Droga ta na odcinku pomiędzy węzłami Mikołowskim a Murckowskim nosi nazwę alei Górnośląskiej.
Dzielnica skomunikowana jest z centrum Katowic poprzez ulice: T. Kościuszki, Brynowską – Mikołowską (węzeł Mikołowska na autostradzie A4) i Meteorologów – Ceglaną (węzeł Francuska na autostradzie A4). Podróż transportem indywidualnym z dzielnicy do centrum Katowic w rejonie Rynku zajmuje około 10-15 minut w okresie pozaszczytowym, natomiast w godzinach szczytu około 10 minut dłużej.
Pod względem powiązań komunikacyjnych poszczególnych części Katowic, dojazd do centrum Katowic z Ligoty i Brynowa jest na bardzo dobrym poziomie poprzez ulicę T. Kościuszki, z innymi makroregionami Katowic najlepszą jakość powiązań Brynów z Ligotą mają z Piotrowicami i Kostuchną, a najsłabszą z Bogucicami i Pniakami oraz Józefowcem i Koszutką. Do tych części Katowic dojazd jest możliwy z wykorzystaniem dróg niższych klas przebiegających przez Śródmieście (m.in. ulice F.W. Grundmanna lub Sokolska).
Do najbardziej obciążonych dróg pod względem potoku pojazdów na godzinę w szczycie popołudniowym w 2008 roku należała aleja Górnośląska (autostrada A4) oraz ciągi ulic: Brynowska – Mikołowska – T. Kościuszki, Meteorologów – Ceglana i Dworska.

### Transport kolejowy
Na terenie dzielnicy Brynów część wschodnia-Osiedle Zgrzebnioka nie ma stacji kolejowych ani przystanków osobowych. Najbliższe z nich to Katowice Brynów w dzielnicy Załęska Hałda-Brynów część zachodnia i Katowice Ligota w dzielnicy Ligota-Panewniki.
Przez teren dzielnicy, częściowo wzdłuż jej południowej granicy biegnie fragment linii kolejowej nr 171 Dąbrowa Górnicza Towarowa – podg Panewnik. Jest to linia drugorzędna o znaczeniu państwowym, na którym odbywa się ruch towarowy. Została ona oddana do użytku 27 września 1953 roku, a 30 maja 1970 roku została ona zelektryfikowana.
Przy ulicy św. Huberta 11 siedzibę ma jeden z zakładów kolejowego przewoźnika PKP Cargo – Południowy Zakład Spółki.

### Transport rowerowy

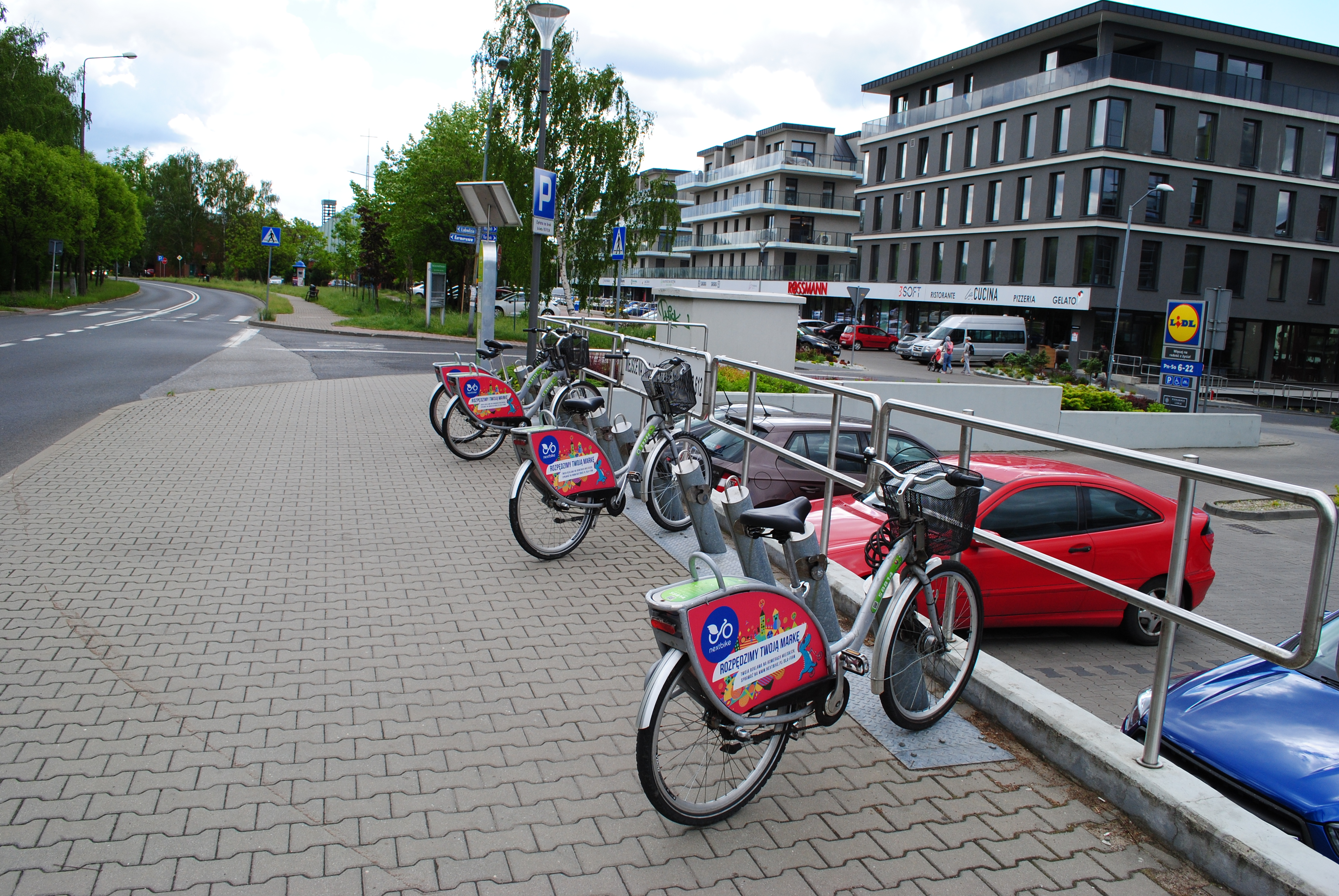
Stacja wypożyczalni rowerów miejskich City by bike Os. Ptasie – Gawronów (2022)

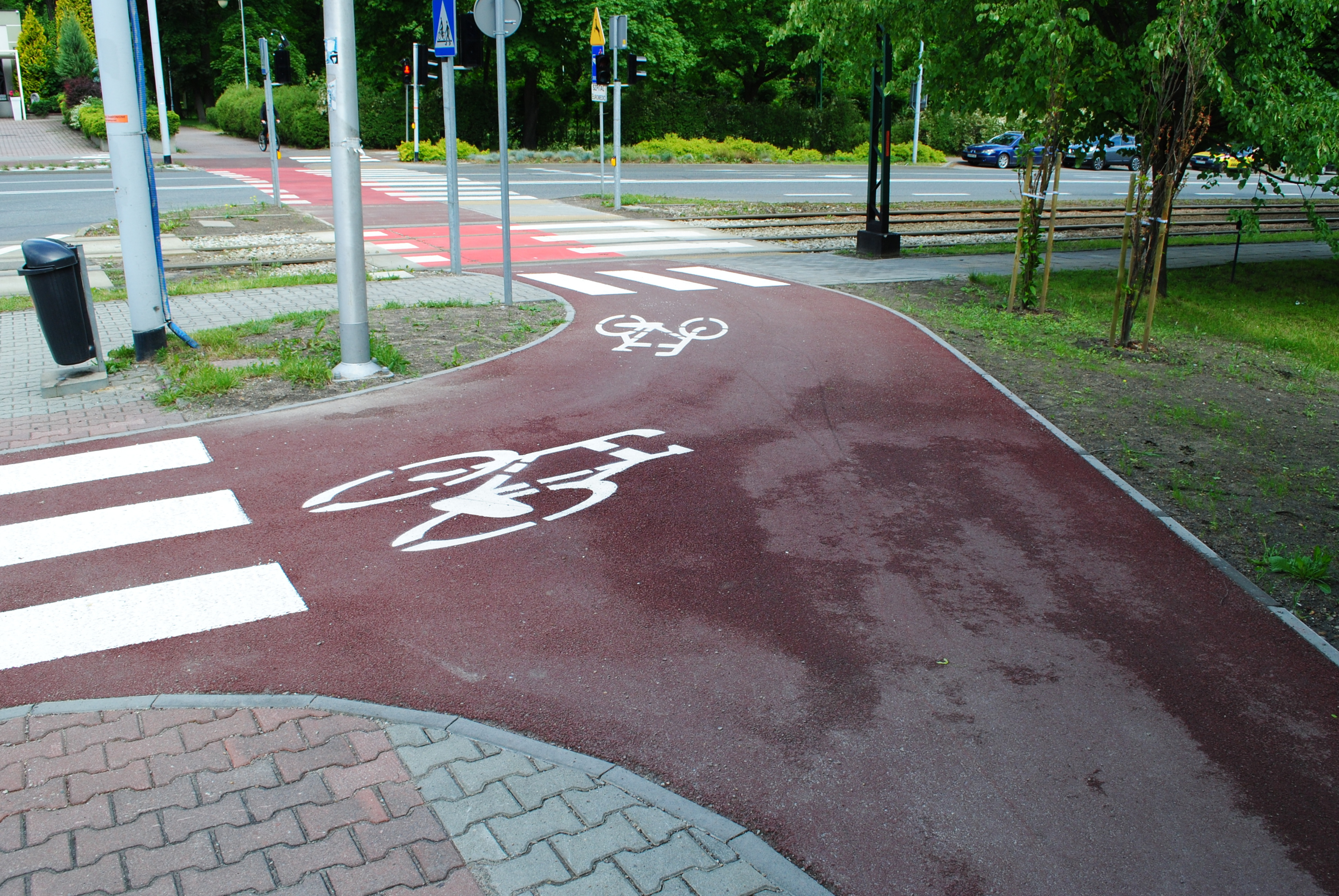
Fragment drogi dla rowerów przy skrzyżowaniu ulic T. Kościuszki i Ceglanej (2022)

Sieć infrastruktury rowerowej na terenie Brynowa części wschodniej-Osiedla Zgrzebnioka jest rozwinięta nierównomiernie, a sieć ta według docelowej sieci ścieżek rowerowych opublikowanej przez Urząd Miasta Katowice pod względem ścieżek o funkcji transportowych jest w stanie z początku 2023 roku częściowo rozwinięta – brakującymi do tego czasu są m.in. trasy w ciągach ulic Ceglanej, Mikołowskiej i W. Stwosza. Istniejące trasy o funkcji transportowej ciągną się wzdłuż ulic: T. Kościuszki, A. Zgrzebnioka, Drozdów i św. Huberta.
Na początku 2023 roku na terenie Brynowa części wschodniej-Osiedla Zgrzebnioka istniały następujące rodzaje dróg rowerowych:
- Drogi dla rowerów – wzdłuż ulic: T. Kościuszki (na wysokości ulicy Łabędziej; droga w asfalcie) i Drozdów (odcinek pomiędzy ulicami T. Kościuszki a Czyżyków; droga z kostki brukowej)[167],
- Pasy ruchu dla rowerów – w ciągu ulic Dworskiej i Drozdów przy skrzyżowaniu z ulicą T. Kościuszki[167],
- Ciągi pieszo-rowerowe odseparowane – wzdłuż ulic: T. Kościuszki (odcinek od Śródmieścia do ulicy Łabędziej) i A. Zgrzebnioka (odcinek od ulicy Łabędziej do ulicy Gawronów)[167],
- Ciągi pieszo-rowerowe nieodseparowane – trasa w ciągu ulicy Drozdów (odcinek od ulicy Skowronków do ulicy A. Zgrzebnioka)[167],
- Kontrapasy – wzdłuż ulic: T. Kościuszki (krótki odcinek od parku T. Kościuszki do skrzyżowania z ul. L. Różyckiego oraz boczne odgałęzienie pomiędzy ulicami Drozdów a Słowików) i Cz. Miłosza[167],
- Ciągi z dopuszczalnym ruchem po chodniku – ciągi w parku T. Kościuszki oraz chodnik w ciągu ulicy T. Kościuszki od ulicy św. Huberta do Centrum Przesiadkowego Brynów[167].

W ramach projektu „Rowerem po Śląsku” wydzielono na terenie miasta szlaki rowerowe, z czego na obszarze dzielnicy Brynów część wschodnia-Osiedle Zgrzebnioka przecinają się następujące z nich:
- nr 1 Śródmieście (pomnik Powstańców Śląskich) – Osiedle Paderewskiego-Muchowiec – Brynów cz. wschodnia-Osiedle Zgrzebnioka (Katowicki Park Leśny) – Piotrowice-Ochojec – Kostuchna – Podlesie (ul. Zaopusta)[168],
- nr 2 Brynów cz. wschodnia-Osiedle Zgrzebnioka (park T. Kościuszki) – Załęska Hałda-Brynów cz. zachodnia – Ligota-Panewniki – granica miasta Katowice z Mikołowem[168].

W Brynowie części wschodniej-Osiedlu Zgrzebnioka funkcjonuje również część miejskiej sieci wypożyczalni rowerów miejskich – Metrorower, który zastąpił system City by bike. Według stanu z początku 2023 roku funkcjonowały tutaj łącznie 4 stacje City by bike: Park Kościuszki (ul. T. Kościuszki), Basen Brynów (ul. T. Kościuszki), Os. Ptasie – ul. Gawronów (ul. Gawronów) oraz Mikołowska – Parkowa (ul. Parkowa).

### Publiczny transport zbiorowy

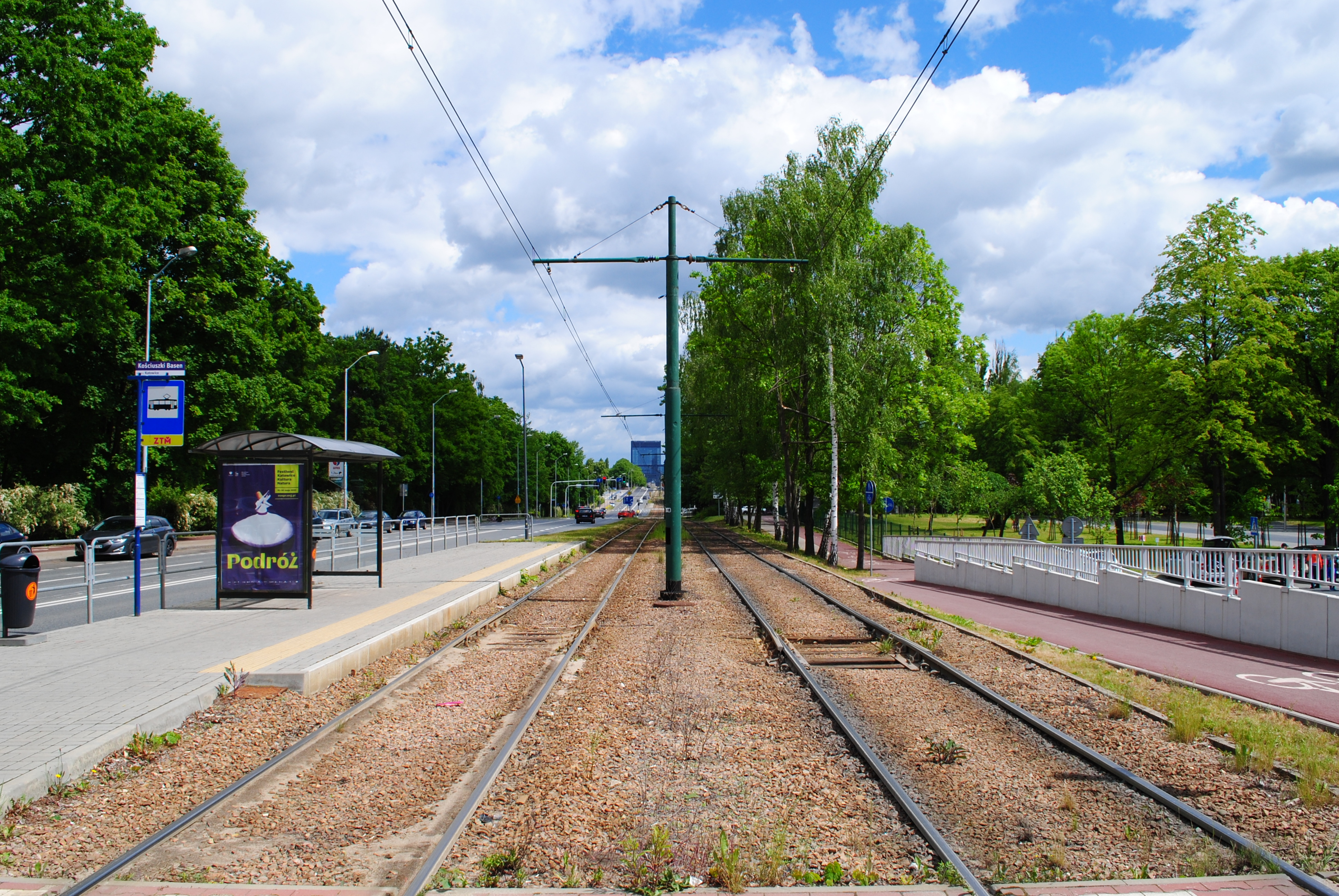
Fragment linii tramwajowej przy ulicy T. Kościuszki na wysokości przystanku Kościuszki Basen

Publiczny transport zbiorowy w granicach dzielnicy realizowany jest formie połączeń autobusowych i tramwajowych organizowanych przez Zarząd Transportu Metropolitalnego (ZTM). Głównym operatorem linii autobusowych przebiegających przez teren dzielnicy jest PKM Katowice, a przewozy tramwajowe realizowane są przez spółkę Tramwaje Śląskie.
Dzielnica Brynów część wschodnia-Osiedle Zgrzebnioka jest bardzo dobrze skomunikowana z resztą Katowic, a charakterystycznym elementem układu komunikacyjnego dzielnicy jest bliskość przystanków tramwajowych i autobusowych, do których można dotrzeć w maksymalnie 5 minut. Do najbardziej kluczowych przystanków na terenie dzielnicy należą: Brynów W. Pola i Brynów Dworska. Według stanu z początku 2023 roku z dwustanowiskowego przystanku Brynów W. Pola odjeżdżało w obydwu kierunkach 18 linii autobusowych (w tym 3 nocne), a z dwustanowiskowego przystanku Brynów Dworska 8 linii (w tym 1 nocna). Na dwustanowiskowym przystanku tramwajowy Brynów Zgrzebnioka w tym czasie zatrzymywały się tramwaje 4 linii.
Do najbardziej obciążonych dróg na terenie dzielnicy pod względem potoków pasażerskich na godzinę w szczycie popołudniowym w 2008 roku należał ciąg ulic Mikołowska – Brynowska – T. Kościuszki oraz sama ulica T. Kościuszki.
Sieć tramwajowa na teren współczesnego Brynowa Części Wschodniej-Osiedla Zgrzebnioka dotarła przed I wojną światową. Była to trasa z centrum Katowic do obecnego parku T. Kościuszki i była ona częścią niezrealizowanej linii tramwajowej do Ligoty. Jego budowę wykonano w błyskawicznym tempie w maju i czerwcu 1912 roku, by zdążyć przez zaplanowanymi wówczas zawodami strzeleckimi które miały się odbyć na strzelnicy koło parku. Ostatecznie linię tę oddano do użytku 14 czerwca 1912 roku, wraz z tą linią powstała zajezdnia tramwajowa. Była to pierwsza linia normalnotorowa na terenie Katowic. Ruch na tej linii tramwajowej wstrzymano 5 listopada 1916 roku z powodu konfiskaty sieci trakcyjnej na cele wojenne, a wznowiono 1 kwietnia 1926 roku. Linię tę po II wojnie światowej przedłużono w kierunku Brynowa. Odcinek ten oddano do użytku 18 września 1947 roku, a w 1969 roku powstała pętla tramwajowa, wybudowana w miejsce dotychczasowej mijanki.

## Architektura i urbanistyka

### Charakterystyka
Brynów część wschodnia-Osiedle Zgrzebnioka jest dzielnicą o przewadze zabudowy mieszkaniowej jednorodzinnej w regularnej siatce ulic. Charakter mieszkaniowy ma zwłaszcza południowa część dzielnicy. Budynki mieszkalne wielorodzinne, w tym wyróżniające się nowoczesną formą architektoniczną, występują m.in. na południe od ulicy Gawronów. Udział powierzchni zabudowanej w powierzchni terenu Brynowa części wschodniej-Osiedla Zgrzebnioka w 2007 roku wynosił 22%, wskaźnik intensywności zabudowy netto 0,35, a średnia liczba kondygnacji budynków w dzielnicy to 1,59. Dla samego zaś osiedla Ptasiego wskaźniki te wynosiły wówczas odpowiednio 19%, 0,30 i 1,10.

### Rozwój architektoniczno-urbanistyczny

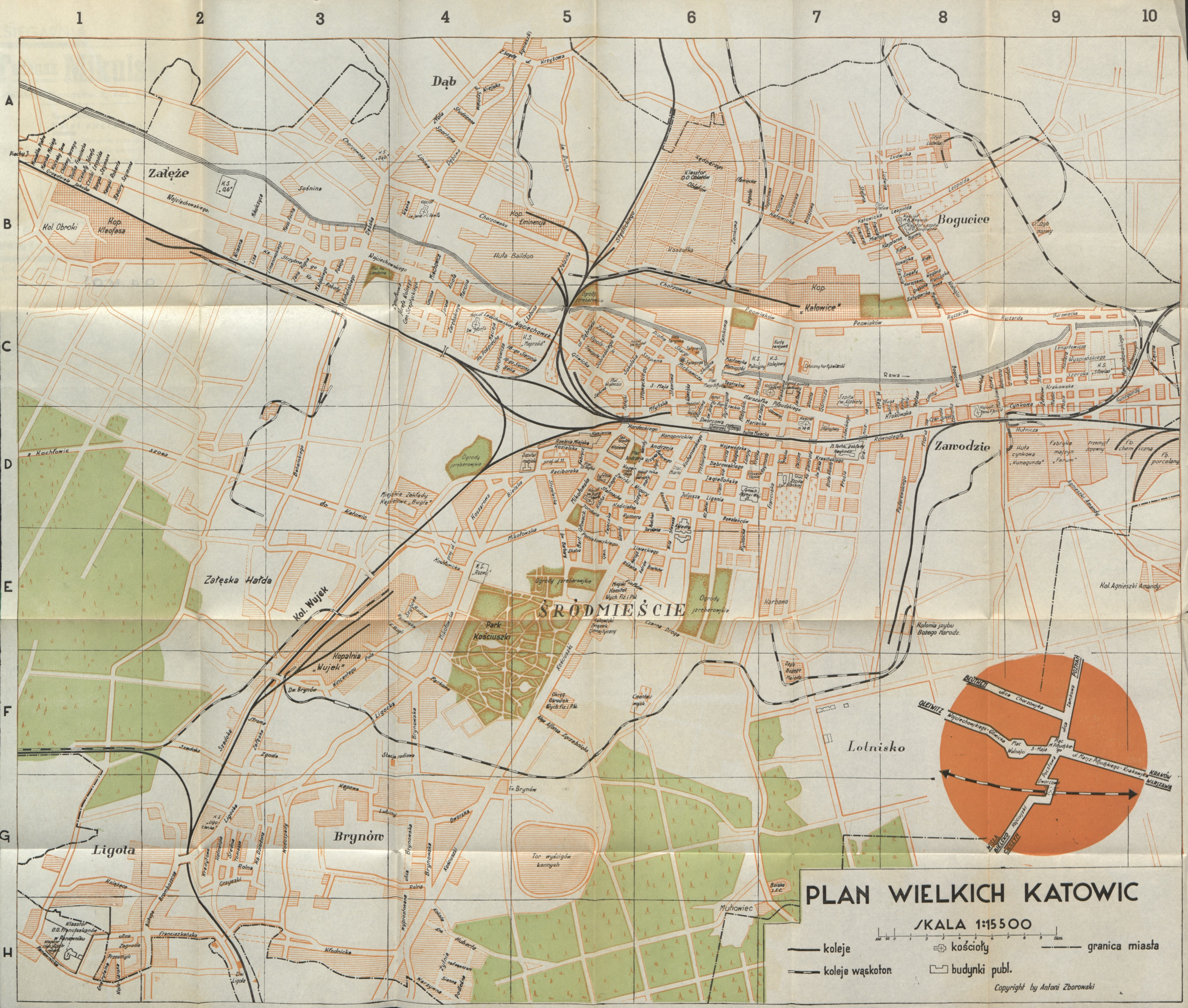
Plan Wielkich Katowic z 1939 roku, z położonym na południu Brynowem

Historycznie Brynów do 1754 roku charakteryzował się obecnością rozproszonej zabudowy wiejskiej. Wówczas też znajdował się tutaj folwark. Zwarta zabudowa wsi Brynów ukształtowała się w XVIII i XIX wieku wzdłuż m.in. położonych w dzielnicy ulic Dworskiej i Brynowskiej. W latach 1865–1922 w Brynowie i Katowickiej Hałdzie następował proces zagęszczenia zabudowy. W 1899 roku została uruchomiona kopalnia „Oheim” („Wujek”), a wraz z rozbudową zakładu powstawały nowe domy mieszkalne, głównie w rejonie Katowickiej Hałdy, a dalszą rozbudowę centralnej części Brynowa uniemożliwiał istniejący dwór.
Na początku XX wieku pomiędzy ulicą Mikołowską a parkiem T. Kościuszki wzniesiono szereg domów dla dozoru kopalni „Oheim” („Wujek”). Bliźniacze wille usytuowane są przy ulicy Mikołowskiej 118-148. Kolonię urzędniczą tworzy łącznie 8 domów – tzw. „bliźniaków” dla urzędników kopalni „Wujek”, a ich budowę rozpoczęto w 1910 roku. Kolonię tę wybudowano na terenie narażonym na szkody górnicze, stąd też postawiono tutaj luźną zabudowę.
W 1903 roku na Wzgórzu Beaty na terenie obecnego parku T. Kościuszki powstała wieża Bismarcka (niem. Bismarckturm) wysoka na 20 metrów. Oddano uroczyście do użytku 20 sierpnia 1903 roku. W 1922 roku usunięto z niego pruskiego orła, a wizerunek Bismarcka zastąpiono podobizną Józefa Piłsudskiego. W 1925 roku zamontowano na wieży medalion przedstawiający Tadeusza Kościuszkę. W 1933 roku rozebrano wieżę, a medalion z wizerunkiem Tadeusza Kościuszki ustawiono na monumencie w centralnej części parku.

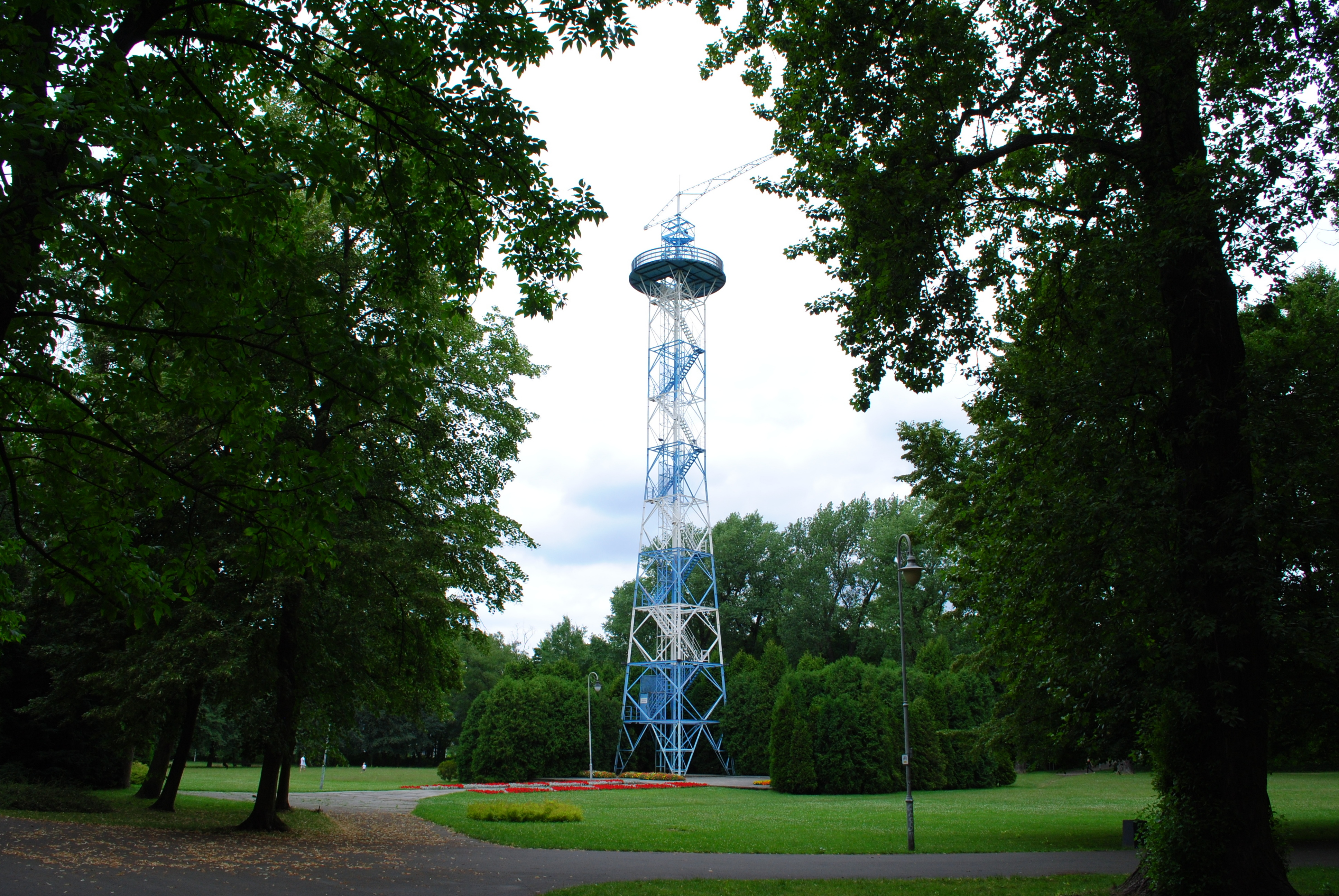
Wieża spadochronowa położona w parku T. Kościuszki

W latach 20. XX wieku w miejscu dawnego cmentarza jeńców wojennych z 1917 roku powstał cmentarz garnizonowy. Jest to cmentarz wojskowy znajdujący się pomiędzy ulicami Meteorologów a Ceglaną, o powierzchni 1,463 ha. Po wschodniej stronie nekropolii, w 1963 roku powstał Pomnik Nieznanego Żołnierza i Powstańca Śląskiego. Na cmentarzu spoczywają m.in.: Robert Oszek, Józef Alojzy Gawrych, Stanisław Mastalerz, Antoni Walczak i Karol Orliński.
W 1937 roku na terenie parku T. Kościuszki wzniesiono wieżę spadochronową. W latach 40. XX wieku wieża została zniszczona przez niemieckich okupantów, a w parku T. Kościuszki stanęła w późniejszym czasie jej replika. Ku czci harcerzy, którzy zginęli na szczycie wieży spadochronowej walcząc na początku II wojny światowej w obronie Katowic ustawiono w 1957 roku tablicę pamiątkową.

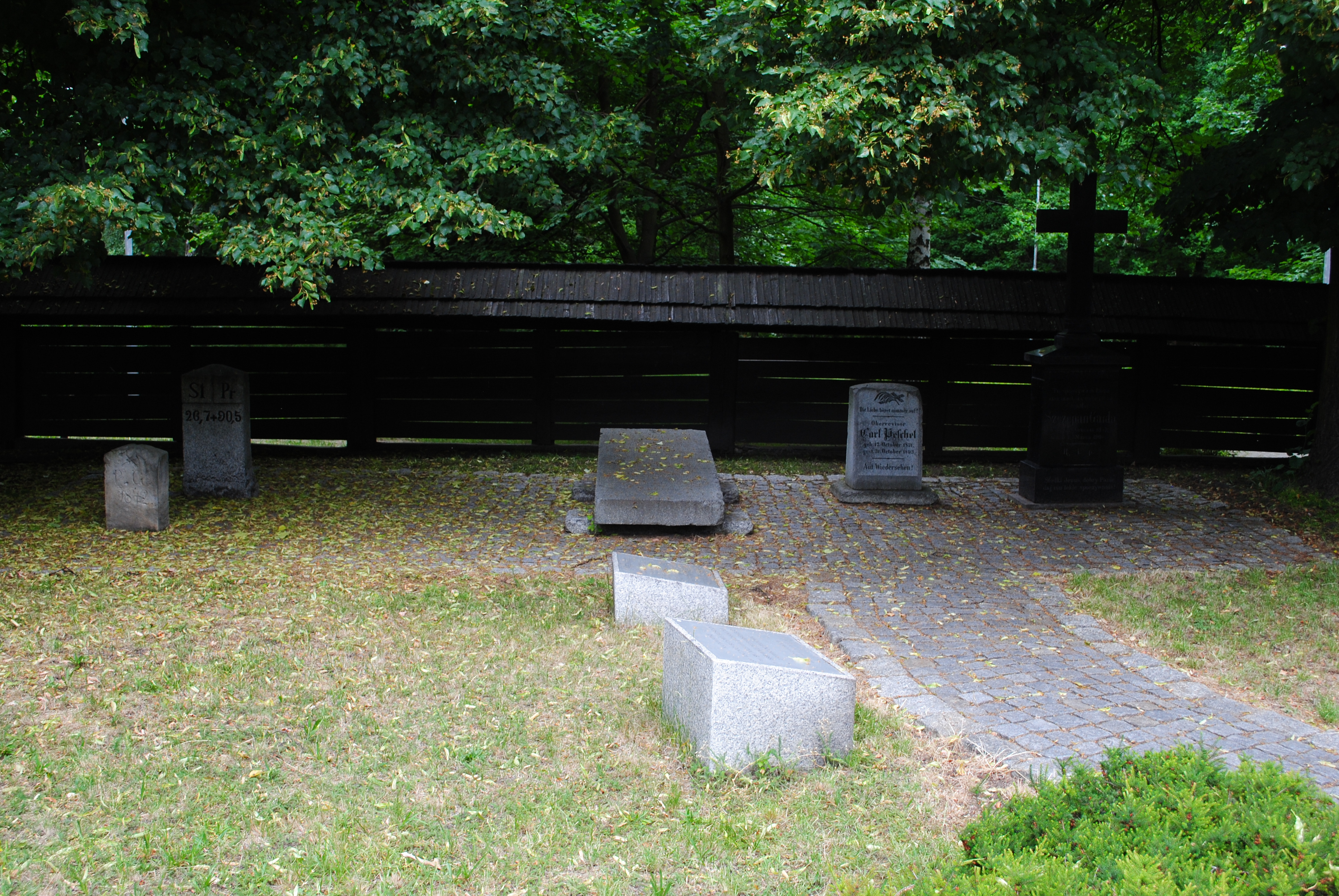
Fragment lapidarium przy kościele św. Michał Archanioła

Na szczycie Wzgórza Beaty, w miejscu rozebranej wieży Bismarcka w 1938 roku ustawiono przeniesiony z Syryni kościół pw. św. Michała Archanioła. Jest on najstarszym obiektem na terenie dzielnicy, a także całych Katowic, powstały w 1510 roku. Jest to drewniana, jednonawowa świątynia z niewielką wieżyczką, zaś obok niej stoi dzwonnica z 1679 roku. Kompleks ten wpisano 9 marca 1973 roku do rejestru zabytków nieruchomych, a w 2009 roku przy świątyni powstało lapidarium.
W okresie Polski Ludowej Brynów posiadał już zwartą zabudowę mieszkaniową.
Na początkuj lat 50. XX wieku przy ulicy T. Kościuszki 90 powstała Hala Parkowa. Została ona wzniesiona według projektu prof. Stefana Bryły w stylu klasycyzującego art déco. Była ona wykorzystywana m.in. jako sala koncertowa, lodowisko, arena sportowa i kino.
W latach 60. XX wieku powstało tzw. osiedle Brynów A, obejmujące zabudowę jednorodzinną pomiędzy ulicami Brynowską a T. Kościuszki. W tym samym okresie powstało także powstało osiedle domów jednorodzinnych Brynów B, zaś utrwaliła się dla niego nazwa pochodząca od nazw ulic przy którym się znajduje – osiedle Ptasie. Zostało ono wybudowane na wschód od ulicy T. Kościuszki i na północ od ulicy św. Huberta. Na osiedlu Ptasim, w rejonie ulicy Drozdów powstały m.in. tzw. „domy profesorskie”.

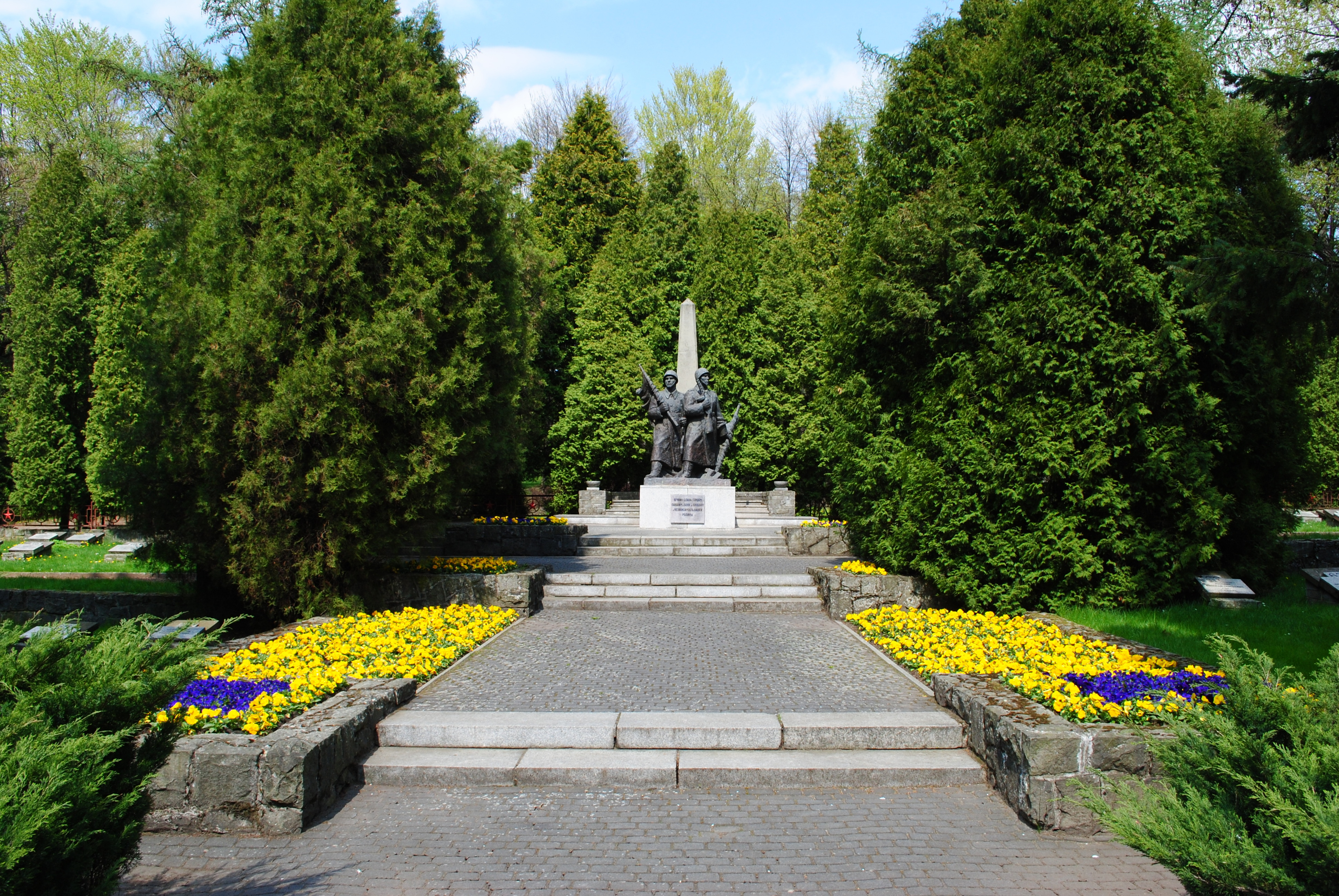
Fragment cmentarza żołnierzy Armii Czerwonej w parku T. Kościuszki

W 1967 roku do parku T. Kościuszki został przeniesiony cmentarz żołnierzy sowieckich. Ich prochy od 1945 roku spoczywały w rejonie pomnika Powstańców Śląskich, przeniesione w obecne miejsce wraz z budową pomnika. W latach 70. XX wieku powstała zabudowa wysokich bloków jednorodzinnych w rejonie ulicy Brynowskiej. W 1978 roku w związku z rozbudową węzła drogowego został wyburzony położony na terenie dzielnicy jeden z najstarszych obiektów Katowickiej Hałdy – cechownia kopalni „Beate” („Beata”) funkcjonującej z przerwami w latach 1801–1880.

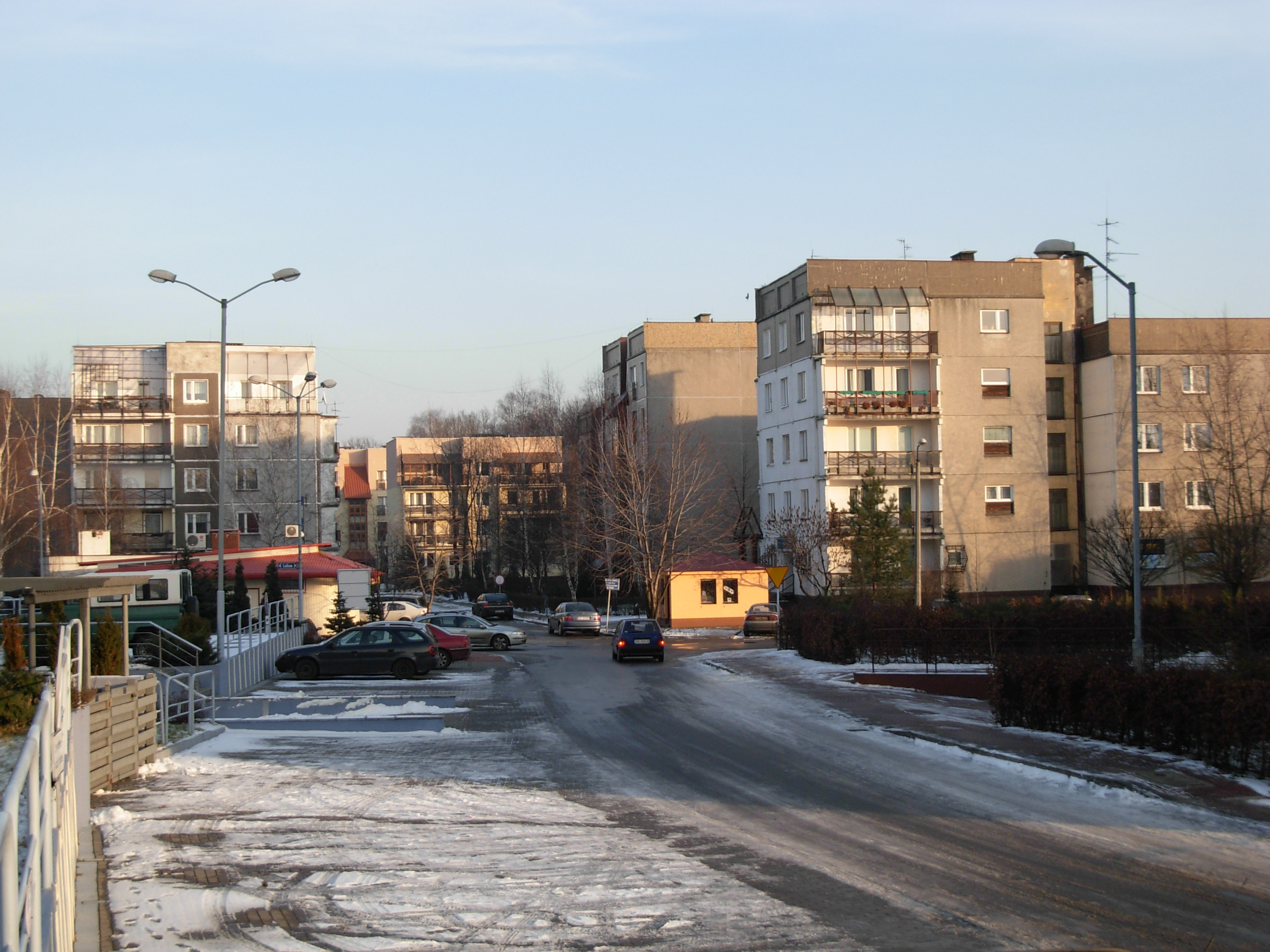
Fragment osiedla A. Zgrzebnioka

W 1978 roku na terenie brynowskiego folwarku rozpoczęto budowę osiedla im. Alfonsa Zgrzebnioka (w latach 1979–1991 osiedle XXXV-lecia PRL) przeznaczonego na 3,5 tys. mieszkańców. Pierwsze mieszkania na osiedlu A. Zgrzebnioka oddano do użytku w 1979 roku, a zakończenie pierwszego etapu budowy odbyło się w 1985 roku. Pierwszy etap obejmował budynki w rejonie ulic A. Zgrzebnioka, T. Kościuszki i Gawronów. W drugim etapie budowy, ukończonym w 1994 roku, powstała zabudowa w rejonie ulic Lelków i Zimorodków, natomiast na początku XXI wieku zabudowano teren dawnego brynowskiego folwarku w rejonie ulic Wróbli i Czajek. Zabudowę osiedla A. Zgrzebnioka tworzą domy trzy- i czterokondygnacyjne z wielkiej płyty. Osiedle zaprojektowali: Tadeusz Czerwiński, Andrzej Gałkowski i Dieter Paleta. Jest ono pod administracją Katowickiej Spółdzielni Mieszkaniowej.
Po 1989 roku nastąpił proces rozbudowy osiedli mieszkaniowych w Brynowie, a także powstawały nowe obiekty użyteczności publicznej. Przy ulicy Pięknej 8 w latach 1987–1991 został wzniesiony kościół pw. Podwyższenia Krzyża Świętego, zaprojektowany przez Jerzego Kubicy i Jacka Machnikowskiego. Jest to kościół dwupoziomowy, a wystrój kościoła w 1996 roku uzupełniły stacje drogi krzyżowej projektu Witolda Pałki.

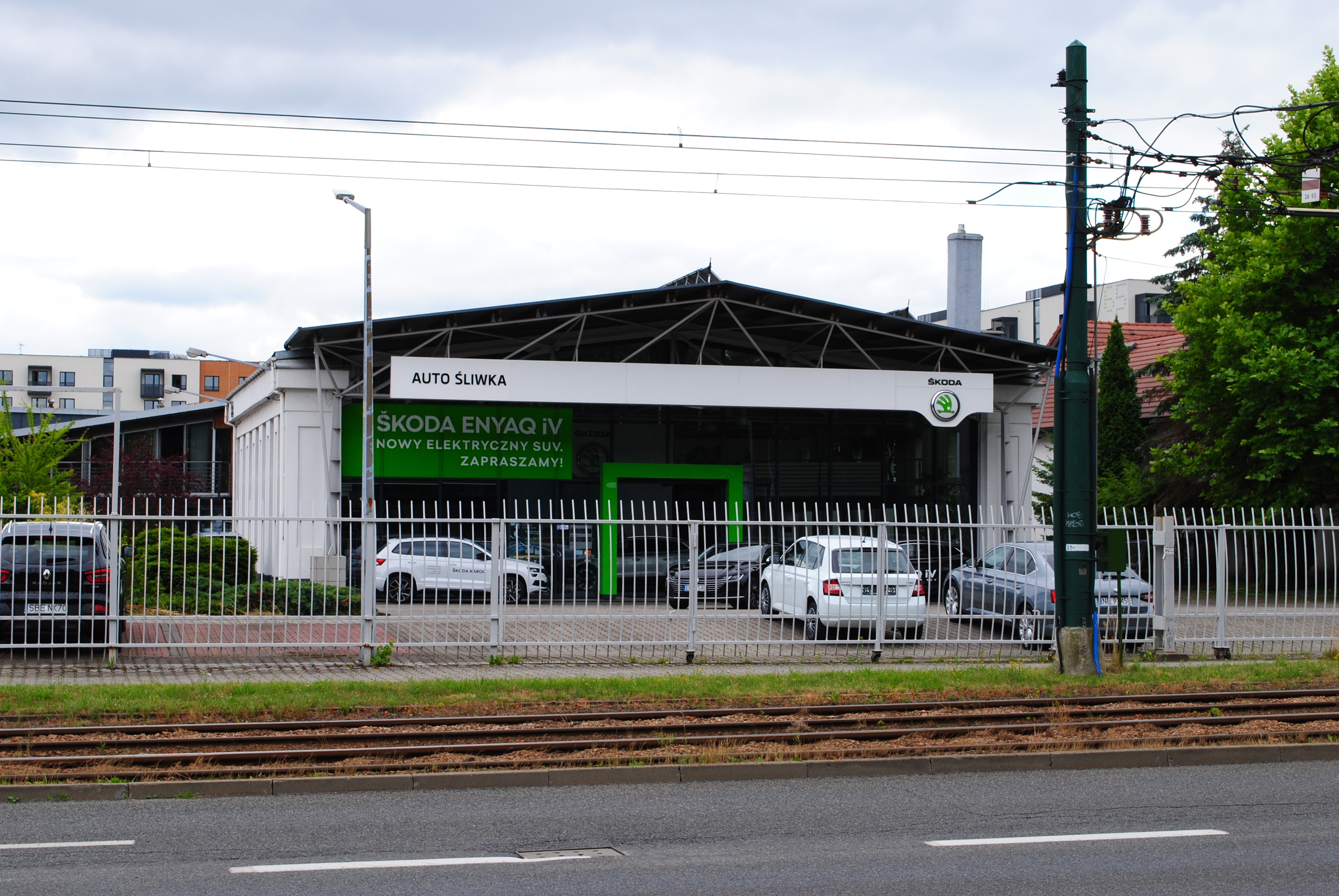
Dawna hala zajezdni tramwajowej (ul. T. Kościuszki 94), przebudowana w latach 1996–1998 na salon samochodowy

W 1992 roku zakupiono działkę pod budowę zespołu budynków wraz z kościołem pw. Matki Kościoła Niepokalanej Jutrzenki Wolności. Prace budowlane przebiegały etapowo, a jako pierwsza powstała rotunda wraz z kaplicą Chrystusa Sługi i przyległym amfiteatrem na 200 miejsc siedzących. Jesienią 1996 roku położono fundamenty pod budowę kościoła, a jego poświęcenie nastąpiło 25 września 2001 roku. Projekt kościoła w 1990 roku opracował Andrzej Gałkowski. Powierzchnia użytkowa świątyni wynosi 552 m², a kubatura 13 755 m³. Kościół ten jest przykładem koncepcji świątyni usytuowanej na otwartym terenie, w zieleni wyraźnie wydobytym z przestrzeni otaczającego go osiedla. Dodatkowym elementem izolującym kościół od ulicy są złożone w kształcie litery „L” pawilony katechetyczno-mieszkalno-użytkowe.
Na zlecenie Katowickiej Spółdzielni Mieszkaniowej powstał zespół budynków mieszkalnych w rejonie ulic Lelków i Cyranek. Projekt budynków opracowano w latach 1996–1998, a ich realizacja odbyła się w latach 1997–1999. Zespół zaprojektował Tadeusz Czerwiński. W latach 1996–1998 została przebudowana wzniesiona około 1912 roku dawna hala zajezdni tramwajowej przy ulicy T. Kościuszki 94. Zaadaptowano ją na salon samochodowy marki Škoda, a autorami przebudowy obiektu byli Mirosław Polak i Marek Skwara. W 2000 roku powstał przy ulicy Łabędziej 8-10 zespół mieszkaniowy, zaprojektowany przez zespół architektów na czele z Andrzejem Gałkowskim.

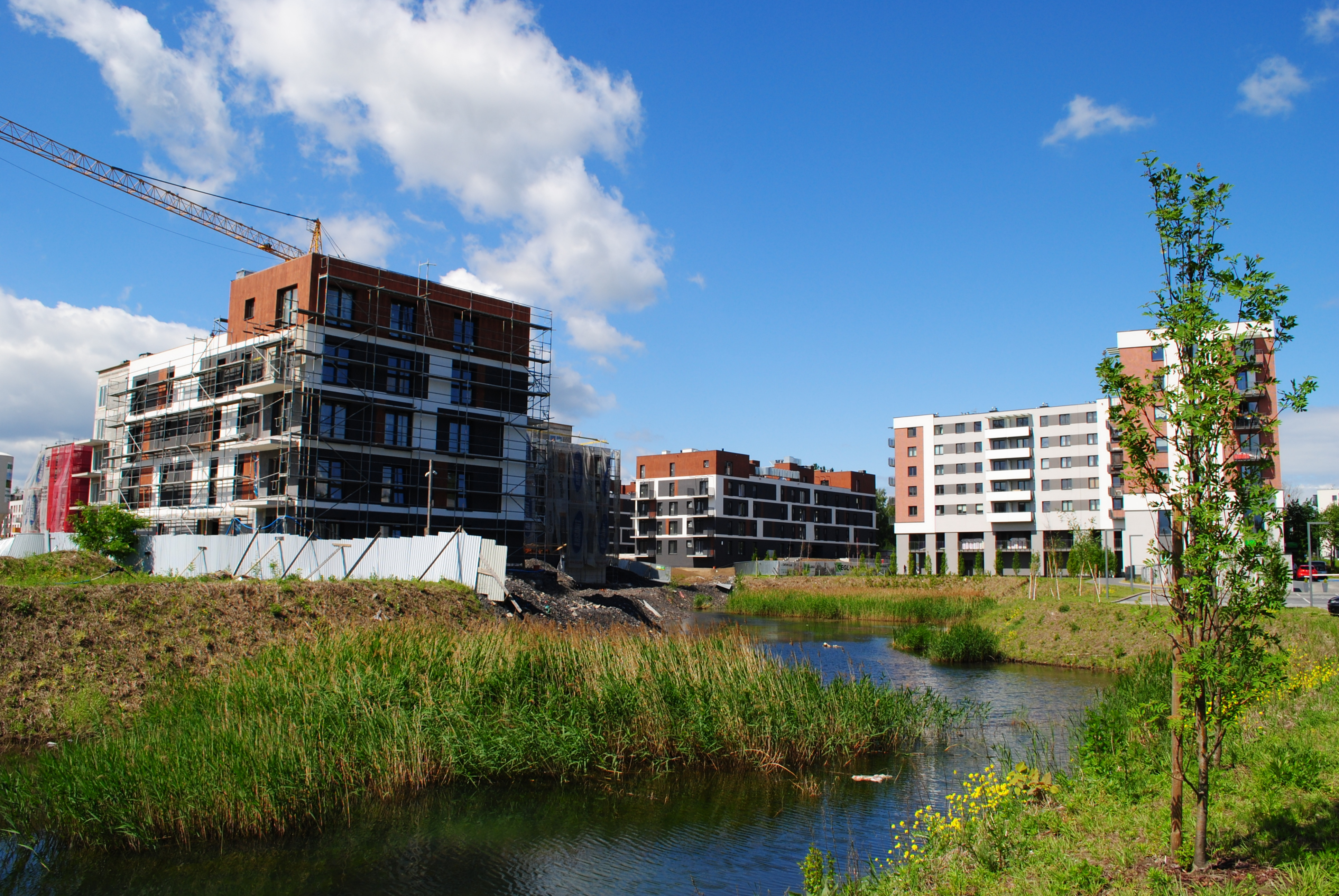
Osiedle Ceglana Park w trakcie budowy (maj 2022 rok); widok od strony ulicy Ceglanej

W marcu 2014 roku oddano do użytku zespół budynków mieszkaniowych Wille Parkowa, zlokalizowany przy ulicy Parkowej 1. Składa się on pięciu budynków mieszczących łącznie 32 lokale mieszkalne. Inwestorem osiedla była spółka GC Investment, a zaprojektował je zespół architektów z pracowni Konior Studio na czele z Tomaszem Koniorem. Architekci zaprojektowali pięć prostych brył budynków wkomponowanych w istniejący starodrzew, tworząc zwarty zespół mieszkaniowy wokół kameralnego placu. Każdy z tych budynków utrzymywany w podobnym stylu wykazuje odmienność poprzez takie detale, jak indywidualnie kształtowane odcienia wejść, kolor elewacji czy rozmieszczenie okien. Projekt zespołu budynków opracowano w latach 2011–2012, a jego budowę przeprowadzono w latach 2012–2014.
W maju 2014 roku z postumentu na placu Wolności zdemontowano rzeźbę pomnika Wdzięczności Armii Czerwonej, który po renowacji w Gliwickich Zakładach Urządzeń Technicznych ustawiono na cmentarzu żołnierzy sowieckich w parku T. Kościuszki
Ulice Ceglana i Meteorologów stały się miejscem koncentracji nowych inwestycji mieszkaniowych. Powstało tutaj kilka nowych osiedli mieszkaniowych, w tym Nowe Ptasie (budowa w latach 2018–2020), Zdrowe Stylove (budowa w latach 2019–2021), Ceglana Park (budowa rozpoczęta w kwietniu 2019 roku).

### Osiedla, osady i kolonie

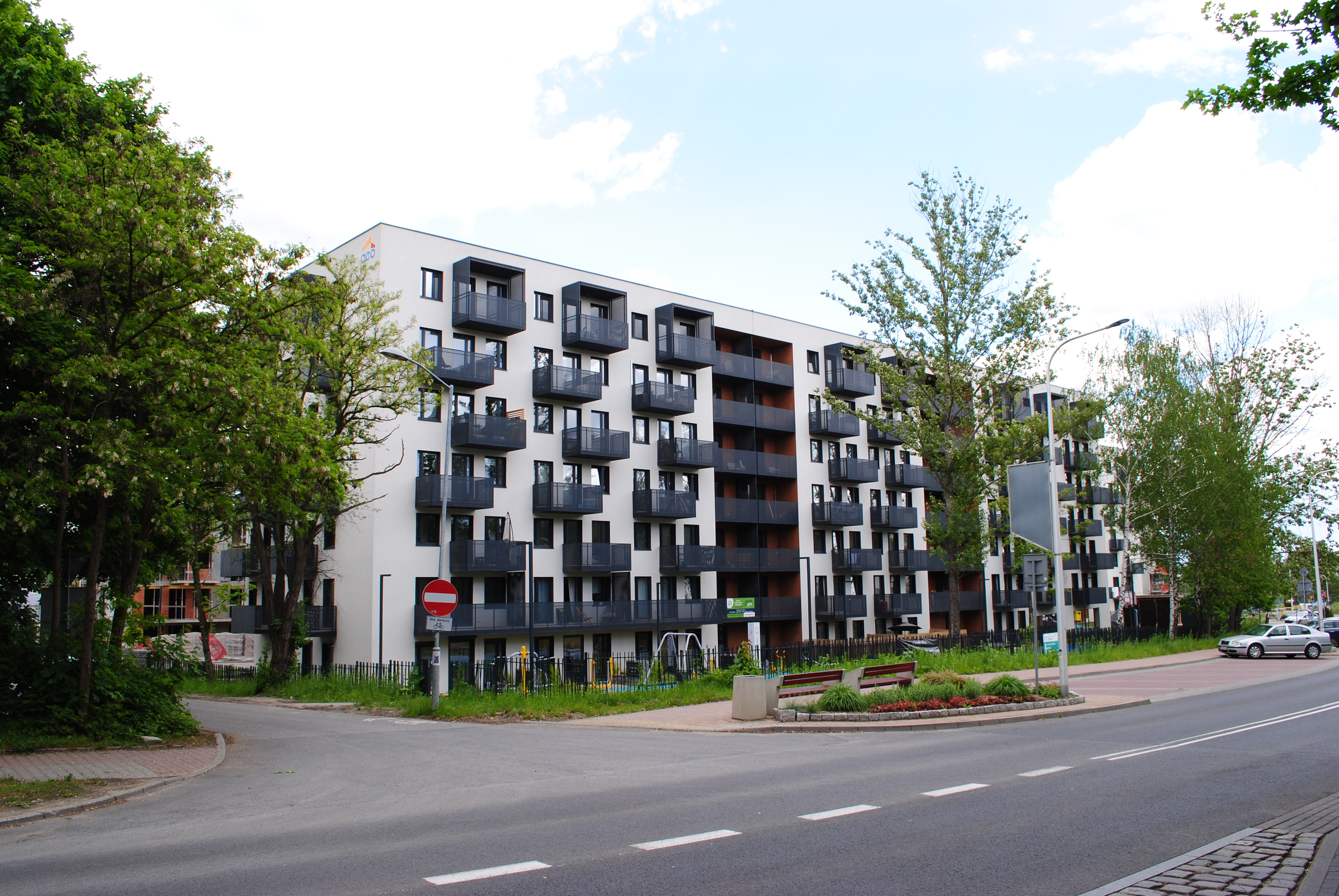
Fragment osiedla Zdrowe Stylove w rejonie ulicy Ceglanej

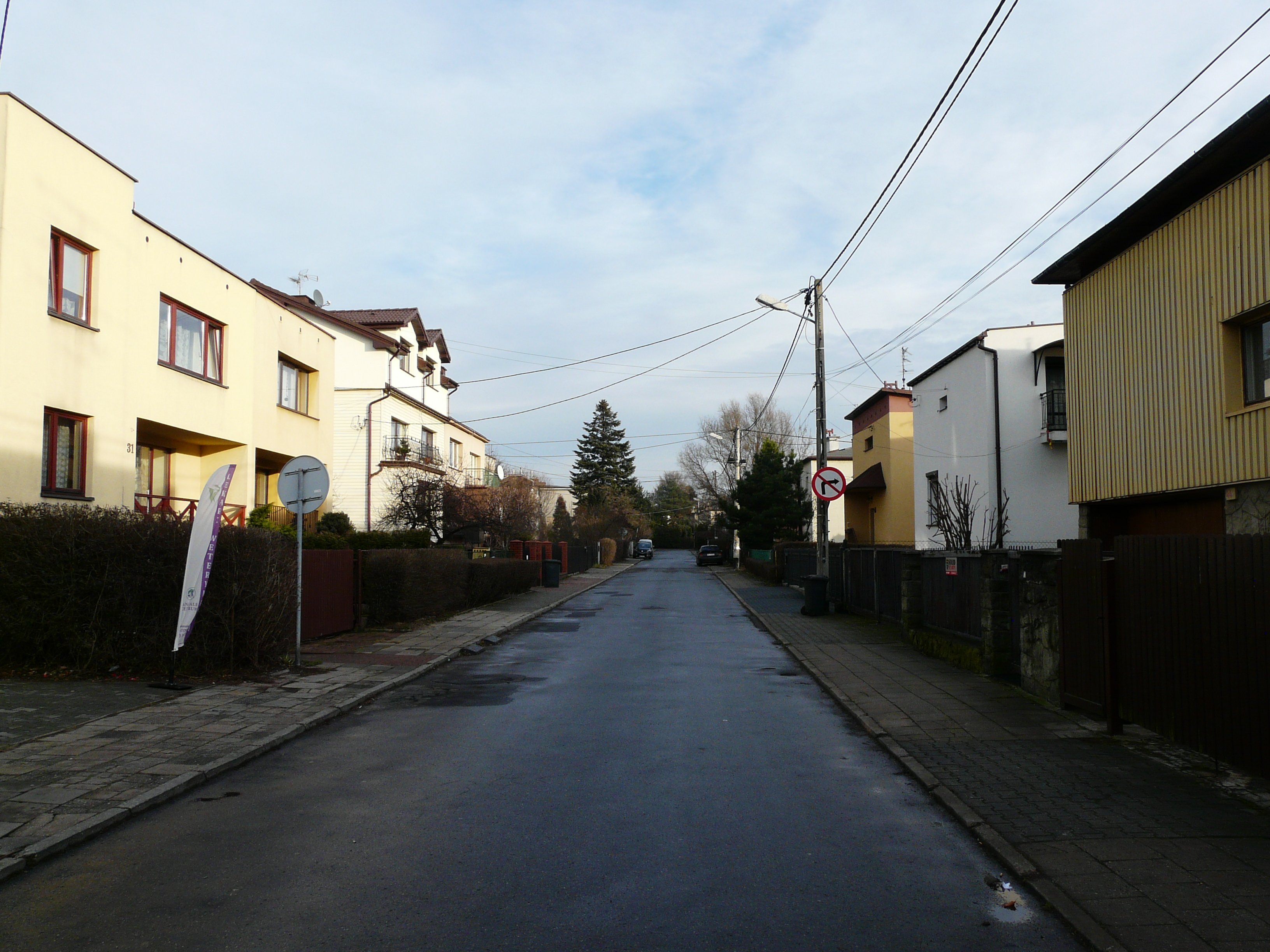
Fragment osiedla Ptasiego w rejonie ulicy Słowików

- Ceglana Park – osiedle mieszkaniowe, położone w rejonie ulic Ceglanej, Meteorologów i Porfirowej; na osiedlu zaplanowano łącznie 9 budynków wielorodzinnych z łącznie 780 mieszkaniami[101],
- Kamionka – dawna kolonia robotnicza, która znajdowała się na pograniczu Śródmieścia i Brynowa cz. wschodniej-Osiedla Zgrzebnioka; składała się ona z ośmiu domów[73]; w jej rejonie przed I wojną światową wbudowano wille dla dozoru górniczego kopalni „Oheim” („Wujek”)[72],
- Katowicka Hałda – część Katowic, położona na pograniczu Załęskiej Hałdy-Brynowa cz. zachodniej, Brynowa cz. wschodniej-Osiedla Zgrzebnioka i Śródmieścia; pierwotnie przysiółek Katowic, a potem część gminy Brynów; szybki rozwój osady nastąpił po otwarciu kopalni „Oheim” („Wujek”)[64],
- Kolonia św. Huberta – kolonia robotnicza, położona w rejonie ulic św. Huberta i Pawiej, składająca się z domów z około 1943 roku[208],
- Kolonia urzędnicza kopalni „Wujek” – kolonia urzędnicza, składająca się z ośmiu willi w ogrodzie wybudowanych wzdłuż ulicy Mikołowskiej 118–148[184],
- Muchowiec – część Katowic, położona na pograniczu Brynowa cz. wschodniej-Osiedla Zgrzebnioka (rejon ulicy Muchowiec) i Osiedla Paderewskiego-Muchowca[63]; jest to miejsce wypoczynku i rekreacji[209],
- Nowe Ptasie – osiedle mieszkaniowe, położone w rejonie ulicy Meteorologów; składa się ono z sześciu budynków wielorodzinnych (łącznie 235 mieszkań) z lokalami handlowo-usługowymi na parterze[207],
- Osiedle Ptasie – osiedle mieszkaniowe, położone w rejonie ulic Drozdów, Kukułek, Szpaków, Słowików i innych w okolicy pochodzących od nazw ptaków; zabudowę osiedla stanowią głównie własnościowe domy jednorodzinne[191],
- Osiedle im. Alfonsa Zgrzebnioka – osiedle mieszkaniowe, położone w rejonie ulic A. Zgrzebnioka i T. Kościuszki; składa się ono z kilkukondygnacyjnych bloków mieszkalnych oraz domów jednorodzinnych[93],
- Zdrowe Stylove – osiedle mieszkaniowe, położone w rejonie ulicy Ceglanej; na osiedlu tym zaprojektowano łącznie cztery budynki mieszkalne wielorodzinne, w których łącznie znajduje się 520 mieszkań[102].

### Zabytki i obiekty historyczne

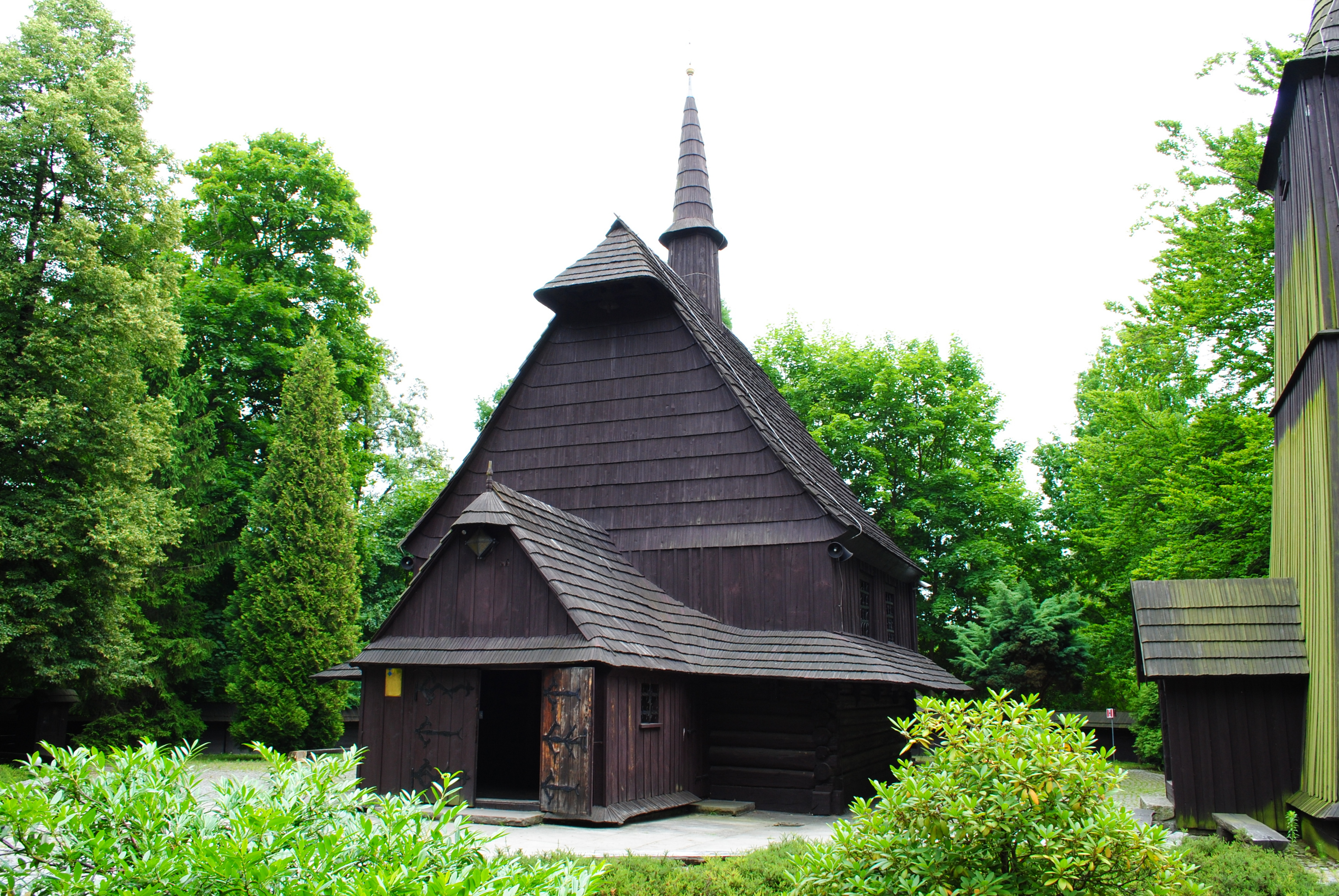
Zabytkowy kościół św. Michała Archanioła z XVI wieku

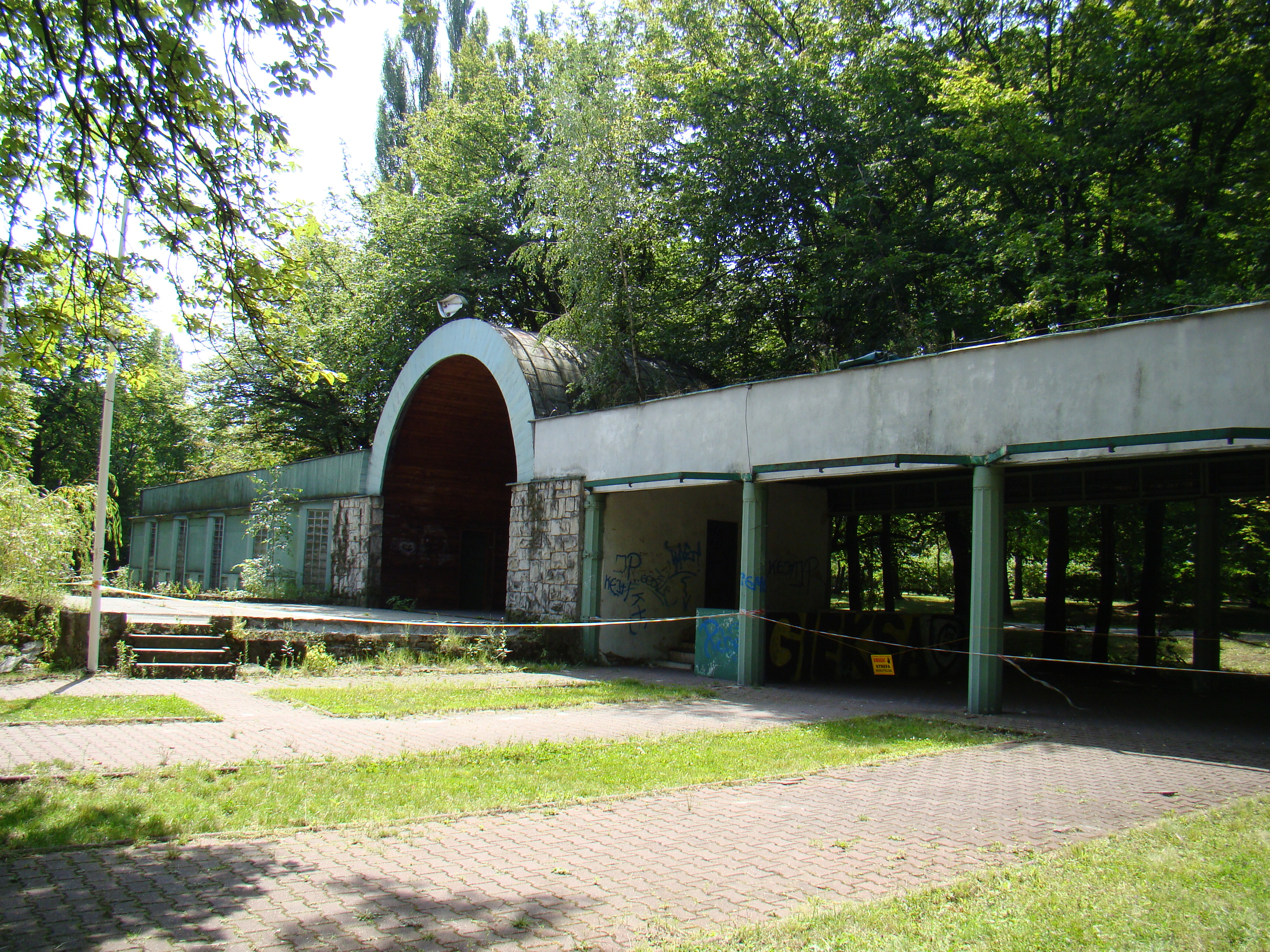
Zabytkowa muszla koncertowa w parku T. Kościuszki

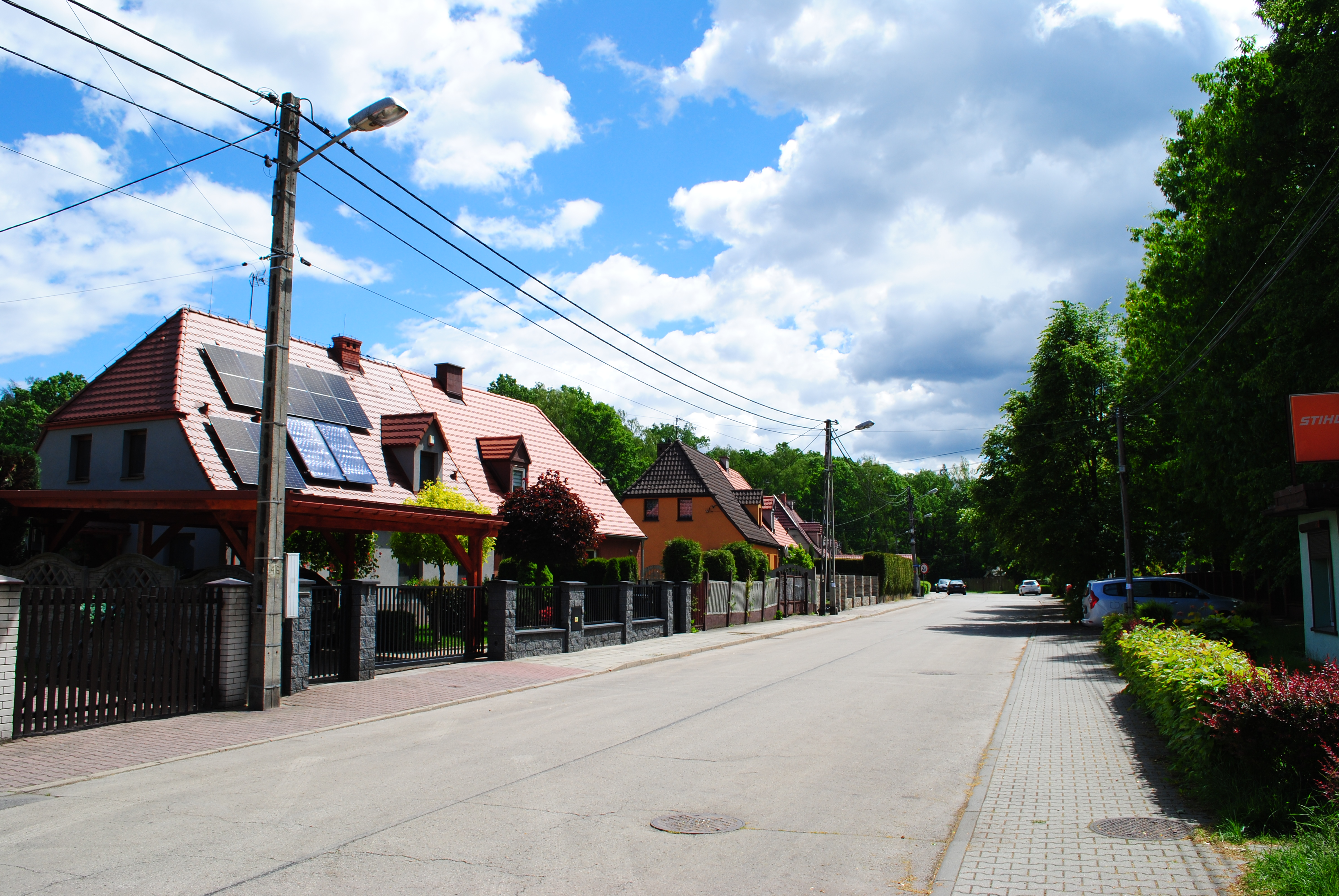
Fragment kolonii robotniczej św. Huberta (ul. św. Huberta)

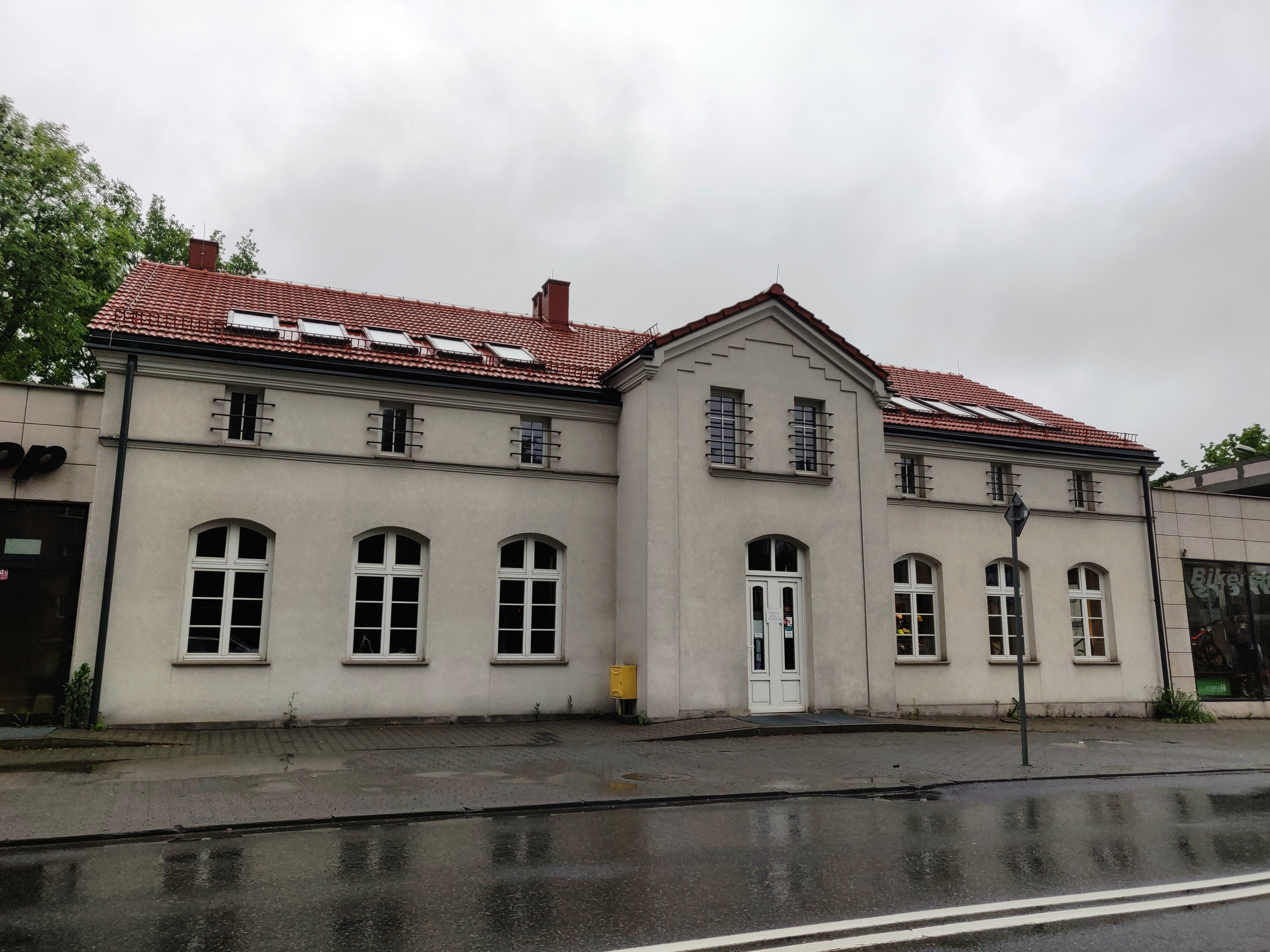
Zrekonstruowany budynek przy ulicy Brynowskiej 52 z początku XX wieku – gmach d. restauracji „Singer”

Na terenie dzielnicy Brynów część wschodnia-Osiedle Zgrzebnioka zlokalizowane są następujące obiekty wpisane do rejestru zabytków nieruchomych województwa śląskiego:
- Kościół filialny pw. św. Michała Archanioła (park T. Kościuszki) – drewniany, z XVI wieku oraz drewniana dzwonnica; nr rej. 1179/71 z 9 marca 1971 roku[210],
- Park im. Tadeusza Kościuszki (ul. T. Kościuszki, al. Górnośląska, ul. Piękna), cmentarz żołnierzy sowieckich, muszla koncertowa (z 1927 roku), wieża spadochronowa (z 1937 roku) i altana (z 1937 roku) – nr rej. A/1515/93 z 26 lutego 1993 roku[210].

Na obszarze Brynowa części wschodniej-Osiedla Zgrzebnioka znajdują się następujące obiekty objęte ochroną na podstawie ustaleń miejscowych planów zagospodarowania przestrzennego, a także obiekty proponowane do objęcia ochroną:
- Budynek (ul. Krzemienna 13) z lat 30. XX wieku w stylu funkcjonalizmu[208],
- Budynek dawnej cegielni (ul. Ceglana 8) z początku XX wieku[211],
- Budynek dawnej restauracji Singer (ul. Brynowska 52) z początku XX wieku[208],
- Budynki (ul. św. Huberta 30 i 32) z 1958 roku w stylu socrealistycznym[211],
- Dawna zajezdnia tramwajowa (ul. T. Kościuszki 94), przebudowana na salon samochodowy[211],
- Dom w ogrodzie (ul. Parkowa 1)[212],
- Domy (ul. św. Huberta 23 i 25) z lat 30. XX wieku w styku funkcjonalizmu[208],
- Domy kolonii robotniczej św. Huberta (ul. św. Huberta 36/38, 40/42, 44/46, 48/50, 52/54, 56/58; Pawia 1, 3, 5, 2/4, 6/8, 7, 11, 15) z około 1943 roku[208],
- Folwark (ul. T. Kościuszki 138) z połowy XIX wieku; klasycystyczny, składający się z murowanego budynku mieszkalnego i budynku gospodarczego[208],
- Hala Parkowa (ul. T. Kościuszki 90)[211],
- Hale dawnej cegielni kopalni „Wujek” (ul. Ceglana 67a i 67b) z początku XX wieku, wybudowane w stylu modernistycznym[211],
- Kamienica (ul. Brynowska 57) z lat międzywojennych, w stylu funkcjonalizmu[208],
- Kamienica – familok (ul. Brynowska 76) w stylu historyzmu[211],
- Leśniczówka (ul. Gawronów / Francuska 181)[208],
- Willa – dawny dom nadzoru kopalni „Wujek” (ul. św. Huberta 19), wybudowana w latach 20. XX wieku w stylu modernistycznym[208],
- Wille bliźniacze w ogrodzie (ul. Mikołowska 118/120, 122/124, 126/128, 130/132, 134/136, 138/140, 142/144, 146/148) z początku XX wieku w stylu modernistycznym[212],
- Wille w ogrodzie (ul. Krzemienna 11, 12, 13, 14; Lubiny 4a)[208][212],
- Wille (ul. T. Kościuszki 182, 186, 188, 190) z lat 20. i 30. XX wieku w stylu późnego modernizmu[208],
- Zespół pięciu willi w ogrodach (ul. Parkowa 4, 4a, 4b; Mikołowska 150, 152) z lat międzywojennych w stylu funkcjonalistycznym[212].

Na terenie dzielnicy występują następujące strefy ochrony konserwatorskiej bądź obszary postulowane do ochrony:
- Hala Parkowa przebudowana w latach 50. XX wieku[213],
- Zespół willi (ul. Krzemienna) z lat 30. XX wieku[213],
- Cmentarz wojskowy (ul. Meteorologów) z lat międzywojennych[213],
- Zabudowa, wille z początku XX wieku i z lat 30. XX wieku, głównie w stylu modernistycznym[213],
- Zespół zabudowy dawnego dworu[213],
- Zespół domów robotniczych kolonii św. Huberta – domy dwurodzinne w ogrodach[213].

### Pomniki i miejsca pamięci

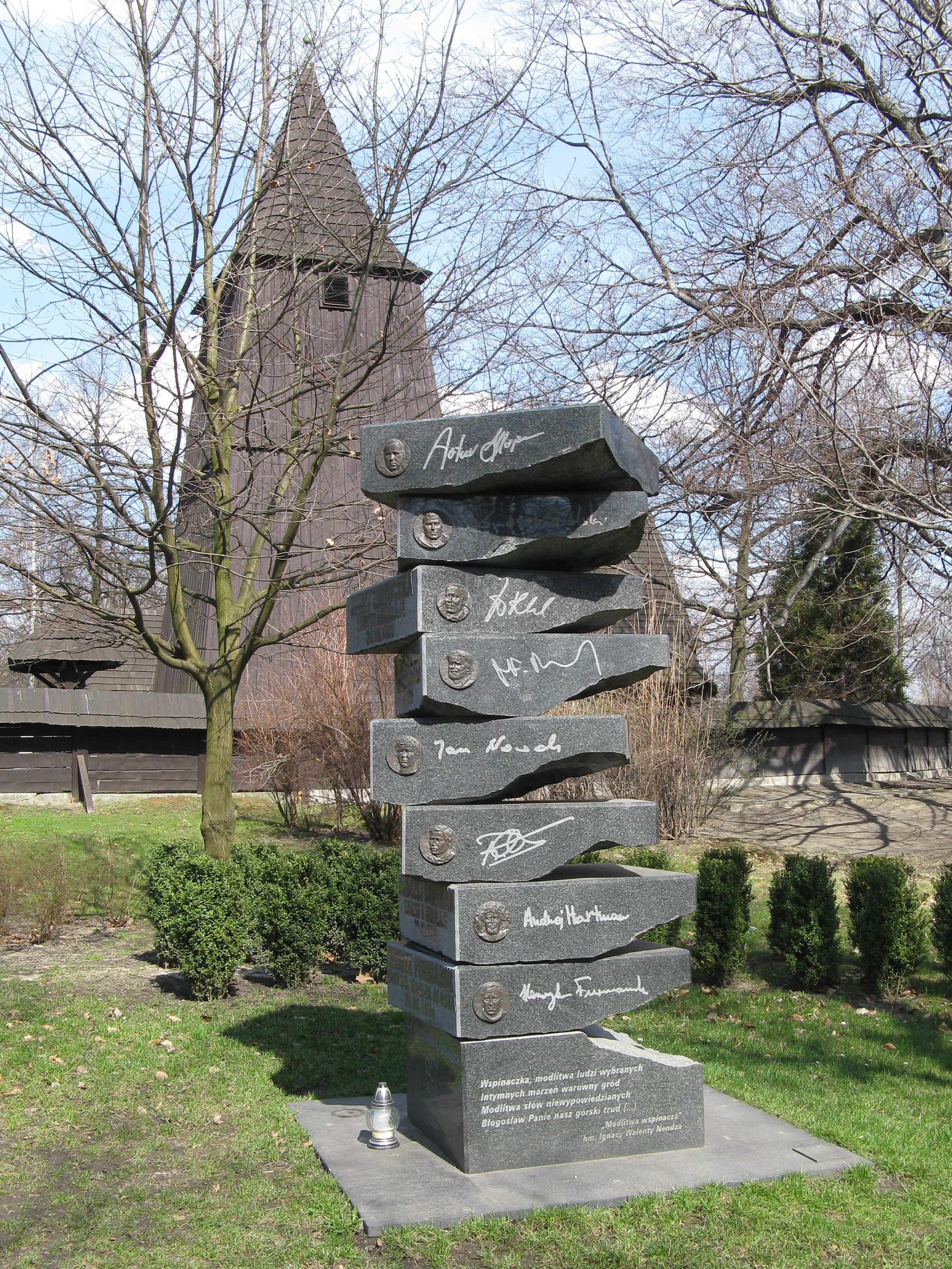
Pomnik Alpinistów znajdujący się w parku T. Kościuszki

W Brynowie części wschodniej-Osiedlu Zgrzebnioka znajdują się następujące miejsca pamięci i pomniki:
- Cztery kwatery z mogiłami wojennymi z okresu I wojny światowej (ul. Meteorologów; cmentarz wojskowy)[214],
- Grób Józefa A. Gawrycha (pochówek rodzinny), uczestnika powstania wielkopolskiego, powstań śląskich i powstania warszawskiego (ul. Meteorologów; cmentarz wojskowy)[214],
- Grób Stanisława Mastalerza, dowódcy IV Pułku Toszecko-Gliwickiego im. Stefana Batorego w III powstaniu śląskim (ul. Meteorologów; cmentarz wojskowy)[214],
- Grób Karola Orlińskiego, porucznika 73 Pułku Piechoty powstań śląskich (ul. Meteorologów; cmentarz wojskowy)[214],
- Grób Roberta Oszka, kapitana marynarki wojennej, dowódcy Oddziału Szturmowego Marynarzy w III powstaniu śląskim (ul. Meteorologów; cmentarz wojskowy)[214],
- Grób Antoniego Walczaka, uczestnika powstania styczniowego (ul. Meteorologów; cmentarz wojskowy)[214],
- Grób zbiorowy wojenny żołnierzy alianckich – krzyż kamienny (ul. Meteorologów; cmentarz wojskowy)[214],
- Pomnik Alpinistów (park T. Kościuszki; w pobliżu kościoła św. Michała Archanioła) – pomnik upamiętniający tragicznie zmarłych alpinistów – członków Klubu Wysokogórskiego; został ona odsłonięty 28 października 2015 roku, a projektantem był Bogumił Burzyński[215],
- Pomnik Tadeusza Kościuszki (park T. Kościuszki)[214],
- Pomnik Nieznanego Żołnierza Polskiego i Powstańca Śląskiego, którzy oddali swe życie o niepodległą Polskę (ul. Meteorologów; cmentarz wojskowy)[214],
- Pomnik – wieża spadochronowa i głaz z tablicą ku czci harcerzy poległych 4 września 1939 roku w walce z wojskiem hitlerowskim (park T. Kościuszki)[214],
- Ściana pamięci poświęcona Gustawowi Morcinkowi (ul. Kukułek 2a; Szkoła Podstawowa nr 65 im. Gustawa Morcinka w Katowicach)[214],
- Tablica wraz z urną upamiętniająca Polaków poległych na Syberii (ul. Piękna; kościół pw. Podwyższenia Krzyża Świętego)[214].

## Oświata

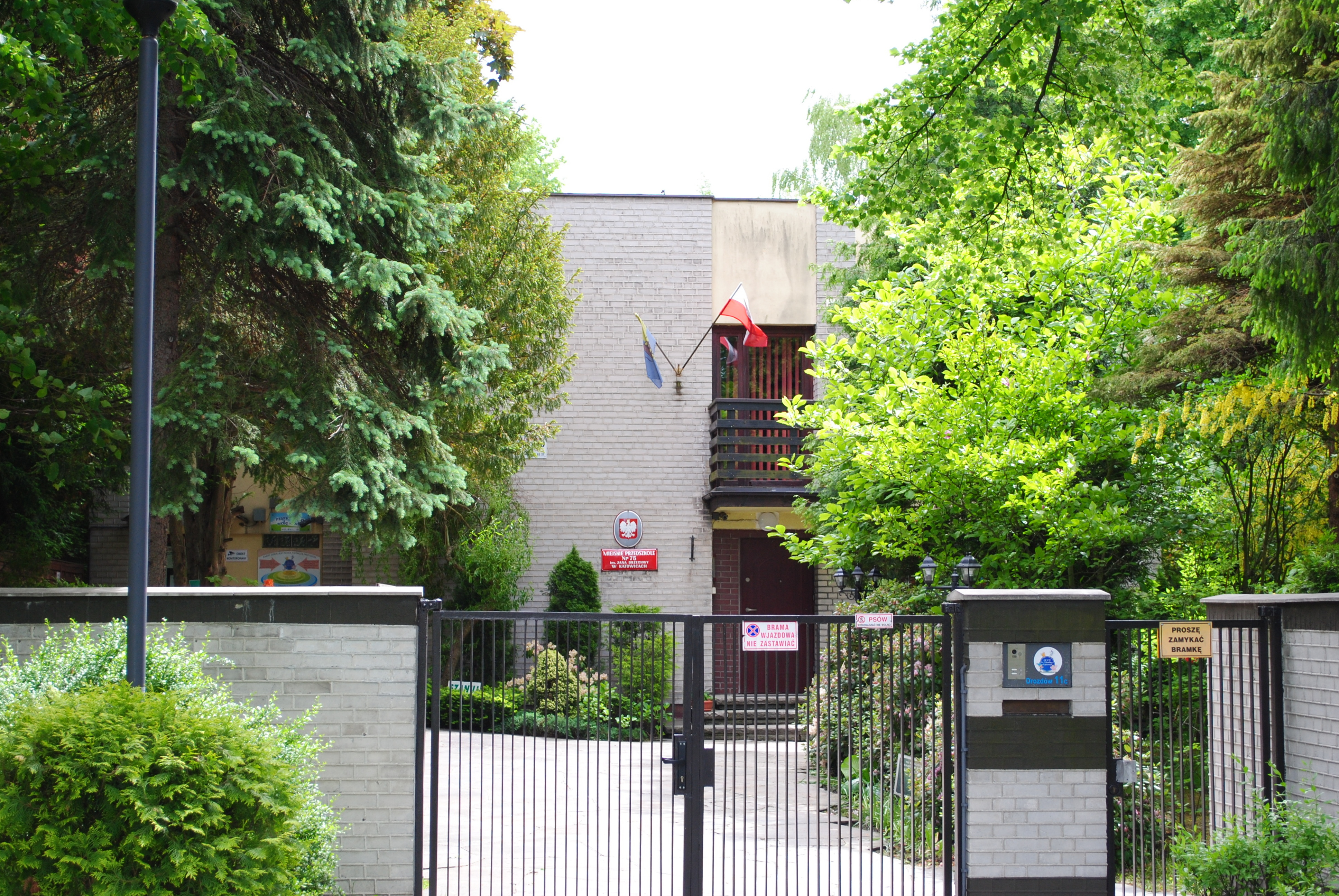
Budynek Miejskiego Przedszkola nr 75 im. J. Brzechwy (ul. Drozdów 11c)

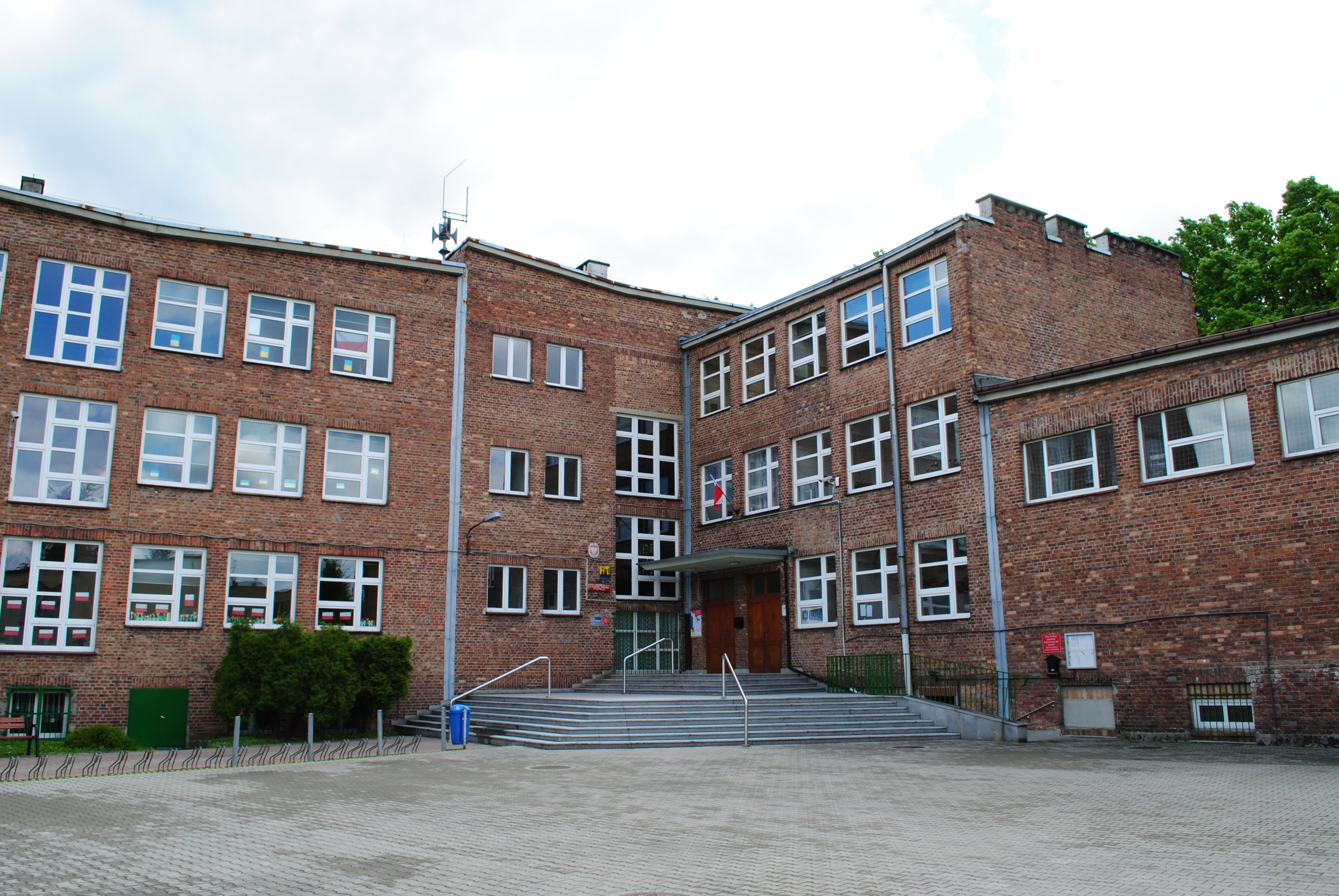
Gmach Szkoły Podstawowa nr 65 im. G. Morcinka (ul. Kukułek 2a)

Według stanu z początku 2023 roku na terenie Brynowa części wschodniej-Osiedla Zgrzebnioka swoją siedzibę miały następujące placówki oświatowo-wychowawcze:
1. Żłobki i przedszkola:
  - Miejskie Przedszkole nr 1 im. Hansa Christiana Andersena w Katowicach (ul. Brynowska 82)[216],
  - Miejskie Przedszkole nr 75 im. Jana Brzechwy w Katowicach (ul. Drozdów 11c)[217],
  - Miejskie Przedszkole nr 92 im. Wandy Chotomskiej w Katowicach (ul. Kormoranów 22)[218],
  - Niepubliczne Anglojęzyczne Przedszkole Montessori Oxford Pre School (ul. Przepiórek 9)[219],
  - Niepubliczny Żłobek i Przedszkole „Puchatkowo” (ul. G. Fitelberga 4 i 6)[220],
  - Niepubliczny Żłobek i Przedszkole „TIKA” z Oddziałami Integracyjnymi i Specjalnymi (ul. Dworska 12)[221],
2. Szkoły podstawowe:
  - Szkoła Podstawowa nr 65 im. Gustawa Morcinka w Katowicach (ul. Kukułek 2a)[222].

Przy obecnej ulicy Dworskiej 3 w 1865 roku na działce wykupionej przez miejscowego gospodarza Stronciwilka powstał gmach szkoły ludowej dla dzieci z Brynowa. Placówka ta była jednocześnie pierwszą brynowską szkołą. Na początku XX wieku obiekt ten okazał się zbyt mały, dlatego też w latach 1912–1914 został on rozbudowany według projektu Franciszka Rudzińskiego. W 1922 roku wiejska szkoła w Brynowie została przekształcona w Polską Szkołę Powszechną. Szkoła ta w latach międzywojennych działała jako koedukacyjna Szkoła Powszechna nr 29 im. Tadeusza Kościuszki. Po II wojnie światowej w budynku szkoły przy ulicy Dworskiej 3 znajdowało się Przedszkole oraz Szkoła Podstawowa nr 11. W 1950 roku przy ulicy Nasypowej 16 powstał nowy budynek szkoły, do którego przeniesiono brynowską szkołę, zaś dawny budynek szkolny pełnił różne funkcje, po czym opuszczony około 2003 roku został wyburzony.
Wiosną 1960 roku wmurowano kamień węgielny pod budowę szkoły na terenie osiedla Ptasiego, a uroczyste otwarcie i oddanie do użytku budynku Szkoły Podstawowej nr 65 odbyło się 1 września 1964 roku.

## Bezpieczeństwo publiczne i socjalne

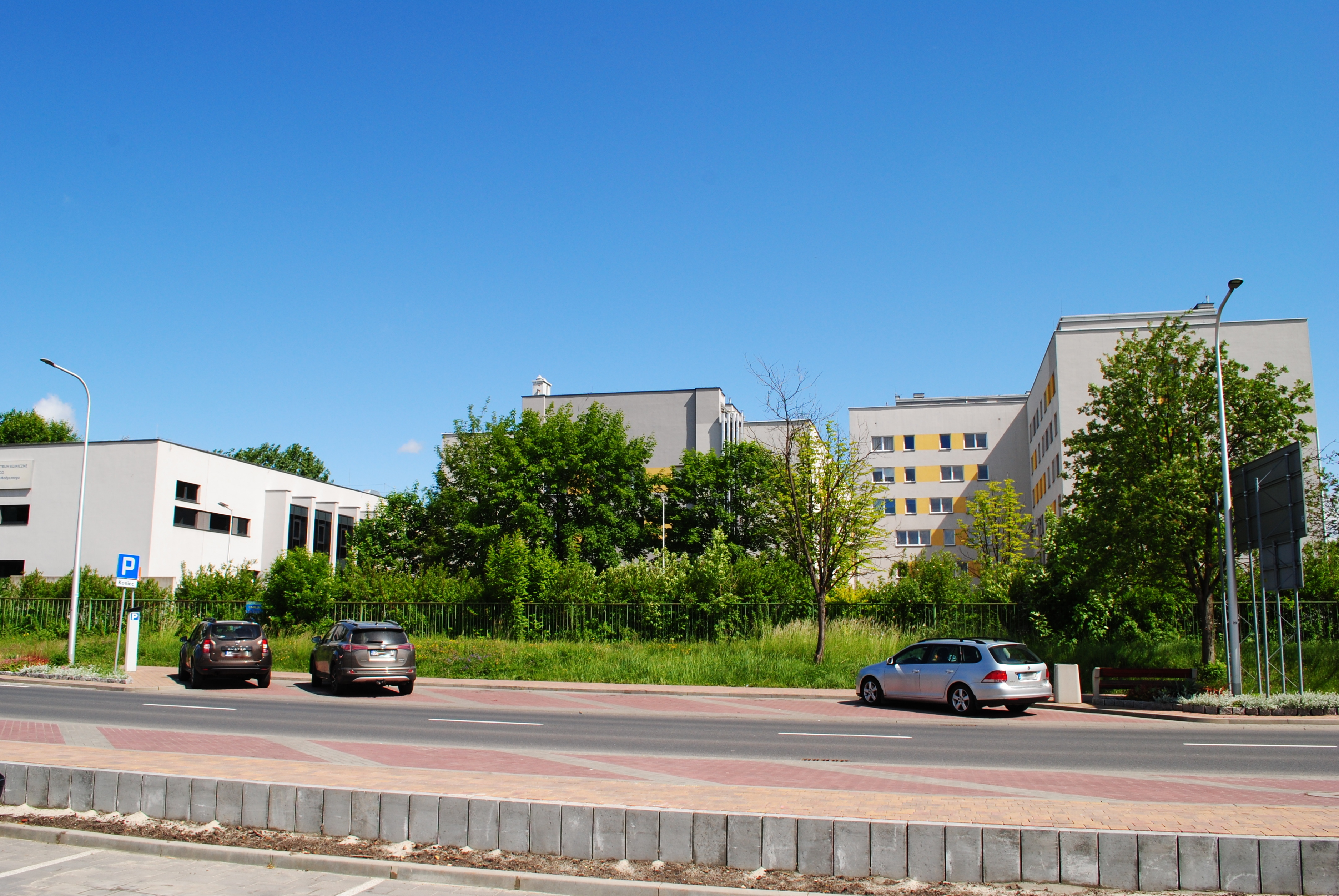
Uniwersyteckie Centrum Kliniczne im. prof. K. Gibińskiego Śląskiego Uniwersytetu Medycznego w Katowicach (ul. Ceglana 35)

W Brynowie części wschodniej-Osiedlu Zgrzebnioka nie ma komisariatu Policji, a dzielnica ta jest w zasięgu działania położonego w Piotrowicach-Ochojcu przy ulicy Policyjnej 7 Komisariatu IV Policji w Katowicach. W 2007 roku na terenie dzielnicy doszło do 2,93 aktów przestępczych na 100 mieszkańców dzielnicy, a w 2013 roku doszło tutaj do 275 przestępstw, co stanowiło 4,1 aktów na 100 mieszkańców dzielnicy. Według badań sondażowych przeprowadzonych na grupie 78 mieszkańców dzielnicy w 2011 roku, 52,6% mieszkańców czuło się bezpiecznie w swojej dzielnicy, 46,2% było przeciwnego zdania, zaś trudno ten stan było ocenić 1,2% ankietowanym.
W 2007 roku na terenie dzielnicy doszło do 18 wypadków komunikacyjnych, a ulica T. Kościuszki to jedno z miejsc w Katowicach, do których dochodzi do największej liczby wypadków i kolizji drogowych.
Największą placówką opieki zdrowotnej na terenie dzielnicy jest Uniwersyteckie Centrum Kliniczne im. prof. K. Gibińskiego Śląskiego Uniwersytetu Medycznego w Katowicach. Znajduje się tutaj jedna z dwóch placówek UCK – przy ulicy Ceglanej 35 (druga jest w Ligocie-Panewnikach przy ulicy Medyków 14). Jest to jeden z największych szpitali na terenie województwa śląskiego, powstały w 2016 roku z połączenie dwóch placówek: Uniwersyteckiego Centrum Okulistyki i Onkologii oraz Centralnego Szpitala Klinicznego. Jest to szpital wielospecjalistyczny, w którym działa ponad 20 specjalności.
Działa bądź działało na terenie Brynowa części wschodniej-Osiedla Zgrzebnioka także szereg prywatnych szpitali. Są to:
- EuroMedic Kliniki Specjalistyczne (ul. T. Kościuszki 92)[4],
- GeoMedical (ul. W. Stwosza 41)[4] – placówka nieczynna od lata 2019 roku[231].

Do placówek opieki zdrowotnej zlokalizowanych na terenie dzielnicy należą m.in.: specjalizująca się w kardiologii przychodnia Drozd (ul. Drozdów 26), a także Centrum Zdrowego Serca „Telcor” (ul. Łabędzia 10). Funkcjonuje tu także klinika weterynaryjna – Centrum Animals (ul. Kanarków 7), specjalizująca się w leczeniu psów, kotów, królików, fretek i mniejszych gryzoni.
Przy ulicy L. Różyckiego 14d funkcjonuje Archidiecezjalny Dom Hospicyjny św. Jana Pawła II w Katowicach. Początki tego domu sięgają 31 lipca 1997 roku, kiedy to podpisano umowę nieodpłatnego użyczenia na 25 lat nieruchomości i budynku obecnej siedziby na Archidiecezjalny Dom Hospicyjny. Dnia 10 listopada 1998 roku abp Damiana Zimoń erygował placówkę, a 7 grudnia 2000 roku abp Damian Zimoń dokonał uroczystego poświęcenia Archidiecezjalnego Domu Hospicyjnego im. Jana Pawła II w Katowicach. Budynek domu został 7 lutego 2005 roku odsprzedany Caritas Archidiecezji Katowickiej przez Urząd Miasta Katowice.

## Kultura

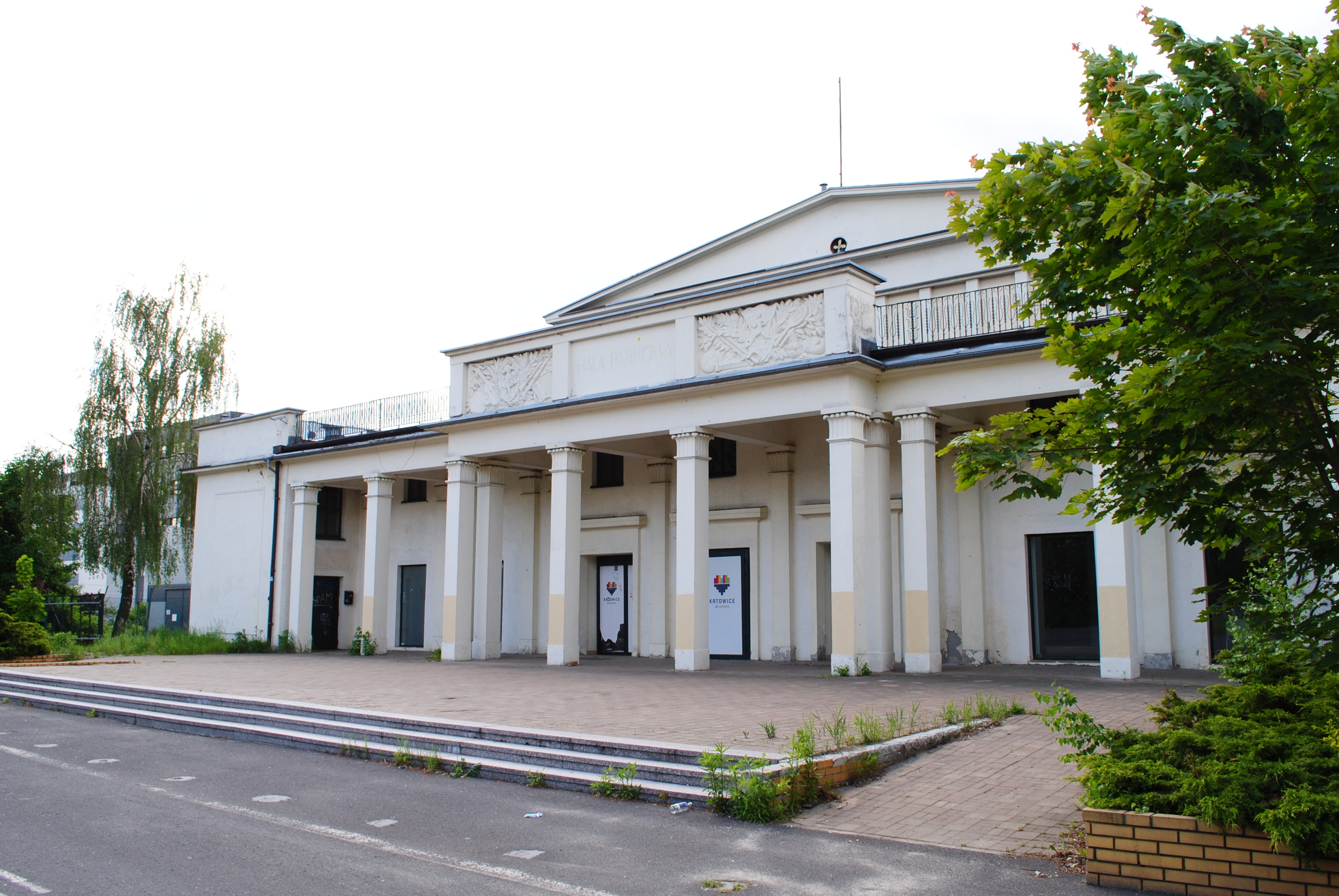
Hala Parkowa – jeden z obiektów działalności kulturalnej na terenie dzielnicy

Życie kulturalne na terenie współczesnej dzielnicy Brynów część wschodnia-Osiedle Zgrzebnioka zaczęło się rozwijać w latach międzywojennych. W Brynowie działało wówczas szereg stowarzyszeń, w tym m.in. Towarzystwo Śpiewacze im. Tadeusza Kościuszki, które prowadziło działalność w latach 1919–1953. W Brynowie w latach międzywojennych działała także filia biblioteczna Towarzystwa Czytelni Ludowych – w 1935 roku posiadała ona 3 848 tomów, a korzystało z niej wówczas 6 222 czytelników.
Przy ulicy Brynowskiej 27 w 1927 roku powstał budynek stacji radiofonicznej o mocy 12 kW dla Rozgłośni Śląskiej Polskiego Radia w Katowicach. W tym czasie była to najsilniejsza stacja w kraju i jedna z najsilniejszych w Europie. Studia radiowe mieściły się natomiast w Śródmieściu Katowic. Próbne nadawanie audycji rozpoczęło się 27 listopada 1927 roku, a oficjalne otwarcie katowickiej stacji nadawczej nastąpiło 4 grudnia tego samego roku.

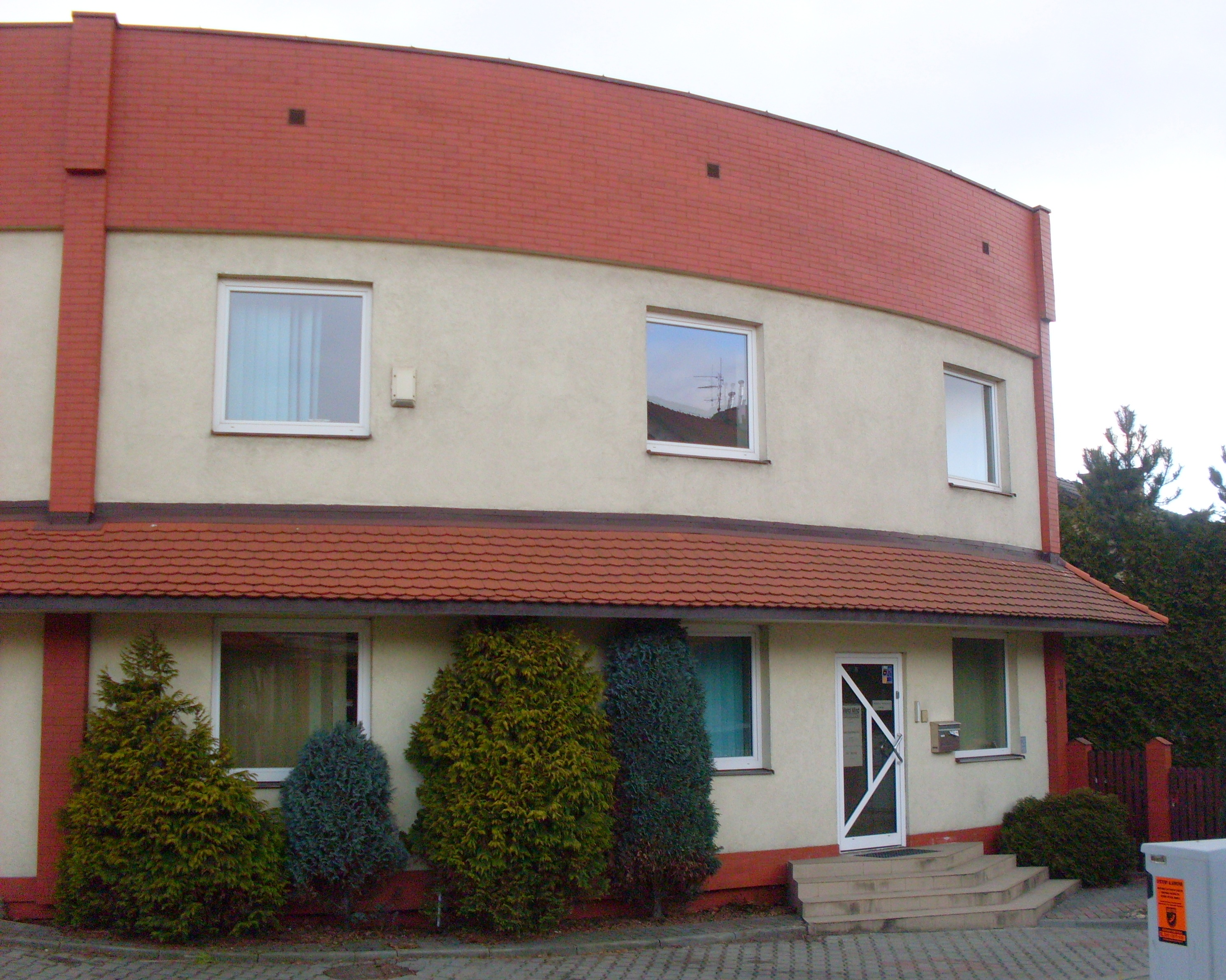
Siedziba wytwórni muzycznej Metal Mind Productions (ul. Czajek 31)

Ważnym obiektem kulturalnym w dzielnicy jest Hala Parkowa. Była ona w swojej historii wykorzystywana jako sala koncertowa, lodowisko, arena sportowa czy kino. W hali m.in. odbył się jeden z pierwszych występów Zespołu Pieśni i Tańca „Śląsk”. W latach 60. i na początku lat 70. XX wieku przed halą regularnie odbywały się występy cyrkowe. W latach 70. XX wieku cyklicznie odbywały się tutaj imprezy w ramach Międzynarodowej Wiosny Estradowej, a po 1989 roku Hala Parkowa zaczęła pełnić funkcje handlowe. Miejscem organizacji imprez kulturalnych czy koncertów jest także park T. Kościuszki. Organizowane są tutaj m.in. w wakacyjne niedziele koncerty promenadowe.
W dzielnicy przy ulicy Czajek 31 siedzibę ma wytwórnia muzyczna Metal Mind Productions. Została ona założona w 1988 roku, stając się jednym z liderów niezależnego rynku fonograficznego oraz jedną z wiodących agencji koncertowych w Polsce. W katalogu firmy znajdują się płyty popularnych zespołów rockowych oraz metalowych. Spółka ta też jest wydawcą polskojęzycznego wydania miesięcznika Metal Hammer.
Na terenie dzielnicy Brynów część wschodnia-Osiedle Zgrzebnioka przy ulicy T. Kościuszki 165 mieszkał i tworzył zmarły w 2013 roku kompozytor Wojciech Kilar. Skomponował on muzykę do ponad 130 filmów. Związany był z Katowicami przez 65 lat. W 2018 roku miasto Katowice odkupiło jego dom celem jego przekształcenia w Centrum Edukacji Muzycznej „Dom Kilara”. 
Do lutego 2025 roku funkcjonowała Fundacja Kultura Obrazu z siedzibą przy ulicy Bażantów, która działała na rzecz upowszechniania fotografii i sztuk wizualnych.
W dzielnicy nie ma domu kultury. Znajduje się za to Filia nr 8 Miejskiej Biblioteki Publicznej w Katowicach. Siedziba filii znajduje się przy ulicy Brynowskiej 53a. Działa w niej wypożyczalnia dla dorosłych z literaturą piękną i popularnonaukową, audiobookami i czasopismami.

## Religia

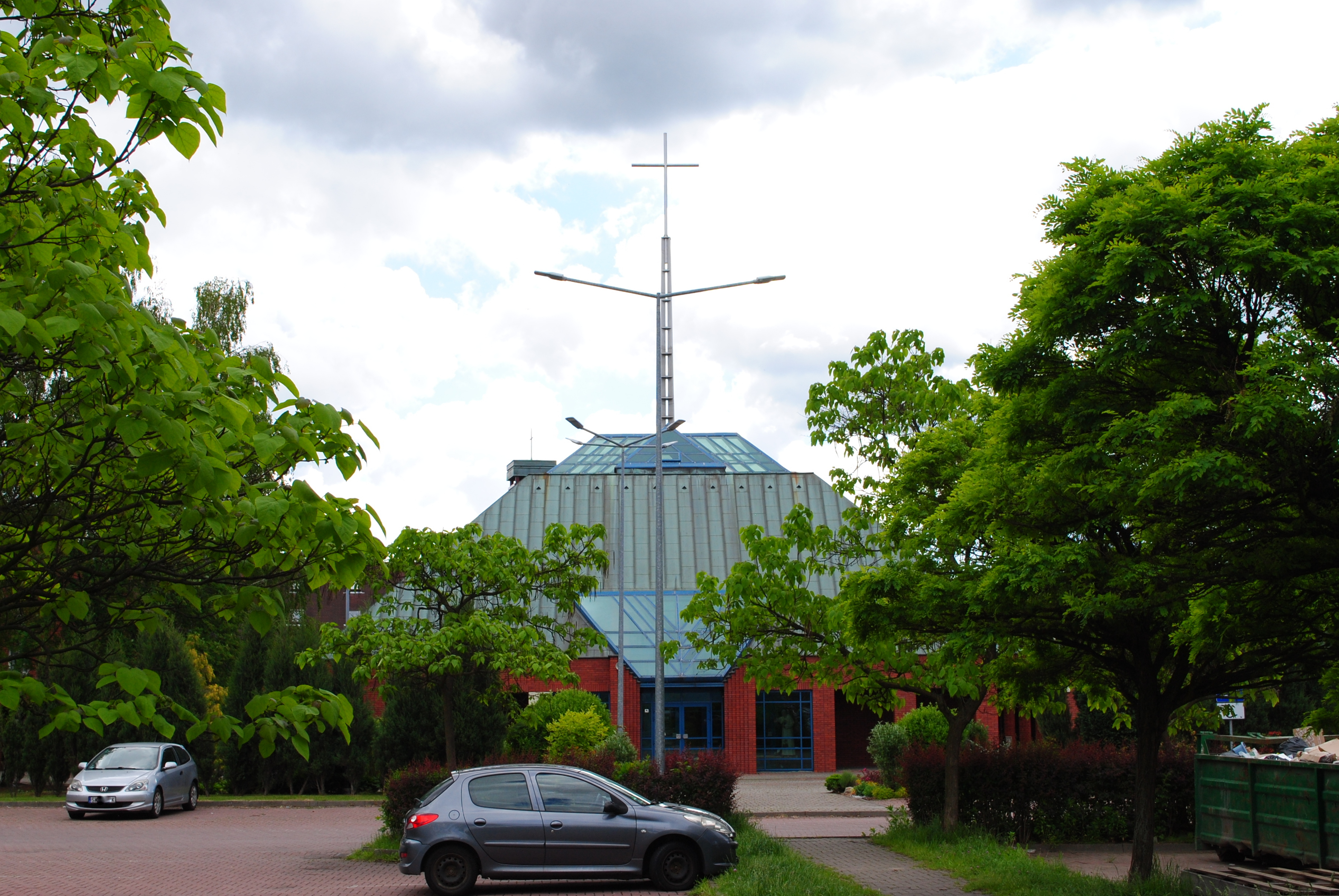
Kościół pw. Matki Kościoła Niepokalanej Jutrzenki Wolności parafii św. Michała Archanioła

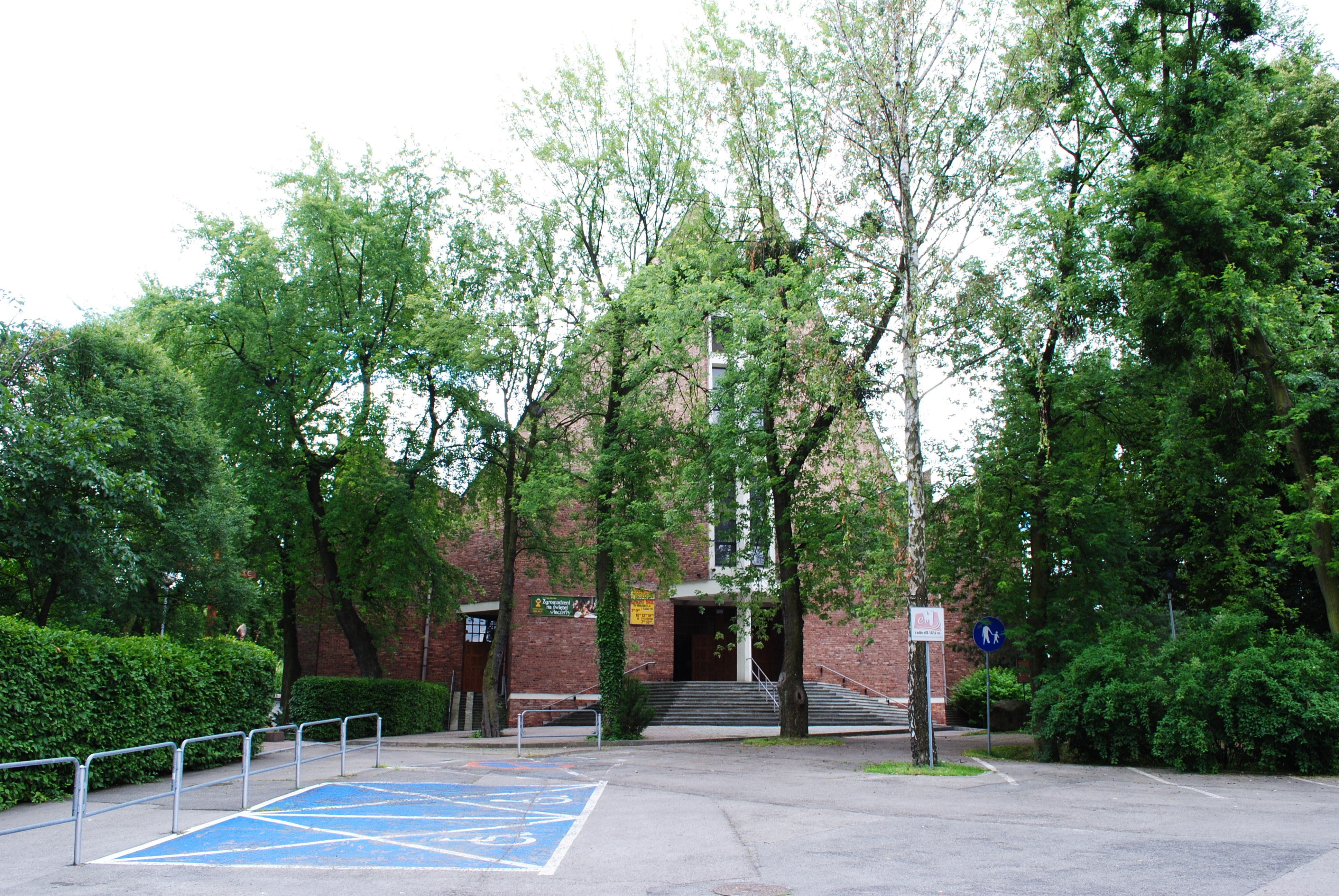
Kościół parafialny parafii Podwyższenia Krzyża Świętego

Na terenie Brynowa części wschodniej-Osiedlu Zgrzebnioka swoją siedzibę mają następujące wspólnoty religijne:
- Rzymskokatolicka parafia św. Michała Archanioła (ul. Gawronów 20)[244],
- Rzymskokatolicka parafia Podwyższenia Krzyża Świętego (ul. Piękna 8)[245].

Powyższe parafie przynależą do dekanatu Katowice-Śródmieście w archidiecezji katowickiej. Pierwotnie zaś wierni rzymskokatoliccy z Brynowa przynależeli do najstarszej katowickiej parafii – bogucickiej parafii św. Szczepana. W 1860 roku w rejonie dzisiejszego placu Wolności powstał tymczasowy kościół katolicki na terenie bogucickiej parafii, do którego uczęszczali również wierni z Brynowa i Katowickiej Hałdy. Utworzona w 1902 roku kuracja śś. Apostołów Piotra i Pawła objęła także mieszkańców Brynowa.
Mimo podziałów macierzystej parafii w Bogucicach na kilka mniejszych przed I wojną światową ich liczba była niewystarczająca. Brakowało wówczas m.in. kościołów na terenie Brynowa. Łącznie powołano cztery parafie w Brynowie, z czego dwie na terenie dzielnicy Brynów Część Wschodnia-Osiedle Zgrzebnioka, które wywodzą się z parafii śś. Apostołów Piotra i Pawła: św. Michała Archanioła (powołana 21 lutego 1981 roku) i Podwyższenia Krzyża Świętego (powołana 1 maja 1983 roku).
Dnia 18 maja 1958 roku został poświęcony drewniany kościół pw. św. Michała Archanioła, przeniesiony w 1938 roku z Syryni. Poświęcenia dokonał ks. Ignacy Jeż – ówczesny rektor Niższego Seminarium Duchownego im. św. Jacka w Katowicach. Zabytkowy kościół jednocześnie stał się placówką filialną parafii śś. Apostołów Piotra i Pawła. Od 1959 roku funkcje duszpasterskie spełniał w nim osobny rektor – pierwszym z nich został ks. Józef Skornia. Rozwój terenów współczesnej dzielnicy Brynów część wschodnia-Osiedle Zgrzebnioka w czasach Polski Ludowej spowodował wzrost liczby mieszkańców, a wraz z tym pojawiły się kłopoty z pracą duszpasterską. Po strajkach sierpniowych 1980 roku ks. Bolczyk wniósł o uznanie rektoratu św. Michała Archanioła jako zwykłej parafii Parafię erygowano 21 lutego 1981 roku. Dotychczasowy kościół św. Michała Archanioła był zbyt mały na funkcję kościoła parafialnego, dlatego też w grudniu 1988 roku bp Damian Zimoń nakazał budowę nowej, dużej świątyni. Nowy kościół został ukończony w 2000 roku, a jego poświęcenie nastąpiło 25 września 2001 roku. Znajduje się on przy ulicy Gawronów 20 i jest to kościół pw. Matki Kościoła Niepokalanej Jutrzenki Wolności. Parafia św. Michała Archanioła jest jedyną parafią w Katowicach posiadającą dwa kościoły.
Przyczyną budowy kościoła Podwyższenia Krzyża Świętego były tragiczne wydarzenia związane z pacyfikacją kopalni „Wujek” 16 grudnia 1981 roku, w wyniku którego zginęło 9 górników. Na miejscu tragedii wzniesiono krzyż, który stał się symbolicznym zaczątkiem nowej parafii. Bp Herbert Bednorz wystąpił z inicjatywą budowy kościoła-pomnika tragicznie zmarłych górników, na co uzyskał zgodę wojewody katowickiego gen. Romana Paszkowskiego. Uroczyste poświęcenie kościoła pw. Podwyższenia Krzyża Świętego przez bpa Damiana Zimonia odbyło się 14 grudnia 1991 roku. W dniu 1 maja 1983 roku erygowano parafię Podwyższenia Krzyża Świętego, która została wydzielona z parafii św. Michała Archanioła i śś. Apostołów Piotra i Pawła.

## Sport i rekreacja

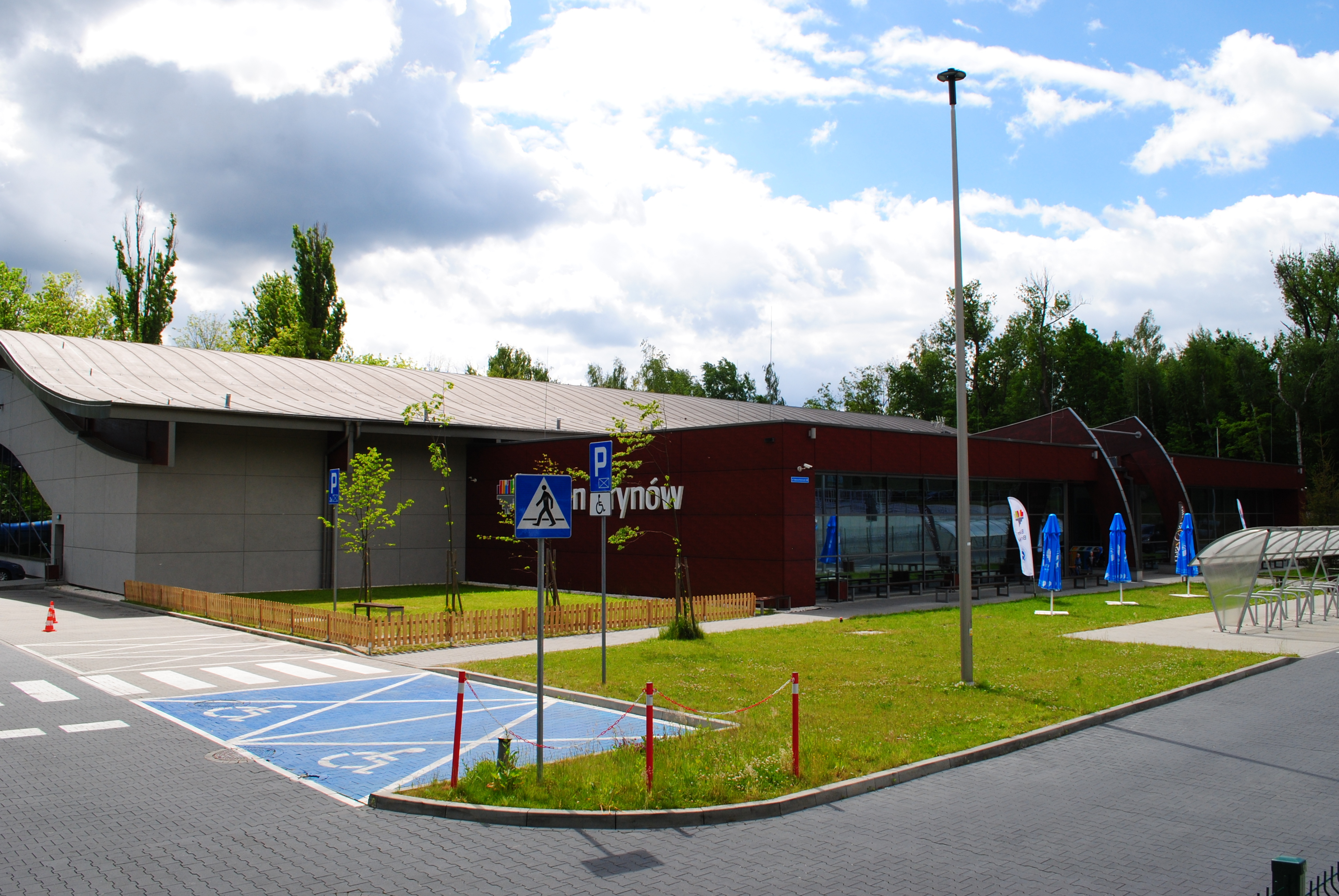
Basen Brynów, położony przy ulicy T. Kościuszki 104

W dzielnicy Brynów część wschodnia-Osiedle Zgrzebnioka znajduje się szereg obiektów sportowo-rekreacyjnych, w tym m.in. (stan na luty 2023 rok):
- Korty tenisowe (ul. Ceglana 67)[254] – obejmują 3 korty kryte i 5 odkrytych[255],
- Korty do squasha – Squash Arena (ul. Ceglana 67h)[254][256],
- Klub fitness – CeglanaGYM (ul. Ceglana 67c)[254][257],
- Tor saneczkowy (park T. Kościuszki)[258],
- Siłownia plenerowa (park T. Kościuszki)[4],
- Skatepark – Skate in Park (ul. Ceglana 67)[4][259].

Przy ulicy T. Kościuszki 104 funkcjonuje Basen Brynów. W skład obiektu wchodzą: sześciotorowy basen sportowy o długości 25 m oraz strefa rekreacyjna z brodzikiem do nauki pływania dla najmłodszych, masażami wodnymi, gejzerami, grzybkiem wodnym, ławeczką powietrzną, dwiema wannami jacuzzi, zjeżdżalnią o długości 80 m i innymi obiektami. Drugą część kompleksu stanowi obiekt sportowy do gimnastyki akrobatycznej oraz fitnessu. Zarządca obiektu jest spółka Katowickie Wodociągi.

Elementami sprzyjającymi działalności rekreacyjnej dzielnicy poza parkiem T. Kościuszki jest także Katowicki Park Leśny, a także Szlak Parkowy łączący park T. Kościuszki z Doliną Trzech Stawów.

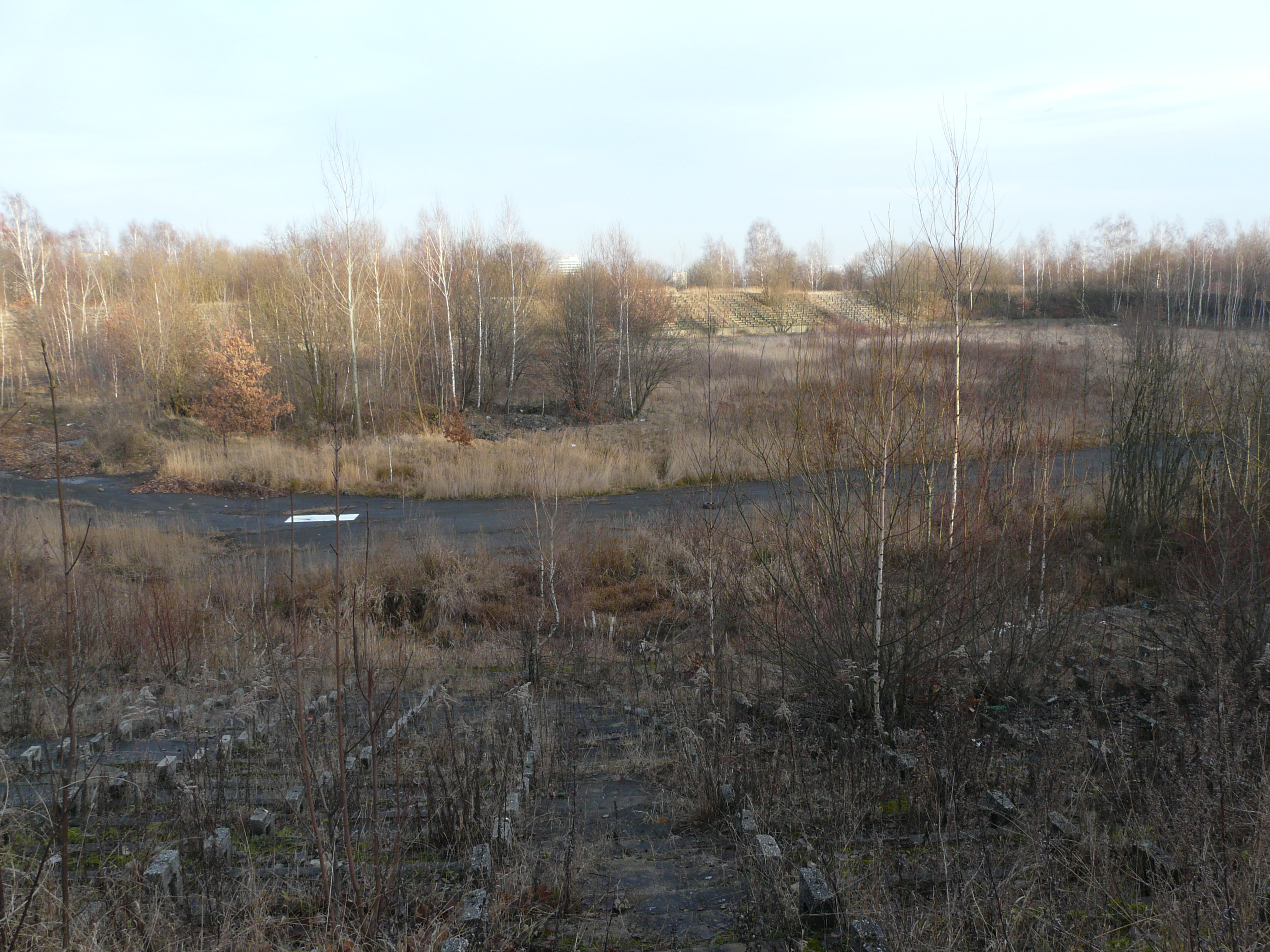
Fragment dawnego stadionu Gwardii Katowice (2014 rok)

Historycznie pierwszą organizacją kultury fizycznej w Brynowie był Spiel- und Eislauverein Brynow. Organizację tę założono w 1913 roku, lecz nieznane są sekcje, jakie ćwiczono w tej organizacji. W dniu 12 sierpnia 1919 roku założono Towarzystwo Gimnastyczne „Sokół” Brynów (wówczas jako Katowicka Hałda). Prowadzono tutaj sekcje gimnastyczną i lekkoatletyczną. W 1919 roku skupiało 144 członków, a w 1937 roku 70 osób. Do uznanych sportowców z brynowskiego Sokoła należała Marta Majowska-Szyndler. Towarzystwo zostało skreślone z rejestru 7 lutego 1950 roku.
Obok parku T. Kościuszki, przy skrzyżowaniu ulic T. Kościuszki i A. Zgrzebnioka znajdują się pozostałości dawnego stadionu Gwardii Katowice. Boisko tam powstało prawdopodobnie już w 1920 roku i początkowo służyło klubowi 1. FC Kattowitz. Odbył się tutaj mecz reprezentacji Polski w piłce nożnej ze Szwecją, zakończony zwycięstwem Polski 2:1. Na starym boisku Gwardii w czasach Polski Ludowej zaprojektowano stadion na 30 tys. osób. Płyta boiska miała być podgrzewana, bieżnia lekkoatletyczna wyłożona tartanem, a cały obiekt miał posiadać sztuczne oświetlenie. Planowano budowę stadionu w ramach czynu społecznego, a prace te miały się zakończyć pod koniec 1982 roku.
Przy ulicy T. Kościuszki, na terenie wydzierżawionym od spółki Hohenlohe (część brynowskiego folwarku) z inicjatywy Wielkopolskiego Towarzystwa Wyścigów Konnych powstał tor wyścigów konnych. Został on otwarty 7 sierpnia 1932 roku, a od 1934 roku był współorganizatorem imprez Śląskiego Klubu Jazdy Konnej. Ostatnie wzmianki w publikacjach o torze wyścigów konnych sięgają 1945 roku, a w aktach – 1951 roku (bądź też został on ostatecznie zamknięty w 1943 roku).
W latach międzywojennych działał też klub sportowy Badura Brynów, działający przy cegielni „Badura”. Był on wzmiankowany w latach 1938–1939, a ćwiczono w nim piłkę nożną, zaś we wrześniu 1936 roku wspomniano też o drużynie piłki nożnej organizacji paramilitarnej „Strzelec” Katowice-Brynów.